# Championnat du monde d'échecs 2014
Cet article utilise la notation algébrique pour décrire des coups du jeu d'échecs.
Vainqueur
Précédent Suivant
Le Championnat du monde d'échecs 2014 est l'édition 2014 du championnat du monde du jeu d'échecs. Cette compétition organisée par la Fédération internationale des échecs opposa en novembre 2014, dans la ville russe de Sotchi, le Norvégien Magnus Carlsen, no 1 mondial et champion du monde en titre, à l'Indien Viswanathan Anand, no 6 mondial et prédécesseur de Carlsen en tant que champion du monde.
Magnus Carlsen remporta le match après onze parties, renouvelant ainsi son titre de champion du monde.

## Tournoi des candidats 2014
Viswanathan Anand, qui avait perdu son titre de champion du monde au profit de Magnus Carlsen lors du précédent championnat, a obtenu sa qualification pour affronter de nouveau Carlsen en gagnant le tournoi des candidats.

### Organisation
Le tournoi s'est déroulé du 11 mars au 1er avril 2014 à Khanty-Mansiïsk, ville de la plaine de Sibérie occidentale en Russie.  La ville avait déjà accueilli plusieurs compétitions internationales d'échecs comme les coupes du monde 2005, 2007, 2009 et 2011, l'Olympiade 2010, le championnat du monde féminin 2012 et le championnat du monde de blitz en 2013.

### Participants
Les participants, en application des règles annoncées par la FIDE, étaient, :
- le perdant du championnat du monde d'échecs 2013 : Viswanathan Anand no 8 mondial, 2 770 points Elo ;
- les deux finalistes de la coupe du monde 2013 :
  - Vladimir Kramnik, no 3 mondial, 2 787 points Elo ;
  - Dmitri Andreïkine, no 42 mondial, 2 709 points Elo ;
- les deux premiers du Grand Prix FIDE 2012-2013[5] :
  - Veselin Topalov, no 4 mondial, 2 785 points Elo ;
  - Shakhriyar Mamedyarov, no 13 mondial, 2 757 points Elo ;
- les deux joueurs les mieux classés en Elo[6] et ayant participé à la coupe du monde 2013 ou au Grand Prix FIDE 2012–2013 :
  - Levon Aronian, no 2 mondial, 2 830 points  Elo ;
  - Sergueï Kariakine no 9 mondial, 2 766 points Elo ;
- un joueur invité par le comité d'organisation[7] : Peter Svidler[8], no 11 mondial, 2 758 points Elo.

### Classement et tableau du tournoi
| Joueur | Participant           | Fédération  | Elo (mars 2014) | 1   | 2   | 3   | 4   | 5   | 6   | 7   | 8   | Points | Départage                |
| ------ | --------------------- | ----------- | --------------- | --- | --- | --- | --- | --- | --- | --- | --- | ------ | ------------------------ |
| 1er    | Viswanathan Anand     | Inde        | 2 770           | * * | ½ ½ | ½ ½ | 1 ½ | ½ ½ | 1 ½ | ½ ½ | ½ 1 | 8,5    |                          |
| 2e     | Sergueï Kariakine     | Russie      | 2 766           | ½ ½ | * * | 0 1 | ½ ½ | ½ ½ | 0 1 | ½ 1 | ½ ½ | 7,5    |                          |
| 3e     | Vladimir Kramnik      | Russie      | 2 787           | ½ ½ | 1 0 | * * | 1 ½ | ½ ½ | ½ ½ | ½ 0 | 0 1 | 7      | 2,5 / 4                  |
| 4e     | Shakhriyar Mamedyarov | Azerbaïdjan | 2 757           | 0 ½ | ½ ½ | 0 ½ | * * | 1 ½ | 0 1 | 1 ½ | ½ ½ | 7      | 2 / 4                    |
| 5e     | Dmitri Andreïkine     | Russie      | 2 709           | ½ ½ | ½ ½ | ½ ½ | 0 ½ | * * | ½ 1 | 0 ½ | 1 ½ | 7      | 1,5 / 4                  |
| 6e     | Levon Aronian         | Arménie     | 2 830           | 0 ½ | 1 0 | ½ ½ | 1 0 | ½ 0 | * * | 1 ½ | ½ ½ | 6,5    | 1,5 – 0,5 contre Svidler |
| 7e     | Peter Svidler         | Russie      | 2 758           | ½ ½ | ½ 0 | ½ 1 | 0 ½ | 1 ½ | 0 ½ | * * | 1 0 | 6,5    | 0,5 – 1,5 contre Aronian |
| 8e     | Veselin Topalov       | Bulgarie    | 2 785           | ½ 0 | ½ ½ | 1 0 | ½ ½ | 0 ½ | ½ ½ | 0 1 | **  | 6      |                          |

## Championnat du monde

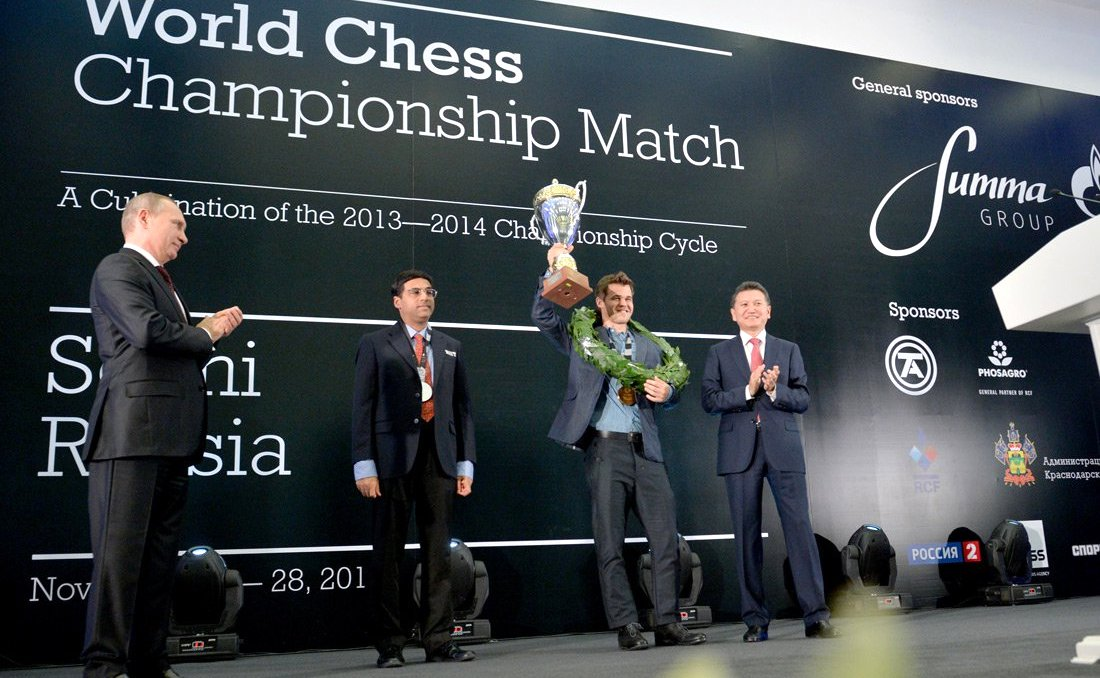
Cérémonie de clôture du championnat du monde 2014.

En avril, aucune candidature n'a répondu à l'appel d'offre de la FIDE, ce qui crée une incertitude quant à la tenue du match. En juin, la FIDE annonce que c'est finalement la ville de Sotchi en Russie qui est retenue. En raison de son support ouvert pour Garry Kasparov à la présidence de la FIDE et de la situation du conflit entre l'Ukraine et la Russie, Carlsen hésite à signer le contrat avec la FIDE. Le 7 septembre, date butoir pour la signature, il annonce qu'il accepte de jouer,.
Le match dispose d'un budget de 3 millions de dollars, dont 1,5 million réservé aux prix, soit 1 million de moins que le match de 2013.
Il débute comme prévu le 8 novembre au village olympique de Sotchi et doit se terminer le 28 novembre 2014, après 12 parties plus les éventuels départages en cas d'égalité.
| Partie  | 1 | 2 | 3 | 4 | 5 | 6 | 7 | 8 | 9 | 10 | 11 | 12 | Total |
| ------- | - | - | - | - | - | - | - | - | - | -- | -- | -- | ----- |
| Carlsen | ½ | 1 | 0 | ½ | ½ | 1 | ½ | ½ | ½ | ½  | 1  | -  | 6½    |
| Anand   | ½ | 0 | 1 | ½ | ½ | 0 | ½ | ½ | ½ | ½  | 0  | -  | 4½    |

## Déroulement du match

### Première partie
|   | a | b | c | d | e | f | g | h |   |
| 8 | Roi noir sur case noire g7 · Pion noir sur case noire f6 · Pion noir sur case blanche g6 · Pion noir sur case blanche b5 · Pion noir sur case blanche a4 · Tour blanche sur case noire b4 · Pion blanc sur case noire f4 · Pion blanc sur case noire a3 · Roi blanc sur case blanche a2 · Pion blanc sur case noire b2 · Dame noire sur case blanche c2 · Tour noire sur case blanche e2 · Pion blanc sur case noire h2 · Dame blanche sur case blanche f1 | Roi noir sur case noire g7 · Pion noir sur case noire f6 · Pion noir sur case blanche g6 · Pion noir sur case blanche b5 · Pion noir sur case blanche a4 · Tour blanche sur case noire b4 · Pion blanc sur case noire f4 · Pion blanc sur case noire a3 · Roi blanc sur case blanche a2 · Pion blanc sur case noire b2 · Dame noire sur case blanche c2 · Tour noire sur case blanche e2 · Pion blanc sur case noire h2 · Dame blanche sur case blanche f1 | Roi noir sur case noire g7 · Pion noir sur case noire f6 · Pion noir sur case blanche g6 · Pion noir sur case blanche b5 · Pion noir sur case blanche a4 · Tour blanche sur case noire b4 · Pion blanc sur case noire f4 · Pion blanc sur case noire a3 · Roi blanc sur case blanche a2 · Pion blanc sur case noire b2 · Dame noire sur case blanche c2 · Tour noire sur case blanche e2 · Pion blanc sur case noire h2 · Dame blanche sur case blanche f1 | Roi noir sur case noire g7 · Pion noir sur case noire f6 · Pion noir sur case blanche g6 · Pion noir sur case blanche b5 · Pion noir sur case blanche a4 · Tour blanche sur case noire b4 · Pion blanc sur case noire f4 · Pion blanc sur case noire a3 · Roi blanc sur case blanche a2 · Pion blanc sur case noire b2 · Dame noire sur case blanche c2 · Tour noire sur case blanche e2 · Pion blanc sur case noire h2 · Dame blanche sur case blanche f1 | Roi noir sur case noire g7 · Pion noir sur case noire f6 · Pion noir sur case blanche g6 · Pion noir sur case blanche b5 · Pion noir sur case blanche a4 · Tour blanche sur case noire b4 · Pion blanc sur case noire f4 · Pion blanc sur case noire a3 · Roi blanc sur case blanche a2 · Pion blanc sur case noire b2 · Dame noire sur case blanche c2 · Tour noire sur case blanche e2 · Pion blanc sur case noire h2 · Dame blanche sur case blanche f1 | Roi noir sur case noire g7 · Pion noir sur case noire f6 · Pion noir sur case blanche g6 · Pion noir sur case blanche b5 · Pion noir sur case blanche a4 · Tour blanche sur case noire b4 · Pion blanc sur case noire f4 · Pion blanc sur case noire a3 · Roi blanc sur case blanche a2 · Pion blanc sur case noire b2 · Dame noire sur case blanche c2 · Tour noire sur case blanche e2 · Pion blanc sur case noire h2 · Dame blanche sur case blanche f1 | Roi noir sur case noire g7 · Pion noir sur case noire f6 · Pion noir sur case blanche g6 · Pion noir sur case blanche b5 · Pion noir sur case blanche a4 · Tour blanche sur case noire b4 · Pion blanc sur case noire f4 · Pion blanc sur case noire a3 · Roi blanc sur case blanche a2 · Pion blanc sur case noire b2 · Dame noire sur case blanche c2 · Tour noire sur case blanche e2 · Pion blanc sur case noire h2 · Dame blanche sur case blanche f1 | Roi noir sur case noire g7 · Pion noir sur case noire f6 · Pion noir sur case blanche g6 · Pion noir sur case blanche b5 · Pion noir sur case blanche a4 · Tour blanche sur case noire b4 · Pion blanc sur case noire f4 · Pion blanc sur case noire a3 · Roi blanc sur case blanche a2 · Pion blanc sur case noire b2 · Dame noire sur case blanche c2 · Tour noire sur case blanche e2 · Pion blanc sur case noire h2 · Dame blanche sur case blanche f1 | 8 |
| 7 | Roi noir sur case noire g7 · Pion noir sur case noire f6 · Pion noir sur case blanche g6 · Pion noir sur case blanche b5 · Pion noir sur case blanche a4 · Tour blanche sur case noire b4 · Pion blanc sur case noire f4 · Pion blanc sur case noire a3 · Roi blanc sur case blanche a2 · Pion blanc sur case noire b2 · Dame noire sur case blanche c2 · Tour noire sur case blanche e2 · Pion blanc sur case noire h2 · Dame blanche sur case blanche f1 | Roi noir sur case noire g7 · Pion noir sur case noire f6 · Pion noir sur case blanche g6 · Pion noir sur case blanche b5 · Pion noir sur case blanche a4 · Tour blanche sur case noire b4 · Pion blanc sur case noire f4 · Pion blanc sur case noire a3 · Roi blanc sur case blanche a2 · Pion blanc sur case noire b2 · Dame noire sur case blanche c2 · Tour noire sur case blanche e2 · Pion blanc sur case noire h2 · Dame blanche sur case blanche f1 | Roi noir sur case noire g7 · Pion noir sur case noire f6 · Pion noir sur case blanche g6 · Pion noir sur case blanche b5 · Pion noir sur case blanche a4 · Tour blanche sur case noire b4 · Pion blanc sur case noire f4 · Pion blanc sur case noire a3 · Roi blanc sur case blanche a2 · Pion blanc sur case noire b2 · Dame noire sur case blanche c2 · Tour noire sur case blanche e2 · Pion blanc sur case noire h2 · Dame blanche sur case blanche f1 | Roi noir sur case noire g7 · Pion noir sur case noire f6 · Pion noir sur case blanche g6 · Pion noir sur case blanche b5 · Pion noir sur case blanche a4 · Tour blanche sur case noire b4 · Pion blanc sur case noire f4 · Pion blanc sur case noire a3 · Roi blanc sur case blanche a2 · Pion blanc sur case noire b2 · Dame noire sur case blanche c2 · Tour noire sur case blanche e2 · Pion blanc sur case noire h2 · Dame blanche sur case blanche f1 | Roi noir sur case noire g7 · Pion noir sur case noire f6 · Pion noir sur case blanche g6 · Pion noir sur case blanche b5 · Pion noir sur case blanche a4 · Tour blanche sur case noire b4 · Pion blanc sur case noire f4 · Pion blanc sur case noire a3 · Roi blanc sur case blanche a2 · Pion blanc sur case noire b2 · Dame noire sur case blanche c2 · Tour noire sur case blanche e2 · Pion blanc sur case noire h2 · Dame blanche sur case blanche f1 | Roi noir sur case noire g7 · Pion noir sur case noire f6 · Pion noir sur case blanche g6 · Pion noir sur case blanche b5 · Pion noir sur case blanche a4 · Tour blanche sur case noire b4 · Pion blanc sur case noire f4 · Pion blanc sur case noire a3 · Roi blanc sur case blanche a2 · Pion blanc sur case noire b2 · Dame noire sur case blanche c2 · Tour noire sur case blanche e2 · Pion blanc sur case noire h2 · Dame blanche sur case blanche f1 | Roi noir sur case noire g7 · Pion noir sur case noire f6 · Pion noir sur case blanche g6 · Pion noir sur case blanche b5 · Pion noir sur case blanche a4 · Tour blanche sur case noire b4 · Pion blanc sur case noire f4 · Pion blanc sur case noire a3 · Roi blanc sur case blanche a2 · Pion blanc sur case noire b2 · Dame noire sur case blanche c2 · Tour noire sur case blanche e2 · Pion blanc sur case noire h2 · Dame blanche sur case blanche f1 | Roi noir sur case noire g7 · Pion noir sur case noire f6 · Pion noir sur case blanche g6 · Pion noir sur case blanche b5 · Pion noir sur case blanche a4 · Tour blanche sur case noire b4 · Pion blanc sur case noire f4 · Pion blanc sur case noire a3 · Roi blanc sur case blanche a2 · Pion blanc sur case noire b2 · Dame noire sur case blanche c2 · Tour noire sur case blanche e2 · Pion blanc sur case noire h2 · Dame blanche sur case blanche f1 | 7 |
| 6 | Roi noir sur case noire g7 · Pion noir sur case noire f6 · Pion noir sur case blanche g6 · Pion noir sur case blanche b5 · Pion noir sur case blanche a4 · Tour blanche sur case noire b4 · Pion blanc sur case noire f4 · Pion blanc sur case noire a3 · Roi blanc sur case blanche a2 · Pion blanc sur case noire b2 · Dame noire sur case blanche c2 · Tour noire sur case blanche e2 · Pion blanc sur case noire h2 · Dame blanche sur case blanche f1 | Roi noir sur case noire g7 · Pion noir sur case noire f6 · Pion noir sur case blanche g6 · Pion noir sur case blanche b5 · Pion noir sur case blanche a4 · Tour blanche sur case noire b4 · Pion blanc sur case noire f4 · Pion blanc sur case noire a3 · Roi blanc sur case blanche a2 · Pion blanc sur case noire b2 · Dame noire sur case blanche c2 · Tour noire sur case blanche e2 · Pion blanc sur case noire h2 · Dame blanche sur case blanche f1 | Roi noir sur case noire g7 · Pion noir sur case noire f6 · Pion noir sur case blanche g6 · Pion noir sur case blanche b5 · Pion noir sur case blanche a4 · Tour blanche sur case noire b4 · Pion blanc sur case noire f4 · Pion blanc sur case noire a3 · Roi blanc sur case blanche a2 · Pion blanc sur case noire b2 · Dame noire sur case blanche c2 · Tour noire sur case blanche e2 · Pion blanc sur case noire h2 · Dame blanche sur case blanche f1 | Roi noir sur case noire g7 · Pion noir sur case noire f6 · Pion noir sur case blanche g6 · Pion noir sur case blanche b5 · Pion noir sur case blanche a4 · Tour blanche sur case noire b4 · Pion blanc sur case noire f4 · Pion blanc sur case noire a3 · Roi blanc sur case blanche a2 · Pion blanc sur case noire b2 · Dame noire sur case blanche c2 · Tour noire sur case blanche e2 · Pion blanc sur case noire h2 · Dame blanche sur case blanche f1 | Roi noir sur case noire g7 · Pion noir sur case noire f6 · Pion noir sur case blanche g6 · Pion noir sur case blanche b5 · Pion noir sur case blanche a4 · Tour blanche sur case noire b4 · Pion blanc sur case noire f4 · Pion blanc sur case noire a3 · Roi blanc sur case blanche a2 · Pion blanc sur case noire b2 · Dame noire sur case blanche c2 · Tour noire sur case blanche e2 · Pion blanc sur case noire h2 · Dame blanche sur case blanche f1 | Roi noir sur case noire g7 · Pion noir sur case noire f6 · Pion noir sur case blanche g6 · Pion noir sur case blanche b5 · Pion noir sur case blanche a4 · Tour blanche sur case noire b4 · Pion blanc sur case noire f4 · Pion blanc sur case noire a3 · Roi blanc sur case blanche a2 · Pion blanc sur case noire b2 · Dame noire sur case blanche c2 · Tour noire sur case blanche e2 · Pion blanc sur case noire h2 · Dame blanche sur case blanche f1 | Roi noir sur case noire g7 · Pion noir sur case noire f6 · Pion noir sur case blanche g6 · Pion noir sur case blanche b5 · Pion noir sur case blanche a4 · Tour blanche sur case noire b4 · Pion blanc sur case noire f4 · Pion blanc sur case noire a3 · Roi blanc sur case blanche a2 · Pion blanc sur case noire b2 · Dame noire sur case blanche c2 · Tour noire sur case blanche e2 · Pion blanc sur case noire h2 · Dame blanche sur case blanche f1 | Roi noir sur case noire g7 · Pion noir sur case noire f6 · Pion noir sur case blanche g6 · Pion noir sur case blanche b5 · Pion noir sur case blanche a4 · Tour blanche sur case noire b4 · Pion blanc sur case noire f4 · Pion blanc sur case noire a3 · Roi blanc sur case blanche a2 · Pion blanc sur case noire b2 · Dame noire sur case blanche c2 · Tour noire sur case blanche e2 · Pion blanc sur case noire h2 · Dame blanche sur case blanche f1 | 6 |
| 5 | Roi noir sur case noire g7 · Pion noir sur case noire f6 · Pion noir sur case blanche g6 · Pion noir sur case blanche b5 · Pion noir sur case blanche a4 · Tour blanche sur case noire b4 · Pion blanc sur case noire f4 · Pion blanc sur case noire a3 · Roi blanc sur case blanche a2 · Pion blanc sur case noire b2 · Dame noire sur case blanche c2 · Tour noire sur case blanche e2 · Pion blanc sur case noire h2 · Dame blanche sur case blanche f1 | Roi noir sur case noire g7 · Pion noir sur case noire f6 · Pion noir sur case blanche g6 · Pion noir sur case blanche b5 · Pion noir sur case blanche a4 · Tour blanche sur case noire b4 · Pion blanc sur case noire f4 · Pion blanc sur case noire a3 · Roi blanc sur case blanche a2 · Pion blanc sur case noire b2 · Dame noire sur case blanche c2 · Tour noire sur case blanche e2 · Pion blanc sur case noire h2 · Dame blanche sur case blanche f1 | Roi noir sur case noire g7 · Pion noir sur case noire f6 · Pion noir sur case blanche g6 · Pion noir sur case blanche b5 · Pion noir sur case blanche a4 · Tour blanche sur case noire b4 · Pion blanc sur case noire f4 · Pion blanc sur case noire a3 · Roi blanc sur case blanche a2 · Pion blanc sur case noire b2 · Dame noire sur case blanche c2 · Tour noire sur case blanche e2 · Pion blanc sur case noire h2 · Dame blanche sur case blanche f1 | Roi noir sur case noire g7 · Pion noir sur case noire f6 · Pion noir sur case blanche g6 · Pion noir sur case blanche b5 · Pion noir sur case blanche a4 · Tour blanche sur case noire b4 · Pion blanc sur case noire f4 · Pion blanc sur case noire a3 · Roi blanc sur case blanche a2 · Pion blanc sur case noire b2 · Dame noire sur case blanche c2 · Tour noire sur case blanche e2 · Pion blanc sur case noire h2 · Dame blanche sur case blanche f1 | Roi noir sur case noire g7 · Pion noir sur case noire f6 · Pion noir sur case blanche g6 · Pion noir sur case blanche b5 · Pion noir sur case blanche a4 · Tour blanche sur case noire b4 · Pion blanc sur case noire f4 · Pion blanc sur case noire a3 · Roi blanc sur case blanche a2 · Pion blanc sur case noire b2 · Dame noire sur case blanche c2 · Tour noire sur case blanche e2 · Pion blanc sur case noire h2 · Dame blanche sur case blanche f1 | Roi noir sur case noire g7 · Pion noir sur case noire f6 · Pion noir sur case blanche g6 · Pion noir sur case blanche b5 · Pion noir sur case blanche a4 · Tour blanche sur case noire b4 · Pion blanc sur case noire f4 · Pion blanc sur case noire a3 · Roi blanc sur case blanche a2 · Pion blanc sur case noire b2 · Dame noire sur case blanche c2 · Tour noire sur case blanche e2 · Pion blanc sur case noire h2 · Dame blanche sur case blanche f1 | Roi noir sur case noire g7 · Pion noir sur case noire f6 · Pion noir sur case blanche g6 · Pion noir sur case blanche b5 · Pion noir sur case blanche a4 · Tour blanche sur case noire b4 · Pion blanc sur case noire f4 · Pion blanc sur case noire a3 · Roi blanc sur case blanche a2 · Pion blanc sur case noire b2 · Dame noire sur case blanche c2 · Tour noire sur case blanche e2 · Pion blanc sur case noire h2 · Dame blanche sur case blanche f1 | Roi noir sur case noire g7 · Pion noir sur case noire f6 · Pion noir sur case blanche g6 · Pion noir sur case blanche b5 · Pion noir sur case blanche a4 · Tour blanche sur case noire b4 · Pion blanc sur case noire f4 · Pion blanc sur case noire a3 · Roi blanc sur case blanche a2 · Pion blanc sur case noire b2 · Dame noire sur case blanche c2 · Tour noire sur case blanche e2 · Pion blanc sur case noire h2 · Dame blanche sur case blanche f1 | 5 |
| 4 | Roi noir sur case noire g7 · Pion noir sur case noire f6 · Pion noir sur case blanche g6 · Pion noir sur case blanche b5 · Pion noir sur case blanche a4 · Tour blanche sur case noire b4 · Pion blanc sur case noire f4 · Pion blanc sur case noire a3 · Roi blanc sur case blanche a2 · Pion blanc sur case noire b2 · Dame noire sur case blanche c2 · Tour noire sur case blanche e2 · Pion blanc sur case noire h2 · Dame blanche sur case blanche f1 | Roi noir sur case noire g7 · Pion noir sur case noire f6 · Pion noir sur case blanche g6 · Pion noir sur case blanche b5 · Pion noir sur case blanche a4 · Tour blanche sur case noire b4 · Pion blanc sur case noire f4 · Pion blanc sur case noire a3 · Roi blanc sur case blanche a2 · Pion blanc sur case noire b2 · Dame noire sur case blanche c2 · Tour noire sur case blanche e2 · Pion blanc sur case noire h2 · Dame blanche sur case blanche f1 | Roi noir sur case noire g7 · Pion noir sur case noire f6 · Pion noir sur case blanche g6 · Pion noir sur case blanche b5 · Pion noir sur case blanche a4 · Tour blanche sur case noire b4 · Pion blanc sur case noire f4 · Pion blanc sur case noire a3 · Roi blanc sur case blanche a2 · Pion blanc sur case noire b2 · Dame noire sur case blanche c2 · Tour noire sur case blanche e2 · Pion blanc sur case noire h2 · Dame blanche sur case blanche f1 | Roi noir sur case noire g7 · Pion noir sur case noire f6 · Pion noir sur case blanche g6 · Pion noir sur case blanche b5 · Pion noir sur case blanche a4 · Tour blanche sur case noire b4 · Pion blanc sur case noire f4 · Pion blanc sur case noire a3 · Roi blanc sur case blanche a2 · Pion blanc sur case noire b2 · Dame noire sur case blanche c2 · Tour noire sur case blanche e2 · Pion blanc sur case noire h2 · Dame blanche sur case blanche f1 | Roi noir sur case noire g7 · Pion noir sur case noire f6 · Pion noir sur case blanche g6 · Pion noir sur case blanche b5 · Pion noir sur case blanche a4 · Tour blanche sur case noire b4 · Pion blanc sur case noire f4 · Pion blanc sur case noire a3 · Roi blanc sur case blanche a2 · Pion blanc sur case noire b2 · Dame noire sur case blanche c2 · Tour noire sur case blanche e2 · Pion blanc sur case noire h2 · Dame blanche sur case blanche f1 | Roi noir sur case noire g7 · Pion noir sur case noire f6 · Pion noir sur case blanche g6 · Pion noir sur case blanche b5 · Pion noir sur case blanche a4 · Tour blanche sur case noire b4 · Pion blanc sur case noire f4 · Pion blanc sur case noire a3 · Roi blanc sur case blanche a2 · Pion blanc sur case noire b2 · Dame noire sur case blanche c2 · Tour noire sur case blanche e2 · Pion blanc sur case noire h2 · Dame blanche sur case blanche f1 | Roi noir sur case noire g7 · Pion noir sur case noire f6 · Pion noir sur case blanche g6 · Pion noir sur case blanche b5 · Pion noir sur case blanche a4 · Tour blanche sur case noire b4 · Pion blanc sur case noire f4 · Pion blanc sur case noire a3 · Roi blanc sur case blanche a2 · Pion blanc sur case noire b2 · Dame noire sur case blanche c2 · Tour noire sur case blanche e2 · Pion blanc sur case noire h2 · Dame blanche sur case blanche f1 | Roi noir sur case noire g7 · Pion noir sur case noire f6 · Pion noir sur case blanche g6 · Pion noir sur case blanche b5 · Pion noir sur case blanche a4 · Tour blanche sur case noire b4 · Pion blanc sur case noire f4 · Pion blanc sur case noire a3 · Roi blanc sur case blanche a2 · Pion blanc sur case noire b2 · Dame noire sur case blanche c2 · Tour noire sur case blanche e2 · Pion blanc sur case noire h2 · Dame blanche sur case blanche f1 | 4 |
| 3 | Roi noir sur case noire g7 · Pion noir sur case noire f6 · Pion noir sur case blanche g6 · Pion noir sur case blanche b5 · Pion noir sur case blanche a4 · Tour blanche sur case noire b4 · Pion blanc sur case noire f4 · Pion blanc sur case noire a3 · Roi blanc sur case blanche a2 · Pion blanc sur case noire b2 · Dame noire sur case blanche c2 · Tour noire sur case blanche e2 · Pion blanc sur case noire h2 · Dame blanche sur case blanche f1 | Roi noir sur case noire g7 · Pion noir sur case noire f6 · Pion noir sur case blanche g6 · Pion noir sur case blanche b5 · Pion noir sur case blanche a4 · Tour blanche sur case noire b4 · Pion blanc sur case noire f4 · Pion blanc sur case noire a3 · Roi blanc sur case blanche a2 · Pion blanc sur case noire b2 · Dame noire sur case blanche c2 · Tour noire sur case blanche e2 · Pion blanc sur case noire h2 · Dame blanche sur case blanche f1 | Roi noir sur case noire g7 · Pion noir sur case noire f6 · Pion noir sur case blanche g6 · Pion noir sur case blanche b5 · Pion noir sur case blanche a4 · Tour blanche sur case noire b4 · Pion blanc sur case noire f4 · Pion blanc sur case noire a3 · Roi blanc sur case blanche a2 · Pion blanc sur case noire b2 · Dame noire sur case blanche c2 · Tour noire sur case blanche e2 · Pion blanc sur case noire h2 · Dame blanche sur case blanche f1 | Roi noir sur case noire g7 · Pion noir sur case noire f6 · Pion noir sur case blanche g6 · Pion noir sur case blanche b5 · Pion noir sur case blanche a4 · Tour blanche sur case noire b4 · Pion blanc sur case noire f4 · Pion blanc sur case noire a3 · Roi blanc sur case blanche a2 · Pion blanc sur case noire b2 · Dame noire sur case blanche c2 · Tour noire sur case blanche e2 · Pion blanc sur case noire h2 · Dame blanche sur case blanche f1 | Roi noir sur case noire g7 · Pion noir sur case noire f6 · Pion noir sur case blanche g6 · Pion noir sur case blanche b5 · Pion noir sur case blanche a4 · Tour blanche sur case noire b4 · Pion blanc sur case noire f4 · Pion blanc sur case noire a3 · Roi blanc sur case blanche a2 · Pion blanc sur case noire b2 · Dame noire sur case blanche c2 · Tour noire sur case blanche e2 · Pion blanc sur case noire h2 · Dame blanche sur case blanche f1 | Roi noir sur case noire g7 · Pion noir sur case noire f6 · Pion noir sur case blanche g6 · Pion noir sur case blanche b5 · Pion noir sur case blanche a4 · Tour blanche sur case noire b4 · Pion blanc sur case noire f4 · Pion blanc sur case noire a3 · Roi blanc sur case blanche a2 · Pion blanc sur case noire b2 · Dame noire sur case blanche c2 · Tour noire sur case blanche e2 · Pion blanc sur case noire h2 · Dame blanche sur case blanche f1 | Roi noir sur case noire g7 · Pion noir sur case noire f6 · Pion noir sur case blanche g6 · Pion noir sur case blanche b5 · Pion noir sur case blanche a4 · Tour blanche sur case noire b4 · Pion blanc sur case noire f4 · Pion blanc sur case noire a3 · Roi blanc sur case blanche a2 · Pion blanc sur case noire b2 · Dame noire sur case blanche c2 · Tour noire sur case blanche e2 · Pion blanc sur case noire h2 · Dame blanche sur case blanche f1 | Roi noir sur case noire g7 · Pion noir sur case noire f6 · Pion noir sur case blanche g6 · Pion noir sur case blanche b5 · Pion noir sur case blanche a4 · Tour blanche sur case noire b4 · Pion blanc sur case noire f4 · Pion blanc sur case noire a3 · Roi blanc sur case blanche a2 · Pion blanc sur case noire b2 · Dame noire sur case blanche c2 · Tour noire sur case blanche e2 · Pion blanc sur case noire h2 · Dame blanche sur case blanche f1 | 3 |
| 2 | Roi noir sur case noire g7 · Pion noir sur case noire f6 · Pion noir sur case blanche g6 · Pion noir sur case blanche b5 · Pion noir sur case blanche a4 · Tour blanche sur case noire b4 · Pion blanc sur case noire f4 · Pion blanc sur case noire a3 · Roi blanc sur case blanche a2 · Pion blanc sur case noire b2 · Dame noire sur case blanche c2 · Tour noire sur case blanche e2 · Pion blanc sur case noire h2 · Dame blanche sur case blanche f1 | Roi noir sur case noire g7 · Pion noir sur case noire f6 · Pion noir sur case blanche g6 · Pion noir sur case blanche b5 · Pion noir sur case blanche a4 · Tour blanche sur case noire b4 · Pion blanc sur case noire f4 · Pion blanc sur case noire a3 · Roi blanc sur case blanche a2 · Pion blanc sur case noire b2 · Dame noire sur case blanche c2 · Tour noire sur case blanche e2 · Pion blanc sur case noire h2 · Dame blanche sur case blanche f1 | Roi noir sur case noire g7 · Pion noir sur case noire f6 · Pion noir sur case blanche g6 · Pion noir sur case blanche b5 · Pion noir sur case blanche a4 · Tour blanche sur case noire b4 · Pion blanc sur case noire f4 · Pion blanc sur case noire a3 · Roi blanc sur case blanche a2 · Pion blanc sur case noire b2 · Dame noire sur case blanche c2 · Tour noire sur case blanche e2 · Pion blanc sur case noire h2 · Dame blanche sur case blanche f1 | Roi noir sur case noire g7 · Pion noir sur case noire f6 · Pion noir sur case blanche g6 · Pion noir sur case blanche b5 · Pion noir sur case blanche a4 · Tour blanche sur case noire b4 · Pion blanc sur case noire f4 · Pion blanc sur case noire a3 · Roi blanc sur case blanche a2 · Pion blanc sur case noire b2 · Dame noire sur case blanche c2 · Tour noire sur case blanche e2 · Pion blanc sur case noire h2 · Dame blanche sur case blanche f1 | Roi noir sur case noire g7 · Pion noir sur case noire f6 · Pion noir sur case blanche g6 · Pion noir sur case blanche b5 · Pion noir sur case blanche a4 · Tour blanche sur case noire b4 · Pion blanc sur case noire f4 · Pion blanc sur case noire a3 · Roi blanc sur case blanche a2 · Pion blanc sur case noire b2 · Dame noire sur case blanche c2 · Tour noire sur case blanche e2 · Pion blanc sur case noire h2 · Dame blanche sur case blanche f1 | Roi noir sur case noire g7 · Pion noir sur case noire f6 · Pion noir sur case blanche g6 · Pion noir sur case blanche b5 · Pion noir sur case blanche a4 · Tour blanche sur case noire b4 · Pion blanc sur case noire f4 · Pion blanc sur case noire a3 · Roi blanc sur case blanche a2 · Pion blanc sur case noire b2 · Dame noire sur case blanche c2 · Tour noire sur case blanche e2 · Pion blanc sur case noire h2 · Dame blanche sur case blanche f1 | Roi noir sur case noire g7 · Pion noir sur case noire f6 · Pion noir sur case blanche g6 · Pion noir sur case blanche b5 · Pion noir sur case blanche a4 · Tour blanche sur case noire b4 · Pion blanc sur case noire f4 · Pion blanc sur case noire a3 · Roi blanc sur case blanche a2 · Pion blanc sur case noire b2 · Dame noire sur case blanche c2 · Tour noire sur case blanche e2 · Pion blanc sur case noire h2 · Dame blanche sur case blanche f1 | Roi noir sur case noire g7 · Pion noir sur case noire f6 · Pion noir sur case blanche g6 · Pion noir sur case blanche b5 · Pion noir sur case blanche a4 · Tour blanche sur case noire b4 · Pion blanc sur case noire f4 · Pion blanc sur case noire a3 · Roi blanc sur case blanche a2 · Pion blanc sur case noire b2 · Dame noire sur case blanche c2 · Tour noire sur case blanche e2 · Pion blanc sur case noire h2 · Dame blanche sur case blanche f1 | 2 |
| 1 | Roi noir sur case noire g7 · Pion noir sur case noire f6 · Pion noir sur case blanche g6 · Pion noir sur case blanche b5 · Pion noir sur case blanche a4 · Tour blanche sur case noire b4 · Pion blanc sur case noire f4 · Pion blanc sur case noire a3 · Roi blanc sur case blanche a2 · Pion blanc sur case noire b2 · Dame noire sur case blanche c2 · Tour noire sur case blanche e2 · Pion blanc sur case noire h2 · Dame blanche sur case blanche f1 | Roi noir sur case noire g7 · Pion noir sur case noire f6 · Pion noir sur case blanche g6 · Pion noir sur case blanche b5 · Pion noir sur case blanche a4 · Tour blanche sur case noire b4 · Pion blanc sur case noire f4 · Pion blanc sur case noire a3 · Roi blanc sur case blanche a2 · Pion blanc sur case noire b2 · Dame noire sur case blanche c2 · Tour noire sur case blanche e2 · Pion blanc sur case noire h2 · Dame blanche sur case blanche f1 | Roi noir sur case noire g7 · Pion noir sur case noire f6 · Pion noir sur case blanche g6 · Pion noir sur case blanche b5 · Pion noir sur case blanche a4 · Tour blanche sur case noire b4 · Pion blanc sur case noire f4 · Pion blanc sur case noire a3 · Roi blanc sur case blanche a2 · Pion blanc sur case noire b2 · Dame noire sur case blanche c2 · Tour noire sur case blanche e2 · Pion blanc sur case noire h2 · Dame blanche sur case blanche f1 | Roi noir sur case noire g7 · Pion noir sur case noire f6 · Pion noir sur case blanche g6 · Pion noir sur case blanche b5 · Pion noir sur case blanche a4 · Tour blanche sur case noire b4 · Pion blanc sur case noire f4 · Pion blanc sur case noire a3 · Roi blanc sur case blanche a2 · Pion blanc sur case noire b2 · Dame noire sur case blanche c2 · Tour noire sur case blanche e2 · Pion blanc sur case noire h2 · Dame blanche sur case blanche f1 | Roi noir sur case noire g7 · Pion noir sur case noire f6 · Pion noir sur case blanche g6 · Pion noir sur case blanche b5 · Pion noir sur case blanche a4 · Tour blanche sur case noire b4 · Pion blanc sur case noire f4 · Pion blanc sur case noire a3 · Roi blanc sur case blanche a2 · Pion blanc sur case noire b2 · Dame noire sur case blanche c2 · Tour noire sur case blanche e2 · Pion blanc sur case noire h2 · Dame blanche sur case blanche f1 | Roi noir sur case noire g7 · Pion noir sur case noire f6 · Pion noir sur case blanche g6 · Pion noir sur case blanche b5 · Pion noir sur case blanche a4 · Tour blanche sur case noire b4 · Pion blanc sur case noire f4 · Pion blanc sur case noire a3 · Roi blanc sur case blanche a2 · Pion blanc sur case noire b2 · Dame noire sur case blanche c2 · Tour noire sur case blanche e2 · Pion blanc sur case noire h2 · Dame blanche sur case blanche f1 | Roi noir sur case noire g7 · Pion noir sur case noire f6 · Pion noir sur case blanche g6 · Pion noir sur case blanche b5 · Pion noir sur case blanche a4 · Tour blanche sur case noire b4 · Pion blanc sur case noire f4 · Pion blanc sur case noire a3 · Roi blanc sur case blanche a2 · Pion blanc sur case noire b2 · Dame noire sur case blanche c2 · Tour noire sur case blanche e2 · Pion blanc sur case noire h2 · Dame blanche sur case blanche f1 | Roi noir sur case noire g7 · Pion noir sur case noire f6 · Pion noir sur case blanche g6 · Pion noir sur case blanche b5 · Pion noir sur case blanche a4 · Tour blanche sur case noire b4 · Pion blanc sur case noire f4 · Pion blanc sur case noire a3 · Roi blanc sur case blanche a2 · Pion blanc sur case noire b2 · Dame noire sur case blanche c2 · Tour noire sur case blanche e2 · Pion blanc sur case noire h2 · Dame blanche sur case blanche f1 | 1 |
|   | a | b | c | d | e | f | g | h |   |

Les blancs trouvent la nulle avec 44. Dh1!
Lors de la première partie, Anand a les blancs. Bien qu'ayant obtenu une position favorable contre la défense Grünfeld, il ne parvient pas à concrétiser son avantage et se retrouve en difficulté. Il trouve tout de même in extremis un échec perpétuel[réf. souhaitée] et la partie se conclut par une nulle au quarante-huitième coup.
1. d4 Cf6 2. c4 g6 3. Cc3 d5 4. cxd5 Cxd5 5. Fd2 Fg7 6. e4 Cxc3 7. Fxc3 O-O 8. Dd2 Cc6 9. Cf3 Fg4 10. d5 Fxf3 11. Fxg7 Rxg7 12. gxf3 Ce5 13. O-O-O c6 14. Dc3 f6 15. Fh3 cxd5 16. exd5 Cf7 17. f4 Dd6 18. Dd4 Tad8 19. Fe6 Db6 20. Dd2 Td6 21. The1 Cd8 22. f5 Cxe6 23. Txe6 Dc7+ 24. Rb1 Tc8 25. Tde1 Txe6 26. Txe6 Td8 27. De3 Td7 28. d6 exd6 29. Dd4 Tf7 30. fxg6 hxg6 31. Txd6 a6 32. a3 Da5 33. f4 Dh5 34. Dd2 Dc5 35. Td5 Dc4 36. Td7 Dc6 37. Td6 De4+ 38. Ra2 Te7 39. Dc1 a5 40. Df1 a4 41. Td1 Dc2 42. Td4 Te2 43. Tb4 b5 44. Dh1! Te7 45. Dd5 Te1 46. Dd7+ Rh6 47. Dh3+ Rg7 48. Dd7+  1/2-1/2

### Deuxième partie
|   | a | b | c | d | e | f | g | h |   |
| 8 | Tour noire sur case noire f8 · Roi noir sur case blanche g8 · Tour blanche sur case noire e7 · Pion noir sur case noire g7 · Pion noir sur case blanche h7 · Dame noire sur case noire d6 · Pion noir sur case noire f6 · Pion noir sur case noire a5 · Pion noir sur case noire c5 · Pion blanc sur case blanche f5 · Pion blanc sur case blanche a4 · Dame blanche sur case blanche e4 · Pion blanc sur case noire h4 · Pion noir sur case blanche f3 · Pion blanc sur case noire g3 · Pion blanc sur case blanche c2 · Pion blanc sur case noire f2 · Roi blanc sur case noire h2 | Tour noire sur case noire f8 · Roi noir sur case blanche g8 · Tour blanche sur case noire e7 · Pion noir sur case noire g7 · Pion noir sur case blanche h7 · Dame noire sur case noire d6 · Pion noir sur case noire f6 · Pion noir sur case noire a5 · Pion noir sur case noire c5 · Pion blanc sur case blanche f5 · Pion blanc sur case blanche a4 · Dame blanche sur case blanche e4 · Pion blanc sur case noire h4 · Pion noir sur case blanche f3 · Pion blanc sur case noire g3 · Pion blanc sur case blanche c2 · Pion blanc sur case noire f2 · Roi blanc sur case noire h2 | Tour noire sur case noire f8 · Roi noir sur case blanche g8 · Tour blanche sur case noire e7 · Pion noir sur case noire g7 · Pion noir sur case blanche h7 · Dame noire sur case noire d6 · Pion noir sur case noire f6 · Pion noir sur case noire a5 · Pion noir sur case noire c5 · Pion blanc sur case blanche f5 · Pion blanc sur case blanche a4 · Dame blanche sur case blanche e4 · Pion blanc sur case noire h4 · Pion noir sur case blanche f3 · Pion blanc sur case noire g3 · Pion blanc sur case blanche c2 · Pion blanc sur case noire f2 · Roi blanc sur case noire h2 | Tour noire sur case noire f8 · Roi noir sur case blanche g8 · Tour blanche sur case noire e7 · Pion noir sur case noire g7 · Pion noir sur case blanche h7 · Dame noire sur case noire d6 · Pion noir sur case noire f6 · Pion noir sur case noire a5 · Pion noir sur case noire c5 · Pion blanc sur case blanche f5 · Pion blanc sur case blanche a4 · Dame blanche sur case blanche e4 · Pion blanc sur case noire h4 · Pion noir sur case blanche f3 · Pion blanc sur case noire g3 · Pion blanc sur case blanche c2 · Pion blanc sur case noire f2 · Roi blanc sur case noire h2 | Tour noire sur case noire f8 · Roi noir sur case blanche g8 · Tour blanche sur case noire e7 · Pion noir sur case noire g7 · Pion noir sur case blanche h7 · Dame noire sur case noire d6 · Pion noir sur case noire f6 · Pion noir sur case noire a5 · Pion noir sur case noire c5 · Pion blanc sur case blanche f5 · Pion blanc sur case blanche a4 · Dame blanche sur case blanche e4 · Pion blanc sur case noire h4 · Pion noir sur case blanche f3 · Pion blanc sur case noire g3 · Pion blanc sur case blanche c2 · Pion blanc sur case noire f2 · Roi blanc sur case noire h2 | Tour noire sur case noire f8 · Roi noir sur case blanche g8 · Tour blanche sur case noire e7 · Pion noir sur case noire g7 · Pion noir sur case blanche h7 · Dame noire sur case noire d6 · Pion noir sur case noire f6 · Pion noir sur case noire a5 · Pion noir sur case noire c5 · Pion blanc sur case blanche f5 · Pion blanc sur case blanche a4 · Dame blanche sur case blanche e4 · Pion blanc sur case noire h4 · Pion noir sur case blanche f3 · Pion blanc sur case noire g3 · Pion blanc sur case blanche c2 · Pion blanc sur case noire f2 · Roi blanc sur case noire h2 | Tour noire sur case noire f8 · Roi noir sur case blanche g8 · Tour blanche sur case noire e7 · Pion noir sur case noire g7 · Pion noir sur case blanche h7 · Dame noire sur case noire d6 · Pion noir sur case noire f6 · Pion noir sur case noire a5 · Pion noir sur case noire c5 · Pion blanc sur case blanche f5 · Pion blanc sur case blanche a4 · Dame blanche sur case blanche e4 · Pion blanc sur case noire h4 · Pion noir sur case blanche f3 · Pion blanc sur case noire g3 · Pion blanc sur case blanche c2 · Pion blanc sur case noire f2 · Roi blanc sur case noire h2 | Tour noire sur case noire f8 · Roi noir sur case blanche g8 · Tour blanche sur case noire e7 · Pion noir sur case noire g7 · Pion noir sur case blanche h7 · Dame noire sur case noire d6 · Pion noir sur case noire f6 · Pion noir sur case noire a5 · Pion noir sur case noire c5 · Pion blanc sur case blanche f5 · Pion blanc sur case blanche a4 · Dame blanche sur case blanche e4 · Pion blanc sur case noire h4 · Pion noir sur case blanche f3 · Pion blanc sur case noire g3 · Pion blanc sur case blanche c2 · Pion blanc sur case noire f2 · Roi blanc sur case noire h2 | 8 |
| 7 | Tour noire sur case noire f8 · Roi noir sur case blanche g8 · Tour blanche sur case noire e7 · Pion noir sur case noire g7 · Pion noir sur case blanche h7 · Dame noire sur case noire d6 · Pion noir sur case noire f6 · Pion noir sur case noire a5 · Pion noir sur case noire c5 · Pion blanc sur case blanche f5 · Pion blanc sur case blanche a4 · Dame blanche sur case blanche e4 · Pion blanc sur case noire h4 · Pion noir sur case blanche f3 · Pion blanc sur case noire g3 · Pion blanc sur case blanche c2 · Pion blanc sur case noire f2 · Roi blanc sur case noire h2 | Tour noire sur case noire f8 · Roi noir sur case blanche g8 · Tour blanche sur case noire e7 · Pion noir sur case noire g7 · Pion noir sur case blanche h7 · Dame noire sur case noire d6 · Pion noir sur case noire f6 · Pion noir sur case noire a5 · Pion noir sur case noire c5 · Pion blanc sur case blanche f5 · Pion blanc sur case blanche a4 · Dame blanche sur case blanche e4 · Pion blanc sur case noire h4 · Pion noir sur case blanche f3 · Pion blanc sur case noire g3 · Pion blanc sur case blanche c2 · Pion blanc sur case noire f2 · Roi blanc sur case noire h2 | Tour noire sur case noire f8 · Roi noir sur case blanche g8 · Tour blanche sur case noire e7 · Pion noir sur case noire g7 · Pion noir sur case blanche h7 · Dame noire sur case noire d6 · Pion noir sur case noire f6 · Pion noir sur case noire a5 · Pion noir sur case noire c5 · Pion blanc sur case blanche f5 · Pion blanc sur case blanche a4 · Dame blanche sur case blanche e4 · Pion blanc sur case noire h4 · Pion noir sur case blanche f3 · Pion blanc sur case noire g3 · Pion blanc sur case blanche c2 · Pion blanc sur case noire f2 · Roi blanc sur case noire h2 | Tour noire sur case noire f8 · Roi noir sur case blanche g8 · Tour blanche sur case noire e7 · Pion noir sur case noire g7 · Pion noir sur case blanche h7 · Dame noire sur case noire d6 · Pion noir sur case noire f6 · Pion noir sur case noire a5 · Pion noir sur case noire c5 · Pion blanc sur case blanche f5 · Pion blanc sur case blanche a4 · Dame blanche sur case blanche e4 · Pion blanc sur case noire h4 · Pion noir sur case blanche f3 · Pion blanc sur case noire g3 · Pion blanc sur case blanche c2 · Pion blanc sur case noire f2 · Roi blanc sur case noire h2 | Tour noire sur case noire f8 · Roi noir sur case blanche g8 · Tour blanche sur case noire e7 · Pion noir sur case noire g7 · Pion noir sur case blanche h7 · Dame noire sur case noire d6 · Pion noir sur case noire f6 · Pion noir sur case noire a5 · Pion noir sur case noire c5 · Pion blanc sur case blanche f5 · Pion blanc sur case blanche a4 · Dame blanche sur case blanche e4 · Pion blanc sur case noire h4 · Pion noir sur case blanche f3 · Pion blanc sur case noire g3 · Pion blanc sur case blanche c2 · Pion blanc sur case noire f2 · Roi blanc sur case noire h2 | Tour noire sur case noire f8 · Roi noir sur case blanche g8 · Tour blanche sur case noire e7 · Pion noir sur case noire g7 · Pion noir sur case blanche h7 · Dame noire sur case noire d6 · Pion noir sur case noire f6 · Pion noir sur case noire a5 · Pion noir sur case noire c5 · Pion blanc sur case blanche f5 · Pion blanc sur case blanche a4 · Dame blanche sur case blanche e4 · Pion blanc sur case noire h4 · Pion noir sur case blanche f3 · Pion blanc sur case noire g3 · Pion blanc sur case blanche c2 · Pion blanc sur case noire f2 · Roi blanc sur case noire h2 | Tour noire sur case noire f8 · Roi noir sur case blanche g8 · Tour blanche sur case noire e7 · Pion noir sur case noire g7 · Pion noir sur case blanche h7 · Dame noire sur case noire d6 · Pion noir sur case noire f6 · Pion noir sur case noire a5 · Pion noir sur case noire c5 · Pion blanc sur case blanche f5 · Pion blanc sur case blanche a4 · Dame blanche sur case blanche e4 · Pion blanc sur case noire h4 · Pion noir sur case blanche f3 · Pion blanc sur case noire g3 · Pion blanc sur case blanche c2 · Pion blanc sur case noire f2 · Roi blanc sur case noire h2 | Tour noire sur case noire f8 · Roi noir sur case blanche g8 · Tour blanche sur case noire e7 · Pion noir sur case noire g7 · Pion noir sur case blanche h7 · Dame noire sur case noire d6 · Pion noir sur case noire f6 · Pion noir sur case noire a5 · Pion noir sur case noire c5 · Pion blanc sur case blanche f5 · Pion blanc sur case blanche a4 · Dame blanche sur case blanche e4 · Pion blanc sur case noire h4 · Pion noir sur case blanche f3 · Pion blanc sur case noire g3 · Pion blanc sur case blanche c2 · Pion blanc sur case noire f2 · Roi blanc sur case noire h2 | 7 |
| 6 | Tour noire sur case noire f8 · Roi noir sur case blanche g8 · Tour blanche sur case noire e7 · Pion noir sur case noire g7 · Pion noir sur case blanche h7 · Dame noire sur case noire d6 · Pion noir sur case noire f6 · Pion noir sur case noire a5 · Pion noir sur case noire c5 · Pion blanc sur case blanche f5 · Pion blanc sur case blanche a4 · Dame blanche sur case blanche e4 · Pion blanc sur case noire h4 · Pion noir sur case blanche f3 · Pion blanc sur case noire g3 · Pion blanc sur case blanche c2 · Pion blanc sur case noire f2 · Roi blanc sur case noire h2 | Tour noire sur case noire f8 · Roi noir sur case blanche g8 · Tour blanche sur case noire e7 · Pion noir sur case noire g7 · Pion noir sur case blanche h7 · Dame noire sur case noire d6 · Pion noir sur case noire f6 · Pion noir sur case noire a5 · Pion noir sur case noire c5 · Pion blanc sur case blanche f5 · Pion blanc sur case blanche a4 · Dame blanche sur case blanche e4 · Pion blanc sur case noire h4 · Pion noir sur case blanche f3 · Pion blanc sur case noire g3 · Pion blanc sur case blanche c2 · Pion blanc sur case noire f2 · Roi blanc sur case noire h2 | Tour noire sur case noire f8 · Roi noir sur case blanche g8 · Tour blanche sur case noire e7 · Pion noir sur case noire g7 · Pion noir sur case blanche h7 · Dame noire sur case noire d6 · Pion noir sur case noire f6 · Pion noir sur case noire a5 · Pion noir sur case noire c5 · Pion blanc sur case blanche f5 · Pion blanc sur case blanche a4 · Dame blanche sur case blanche e4 · Pion blanc sur case noire h4 · Pion noir sur case blanche f3 · Pion blanc sur case noire g3 · Pion blanc sur case blanche c2 · Pion blanc sur case noire f2 · Roi blanc sur case noire h2 | Tour noire sur case noire f8 · Roi noir sur case blanche g8 · Tour blanche sur case noire e7 · Pion noir sur case noire g7 · Pion noir sur case blanche h7 · Dame noire sur case noire d6 · Pion noir sur case noire f6 · Pion noir sur case noire a5 · Pion noir sur case noire c5 · Pion blanc sur case blanche f5 · Pion blanc sur case blanche a4 · Dame blanche sur case blanche e4 · Pion blanc sur case noire h4 · Pion noir sur case blanche f3 · Pion blanc sur case noire g3 · Pion blanc sur case blanche c2 · Pion blanc sur case noire f2 · Roi blanc sur case noire h2 | Tour noire sur case noire f8 · Roi noir sur case blanche g8 · Tour blanche sur case noire e7 · Pion noir sur case noire g7 · Pion noir sur case blanche h7 · Dame noire sur case noire d6 · Pion noir sur case noire f6 · Pion noir sur case noire a5 · Pion noir sur case noire c5 · Pion blanc sur case blanche f5 · Pion blanc sur case blanche a4 · Dame blanche sur case blanche e4 · Pion blanc sur case noire h4 · Pion noir sur case blanche f3 · Pion blanc sur case noire g3 · Pion blanc sur case blanche c2 · Pion blanc sur case noire f2 · Roi blanc sur case noire h2 | Tour noire sur case noire f8 · Roi noir sur case blanche g8 · Tour blanche sur case noire e7 · Pion noir sur case noire g7 · Pion noir sur case blanche h7 · Dame noire sur case noire d6 · Pion noir sur case noire f6 · Pion noir sur case noire a5 · Pion noir sur case noire c5 · Pion blanc sur case blanche f5 · Pion blanc sur case blanche a4 · Dame blanche sur case blanche e4 · Pion blanc sur case noire h4 · Pion noir sur case blanche f3 · Pion blanc sur case noire g3 · Pion blanc sur case blanche c2 · Pion blanc sur case noire f2 · Roi blanc sur case noire h2 | Tour noire sur case noire f8 · Roi noir sur case blanche g8 · Tour blanche sur case noire e7 · Pion noir sur case noire g7 · Pion noir sur case blanche h7 · Dame noire sur case noire d6 · Pion noir sur case noire f6 · Pion noir sur case noire a5 · Pion noir sur case noire c5 · Pion blanc sur case blanche f5 · Pion blanc sur case blanche a4 · Dame blanche sur case blanche e4 · Pion blanc sur case noire h4 · Pion noir sur case blanche f3 · Pion blanc sur case noire g3 · Pion blanc sur case blanche c2 · Pion blanc sur case noire f2 · Roi blanc sur case noire h2 | Tour noire sur case noire f8 · Roi noir sur case blanche g8 · Tour blanche sur case noire e7 · Pion noir sur case noire g7 · Pion noir sur case blanche h7 · Dame noire sur case noire d6 · Pion noir sur case noire f6 · Pion noir sur case noire a5 · Pion noir sur case noire c5 · Pion blanc sur case blanche f5 · Pion blanc sur case blanche a4 · Dame blanche sur case blanche e4 · Pion blanc sur case noire h4 · Pion noir sur case blanche f3 · Pion blanc sur case noire g3 · Pion blanc sur case blanche c2 · Pion blanc sur case noire f2 · Roi blanc sur case noire h2 | 6 |
| 5 | Tour noire sur case noire f8 · Roi noir sur case blanche g8 · Tour blanche sur case noire e7 · Pion noir sur case noire g7 · Pion noir sur case blanche h7 · Dame noire sur case noire d6 · Pion noir sur case noire f6 · Pion noir sur case noire a5 · Pion noir sur case noire c5 · Pion blanc sur case blanche f5 · Pion blanc sur case blanche a4 · Dame blanche sur case blanche e4 · Pion blanc sur case noire h4 · Pion noir sur case blanche f3 · Pion blanc sur case noire g3 · Pion blanc sur case blanche c2 · Pion blanc sur case noire f2 · Roi blanc sur case noire h2 | Tour noire sur case noire f8 · Roi noir sur case blanche g8 · Tour blanche sur case noire e7 · Pion noir sur case noire g7 · Pion noir sur case blanche h7 · Dame noire sur case noire d6 · Pion noir sur case noire f6 · Pion noir sur case noire a5 · Pion noir sur case noire c5 · Pion blanc sur case blanche f5 · Pion blanc sur case blanche a4 · Dame blanche sur case blanche e4 · Pion blanc sur case noire h4 · Pion noir sur case blanche f3 · Pion blanc sur case noire g3 · Pion blanc sur case blanche c2 · Pion blanc sur case noire f2 · Roi blanc sur case noire h2 | Tour noire sur case noire f8 · Roi noir sur case blanche g8 · Tour blanche sur case noire e7 · Pion noir sur case noire g7 · Pion noir sur case blanche h7 · Dame noire sur case noire d6 · Pion noir sur case noire f6 · Pion noir sur case noire a5 · Pion noir sur case noire c5 · Pion blanc sur case blanche f5 · Pion blanc sur case blanche a4 · Dame blanche sur case blanche e4 · Pion blanc sur case noire h4 · Pion noir sur case blanche f3 · Pion blanc sur case noire g3 · Pion blanc sur case blanche c2 · Pion blanc sur case noire f2 · Roi blanc sur case noire h2 | Tour noire sur case noire f8 · Roi noir sur case blanche g8 · Tour blanche sur case noire e7 · Pion noir sur case noire g7 · Pion noir sur case blanche h7 · Dame noire sur case noire d6 · Pion noir sur case noire f6 · Pion noir sur case noire a5 · Pion noir sur case noire c5 · Pion blanc sur case blanche f5 · Pion blanc sur case blanche a4 · Dame blanche sur case blanche e4 · Pion blanc sur case noire h4 · Pion noir sur case blanche f3 · Pion blanc sur case noire g3 · Pion blanc sur case blanche c2 · Pion blanc sur case noire f2 · Roi blanc sur case noire h2 | Tour noire sur case noire f8 · Roi noir sur case blanche g8 · Tour blanche sur case noire e7 · Pion noir sur case noire g7 · Pion noir sur case blanche h7 · Dame noire sur case noire d6 · Pion noir sur case noire f6 · Pion noir sur case noire a5 · Pion noir sur case noire c5 · Pion blanc sur case blanche f5 · Pion blanc sur case blanche a4 · Dame blanche sur case blanche e4 · Pion blanc sur case noire h4 · Pion noir sur case blanche f3 · Pion blanc sur case noire g3 · Pion blanc sur case blanche c2 · Pion blanc sur case noire f2 · Roi blanc sur case noire h2 | Tour noire sur case noire f8 · Roi noir sur case blanche g8 · Tour blanche sur case noire e7 · Pion noir sur case noire g7 · Pion noir sur case blanche h7 · Dame noire sur case noire d6 · Pion noir sur case noire f6 · Pion noir sur case noire a5 · Pion noir sur case noire c5 · Pion blanc sur case blanche f5 · Pion blanc sur case blanche a4 · Dame blanche sur case blanche e4 · Pion blanc sur case noire h4 · Pion noir sur case blanche f3 · Pion blanc sur case noire g3 · Pion blanc sur case blanche c2 · Pion blanc sur case noire f2 · Roi blanc sur case noire h2 | Tour noire sur case noire f8 · Roi noir sur case blanche g8 · Tour blanche sur case noire e7 · Pion noir sur case noire g7 · Pion noir sur case blanche h7 · Dame noire sur case noire d6 · Pion noir sur case noire f6 · Pion noir sur case noire a5 · Pion noir sur case noire c5 · Pion blanc sur case blanche f5 · Pion blanc sur case blanche a4 · Dame blanche sur case blanche e4 · Pion blanc sur case noire h4 · Pion noir sur case blanche f3 · Pion blanc sur case noire g3 · Pion blanc sur case blanche c2 · Pion blanc sur case noire f2 · Roi blanc sur case noire h2 | Tour noire sur case noire f8 · Roi noir sur case blanche g8 · Tour blanche sur case noire e7 · Pion noir sur case noire g7 · Pion noir sur case blanche h7 · Dame noire sur case noire d6 · Pion noir sur case noire f6 · Pion noir sur case noire a5 · Pion noir sur case noire c5 · Pion blanc sur case blanche f5 · Pion blanc sur case blanche a4 · Dame blanche sur case blanche e4 · Pion blanc sur case noire h4 · Pion noir sur case blanche f3 · Pion blanc sur case noire g3 · Pion blanc sur case blanche c2 · Pion blanc sur case noire f2 · Roi blanc sur case noire h2 | 5 |
| 4 | Tour noire sur case noire f8 · Roi noir sur case blanche g8 · Tour blanche sur case noire e7 · Pion noir sur case noire g7 · Pion noir sur case blanche h7 · Dame noire sur case noire d6 · Pion noir sur case noire f6 · Pion noir sur case noire a5 · Pion noir sur case noire c5 · Pion blanc sur case blanche f5 · Pion blanc sur case blanche a4 · Dame blanche sur case blanche e4 · Pion blanc sur case noire h4 · Pion noir sur case blanche f3 · Pion blanc sur case noire g3 · Pion blanc sur case blanche c2 · Pion blanc sur case noire f2 · Roi blanc sur case noire h2 | Tour noire sur case noire f8 · Roi noir sur case blanche g8 · Tour blanche sur case noire e7 · Pion noir sur case noire g7 · Pion noir sur case blanche h7 · Dame noire sur case noire d6 · Pion noir sur case noire f6 · Pion noir sur case noire a5 · Pion noir sur case noire c5 · Pion blanc sur case blanche f5 · Pion blanc sur case blanche a4 · Dame blanche sur case blanche e4 · Pion blanc sur case noire h4 · Pion noir sur case blanche f3 · Pion blanc sur case noire g3 · Pion blanc sur case blanche c2 · Pion blanc sur case noire f2 · Roi blanc sur case noire h2 | Tour noire sur case noire f8 · Roi noir sur case blanche g8 · Tour blanche sur case noire e7 · Pion noir sur case noire g7 · Pion noir sur case blanche h7 · Dame noire sur case noire d6 · Pion noir sur case noire f6 · Pion noir sur case noire a5 · Pion noir sur case noire c5 · Pion blanc sur case blanche f5 · Pion blanc sur case blanche a4 · Dame blanche sur case blanche e4 · Pion blanc sur case noire h4 · Pion noir sur case blanche f3 · Pion blanc sur case noire g3 · Pion blanc sur case blanche c2 · Pion blanc sur case noire f2 · Roi blanc sur case noire h2 | Tour noire sur case noire f8 · Roi noir sur case blanche g8 · Tour blanche sur case noire e7 · Pion noir sur case noire g7 · Pion noir sur case blanche h7 · Dame noire sur case noire d6 · Pion noir sur case noire f6 · Pion noir sur case noire a5 · Pion noir sur case noire c5 · Pion blanc sur case blanche f5 · Pion blanc sur case blanche a4 · Dame blanche sur case blanche e4 · Pion blanc sur case noire h4 · Pion noir sur case blanche f3 · Pion blanc sur case noire g3 · Pion blanc sur case blanche c2 · Pion blanc sur case noire f2 · Roi blanc sur case noire h2 | Tour noire sur case noire f8 · Roi noir sur case blanche g8 · Tour blanche sur case noire e7 · Pion noir sur case noire g7 · Pion noir sur case blanche h7 · Dame noire sur case noire d6 · Pion noir sur case noire f6 · Pion noir sur case noire a5 · Pion noir sur case noire c5 · Pion blanc sur case blanche f5 · Pion blanc sur case blanche a4 · Dame blanche sur case blanche e4 · Pion blanc sur case noire h4 · Pion noir sur case blanche f3 · Pion blanc sur case noire g3 · Pion blanc sur case blanche c2 · Pion blanc sur case noire f2 · Roi blanc sur case noire h2 | Tour noire sur case noire f8 · Roi noir sur case blanche g8 · Tour blanche sur case noire e7 · Pion noir sur case noire g7 · Pion noir sur case blanche h7 · Dame noire sur case noire d6 · Pion noir sur case noire f6 · Pion noir sur case noire a5 · Pion noir sur case noire c5 · Pion blanc sur case blanche f5 · Pion blanc sur case blanche a4 · Dame blanche sur case blanche e4 · Pion blanc sur case noire h4 · Pion noir sur case blanche f3 · Pion blanc sur case noire g3 · Pion blanc sur case blanche c2 · Pion blanc sur case noire f2 · Roi blanc sur case noire h2 | Tour noire sur case noire f8 · Roi noir sur case blanche g8 · Tour blanche sur case noire e7 · Pion noir sur case noire g7 · Pion noir sur case blanche h7 · Dame noire sur case noire d6 · Pion noir sur case noire f6 · Pion noir sur case noire a5 · Pion noir sur case noire c5 · Pion blanc sur case blanche f5 · Pion blanc sur case blanche a4 · Dame blanche sur case blanche e4 · Pion blanc sur case noire h4 · Pion noir sur case blanche f3 · Pion blanc sur case noire g3 · Pion blanc sur case blanche c2 · Pion blanc sur case noire f2 · Roi blanc sur case noire h2 | Tour noire sur case noire f8 · Roi noir sur case blanche g8 · Tour blanche sur case noire e7 · Pion noir sur case noire g7 · Pion noir sur case blanche h7 · Dame noire sur case noire d6 · Pion noir sur case noire f6 · Pion noir sur case noire a5 · Pion noir sur case noire c5 · Pion blanc sur case blanche f5 · Pion blanc sur case blanche a4 · Dame blanche sur case blanche e4 · Pion blanc sur case noire h4 · Pion noir sur case blanche f3 · Pion blanc sur case noire g3 · Pion blanc sur case blanche c2 · Pion blanc sur case noire f2 · Roi blanc sur case noire h2 | 4 |
| 3 | Tour noire sur case noire f8 · Roi noir sur case blanche g8 · Tour blanche sur case noire e7 · Pion noir sur case noire g7 · Pion noir sur case blanche h7 · Dame noire sur case noire d6 · Pion noir sur case noire f6 · Pion noir sur case noire a5 · Pion noir sur case noire c5 · Pion blanc sur case blanche f5 · Pion blanc sur case blanche a4 · Dame blanche sur case blanche e4 · Pion blanc sur case noire h4 · Pion noir sur case blanche f3 · Pion blanc sur case noire g3 · Pion blanc sur case blanche c2 · Pion blanc sur case noire f2 · Roi blanc sur case noire h2 | Tour noire sur case noire f8 · Roi noir sur case blanche g8 · Tour blanche sur case noire e7 · Pion noir sur case noire g7 · Pion noir sur case blanche h7 · Dame noire sur case noire d6 · Pion noir sur case noire f6 · Pion noir sur case noire a5 · Pion noir sur case noire c5 · Pion blanc sur case blanche f5 · Pion blanc sur case blanche a4 · Dame blanche sur case blanche e4 · Pion blanc sur case noire h4 · Pion noir sur case blanche f3 · Pion blanc sur case noire g3 · Pion blanc sur case blanche c2 · Pion blanc sur case noire f2 · Roi blanc sur case noire h2 | Tour noire sur case noire f8 · Roi noir sur case blanche g8 · Tour blanche sur case noire e7 · Pion noir sur case noire g7 · Pion noir sur case blanche h7 · Dame noire sur case noire d6 · Pion noir sur case noire f6 · Pion noir sur case noire a5 · Pion noir sur case noire c5 · Pion blanc sur case blanche f5 · Pion blanc sur case blanche a4 · Dame blanche sur case blanche e4 · Pion blanc sur case noire h4 · Pion noir sur case blanche f3 · Pion blanc sur case noire g3 · Pion blanc sur case blanche c2 · Pion blanc sur case noire f2 · Roi blanc sur case noire h2 | Tour noire sur case noire f8 · Roi noir sur case blanche g8 · Tour blanche sur case noire e7 · Pion noir sur case noire g7 · Pion noir sur case blanche h7 · Dame noire sur case noire d6 · Pion noir sur case noire f6 · Pion noir sur case noire a5 · Pion noir sur case noire c5 · Pion blanc sur case blanche f5 · Pion blanc sur case blanche a4 · Dame blanche sur case blanche e4 · Pion blanc sur case noire h4 · Pion noir sur case blanche f3 · Pion blanc sur case noire g3 · Pion blanc sur case blanche c2 · Pion blanc sur case noire f2 · Roi blanc sur case noire h2 | Tour noire sur case noire f8 · Roi noir sur case blanche g8 · Tour blanche sur case noire e7 · Pion noir sur case noire g7 · Pion noir sur case blanche h7 · Dame noire sur case noire d6 · Pion noir sur case noire f6 · Pion noir sur case noire a5 · Pion noir sur case noire c5 · Pion blanc sur case blanche f5 · Pion blanc sur case blanche a4 · Dame blanche sur case blanche e4 · Pion blanc sur case noire h4 · Pion noir sur case blanche f3 · Pion blanc sur case noire g3 · Pion blanc sur case blanche c2 · Pion blanc sur case noire f2 · Roi blanc sur case noire h2 | Tour noire sur case noire f8 · Roi noir sur case blanche g8 · Tour blanche sur case noire e7 · Pion noir sur case noire g7 · Pion noir sur case blanche h7 · Dame noire sur case noire d6 · Pion noir sur case noire f6 · Pion noir sur case noire a5 · Pion noir sur case noire c5 · Pion blanc sur case blanche f5 · Pion blanc sur case blanche a4 · Dame blanche sur case blanche e4 · Pion blanc sur case noire h4 · Pion noir sur case blanche f3 · Pion blanc sur case noire g3 · Pion blanc sur case blanche c2 · Pion blanc sur case noire f2 · Roi blanc sur case noire h2 | Tour noire sur case noire f8 · Roi noir sur case blanche g8 · Tour blanche sur case noire e7 · Pion noir sur case noire g7 · Pion noir sur case blanche h7 · Dame noire sur case noire d6 · Pion noir sur case noire f6 · Pion noir sur case noire a5 · Pion noir sur case noire c5 · Pion blanc sur case blanche f5 · Pion blanc sur case blanche a4 · Dame blanche sur case blanche e4 · Pion blanc sur case noire h4 · Pion noir sur case blanche f3 · Pion blanc sur case noire g3 · Pion blanc sur case blanche c2 · Pion blanc sur case noire f2 · Roi blanc sur case noire h2 | Tour noire sur case noire f8 · Roi noir sur case blanche g8 · Tour blanche sur case noire e7 · Pion noir sur case noire g7 · Pion noir sur case blanche h7 · Dame noire sur case noire d6 · Pion noir sur case noire f6 · Pion noir sur case noire a5 · Pion noir sur case noire c5 · Pion blanc sur case blanche f5 · Pion blanc sur case blanche a4 · Dame blanche sur case blanche e4 · Pion blanc sur case noire h4 · Pion noir sur case blanche f3 · Pion blanc sur case noire g3 · Pion blanc sur case blanche c2 · Pion blanc sur case noire f2 · Roi blanc sur case noire h2 | 3 |
| 2 | Tour noire sur case noire f8 · Roi noir sur case blanche g8 · Tour blanche sur case noire e7 · Pion noir sur case noire g7 · Pion noir sur case blanche h7 · Dame noire sur case noire d6 · Pion noir sur case noire f6 · Pion noir sur case noire a5 · Pion noir sur case noire c5 · Pion blanc sur case blanche f5 · Pion blanc sur case blanche a4 · Dame blanche sur case blanche e4 · Pion blanc sur case noire h4 · Pion noir sur case blanche f3 · Pion blanc sur case noire g3 · Pion blanc sur case blanche c2 · Pion blanc sur case noire f2 · Roi blanc sur case noire h2 | Tour noire sur case noire f8 · Roi noir sur case blanche g8 · Tour blanche sur case noire e7 · Pion noir sur case noire g7 · Pion noir sur case blanche h7 · Dame noire sur case noire d6 · Pion noir sur case noire f6 · Pion noir sur case noire a5 · Pion noir sur case noire c5 · Pion blanc sur case blanche f5 · Pion blanc sur case blanche a4 · Dame blanche sur case blanche e4 · Pion blanc sur case noire h4 · Pion noir sur case blanche f3 · Pion blanc sur case noire g3 · Pion blanc sur case blanche c2 · Pion blanc sur case noire f2 · Roi blanc sur case noire h2 | Tour noire sur case noire f8 · Roi noir sur case blanche g8 · Tour blanche sur case noire e7 · Pion noir sur case noire g7 · Pion noir sur case blanche h7 · Dame noire sur case noire d6 · Pion noir sur case noire f6 · Pion noir sur case noire a5 · Pion noir sur case noire c5 · Pion blanc sur case blanche f5 · Pion blanc sur case blanche a4 · Dame blanche sur case blanche e4 · Pion blanc sur case noire h4 · Pion noir sur case blanche f3 · Pion blanc sur case noire g3 · Pion blanc sur case blanche c2 · Pion blanc sur case noire f2 · Roi blanc sur case noire h2 | Tour noire sur case noire f8 · Roi noir sur case blanche g8 · Tour blanche sur case noire e7 · Pion noir sur case noire g7 · Pion noir sur case blanche h7 · Dame noire sur case noire d6 · Pion noir sur case noire f6 · Pion noir sur case noire a5 · Pion noir sur case noire c5 · Pion blanc sur case blanche f5 · Pion blanc sur case blanche a4 · Dame blanche sur case blanche e4 · Pion blanc sur case noire h4 · Pion noir sur case blanche f3 · Pion blanc sur case noire g3 · Pion blanc sur case blanche c2 · Pion blanc sur case noire f2 · Roi blanc sur case noire h2 | Tour noire sur case noire f8 · Roi noir sur case blanche g8 · Tour blanche sur case noire e7 · Pion noir sur case noire g7 · Pion noir sur case blanche h7 · Dame noire sur case noire d6 · Pion noir sur case noire f6 · Pion noir sur case noire a5 · Pion noir sur case noire c5 · Pion blanc sur case blanche f5 · Pion blanc sur case blanche a4 · Dame blanche sur case blanche e4 · Pion blanc sur case noire h4 · Pion noir sur case blanche f3 · Pion blanc sur case noire g3 · Pion blanc sur case blanche c2 · Pion blanc sur case noire f2 · Roi blanc sur case noire h2 | Tour noire sur case noire f8 · Roi noir sur case blanche g8 · Tour blanche sur case noire e7 · Pion noir sur case noire g7 · Pion noir sur case blanche h7 · Dame noire sur case noire d6 · Pion noir sur case noire f6 · Pion noir sur case noire a5 · Pion noir sur case noire c5 · Pion blanc sur case blanche f5 · Pion blanc sur case blanche a4 · Dame blanche sur case blanche e4 · Pion blanc sur case noire h4 · Pion noir sur case blanche f3 · Pion blanc sur case noire g3 · Pion blanc sur case blanche c2 · Pion blanc sur case noire f2 · Roi blanc sur case noire h2 | Tour noire sur case noire f8 · Roi noir sur case blanche g8 · Tour blanche sur case noire e7 · Pion noir sur case noire g7 · Pion noir sur case blanche h7 · Dame noire sur case noire d6 · Pion noir sur case noire f6 · Pion noir sur case noire a5 · Pion noir sur case noire c5 · Pion blanc sur case blanche f5 · Pion blanc sur case blanche a4 · Dame blanche sur case blanche e4 · Pion blanc sur case noire h4 · Pion noir sur case blanche f3 · Pion blanc sur case noire g3 · Pion blanc sur case blanche c2 · Pion blanc sur case noire f2 · Roi blanc sur case noire h2 | Tour noire sur case noire f8 · Roi noir sur case blanche g8 · Tour blanche sur case noire e7 · Pion noir sur case noire g7 · Pion noir sur case blanche h7 · Dame noire sur case noire d6 · Pion noir sur case noire f6 · Pion noir sur case noire a5 · Pion noir sur case noire c5 · Pion blanc sur case blanche f5 · Pion blanc sur case blanche a4 · Dame blanche sur case blanche e4 · Pion blanc sur case noire h4 · Pion noir sur case blanche f3 · Pion blanc sur case noire g3 · Pion blanc sur case blanche c2 · Pion blanc sur case noire f2 · Roi blanc sur case noire h2 | 2 |
| 1 | Tour noire sur case noire f8 · Roi noir sur case blanche g8 · Tour blanche sur case noire e7 · Pion noir sur case noire g7 · Pion noir sur case blanche h7 · Dame noire sur case noire d6 · Pion noir sur case noire f6 · Pion noir sur case noire a5 · Pion noir sur case noire c5 · Pion blanc sur case blanche f5 · Pion blanc sur case blanche a4 · Dame blanche sur case blanche e4 · Pion blanc sur case noire h4 · Pion noir sur case blanche f3 · Pion blanc sur case noire g3 · Pion blanc sur case blanche c2 · Pion blanc sur case noire f2 · Roi blanc sur case noire h2 | Tour noire sur case noire f8 · Roi noir sur case blanche g8 · Tour blanche sur case noire e7 · Pion noir sur case noire g7 · Pion noir sur case blanche h7 · Dame noire sur case noire d6 · Pion noir sur case noire f6 · Pion noir sur case noire a5 · Pion noir sur case noire c5 · Pion blanc sur case blanche f5 · Pion blanc sur case blanche a4 · Dame blanche sur case blanche e4 · Pion blanc sur case noire h4 · Pion noir sur case blanche f3 · Pion blanc sur case noire g3 · Pion blanc sur case blanche c2 · Pion blanc sur case noire f2 · Roi blanc sur case noire h2 | Tour noire sur case noire f8 · Roi noir sur case blanche g8 · Tour blanche sur case noire e7 · Pion noir sur case noire g7 · Pion noir sur case blanche h7 · Dame noire sur case noire d6 · Pion noir sur case noire f6 · Pion noir sur case noire a5 · Pion noir sur case noire c5 · Pion blanc sur case blanche f5 · Pion blanc sur case blanche a4 · Dame blanche sur case blanche e4 · Pion blanc sur case noire h4 · Pion noir sur case blanche f3 · Pion blanc sur case noire g3 · Pion blanc sur case blanche c2 · Pion blanc sur case noire f2 · Roi blanc sur case noire h2 | Tour noire sur case noire f8 · Roi noir sur case blanche g8 · Tour blanche sur case noire e7 · Pion noir sur case noire g7 · Pion noir sur case blanche h7 · Dame noire sur case noire d6 · Pion noir sur case noire f6 · Pion noir sur case noire a5 · Pion noir sur case noire c5 · Pion blanc sur case blanche f5 · Pion blanc sur case blanche a4 · Dame blanche sur case blanche e4 · Pion blanc sur case noire h4 · Pion noir sur case blanche f3 · Pion blanc sur case noire g3 · Pion blanc sur case blanche c2 · Pion blanc sur case noire f2 · Roi blanc sur case noire h2 | Tour noire sur case noire f8 · Roi noir sur case blanche g8 · Tour blanche sur case noire e7 · Pion noir sur case noire g7 · Pion noir sur case blanche h7 · Dame noire sur case noire d6 · Pion noir sur case noire f6 · Pion noir sur case noire a5 · Pion noir sur case noire c5 · Pion blanc sur case blanche f5 · Pion blanc sur case blanche a4 · Dame blanche sur case blanche e4 · Pion blanc sur case noire h4 · Pion noir sur case blanche f3 · Pion blanc sur case noire g3 · Pion blanc sur case blanche c2 · Pion blanc sur case noire f2 · Roi blanc sur case noire h2 | Tour noire sur case noire f8 · Roi noir sur case blanche g8 · Tour blanche sur case noire e7 · Pion noir sur case noire g7 · Pion noir sur case blanche h7 · Dame noire sur case noire d6 · Pion noir sur case noire f6 · Pion noir sur case noire a5 · Pion noir sur case noire c5 · Pion blanc sur case blanche f5 · Pion blanc sur case blanche a4 · Dame blanche sur case blanche e4 · Pion blanc sur case noire h4 · Pion noir sur case blanche f3 · Pion blanc sur case noire g3 · Pion blanc sur case blanche c2 · Pion blanc sur case noire f2 · Roi blanc sur case noire h2 | Tour noire sur case noire f8 · Roi noir sur case blanche g8 · Tour blanche sur case noire e7 · Pion noir sur case noire g7 · Pion noir sur case blanche h7 · Dame noire sur case noire d6 · Pion noir sur case noire f6 · Pion noir sur case noire a5 · Pion noir sur case noire c5 · Pion blanc sur case blanche f5 · Pion blanc sur case blanche a4 · Dame blanche sur case blanche e4 · Pion blanc sur case noire h4 · Pion noir sur case blanche f3 · Pion blanc sur case noire g3 · Pion blanc sur case blanche c2 · Pion blanc sur case noire f2 · Roi blanc sur case noire h2 | Tour noire sur case noire f8 · Roi noir sur case blanche g8 · Tour blanche sur case noire e7 · Pion noir sur case noire g7 · Pion noir sur case blanche h7 · Dame noire sur case noire d6 · Pion noir sur case noire f6 · Pion noir sur case noire a5 · Pion noir sur case noire c5 · Pion blanc sur case blanche f5 · Pion blanc sur case blanche a4 · Dame blanche sur case blanche e4 · Pion blanc sur case noire h4 · Pion noir sur case blanche f3 · Pion blanc sur case noire g3 · Pion blanc sur case blanche c2 · Pion blanc sur case noire f2 · Roi blanc sur case noire h2 | 1 |
|   | a | b | c | d | e | f | g | h |   |

Les noirs jouent alors 34...h5? et abandonnent après 35. Db7!
Lors de la deuxième partie, Magnus Carlsen ouvre par 1. e4 et une défense berlinoise s'ensuit.  Après l'échange des pièces légères, le contrôle par Carlsen de la colonne ouverte e ainsi que son roi bien plus en sécurité rendent la position d'Anand difficile. Sous pression chronométrique, Anand commet une erreur décisive au trente-quatrième coup et abandonne après le trente-cinquième coup blanc.
1. e4 e5 2. Cf3 Cc6 3. Fb5 Cf6 4. d3 Fc5 5. O-O d6 6. Te1 O-O 7. Fxc6 bxc6 8. h3 Te8 9. Cbd2 Cd7 10. Cc4 Fb6 11. a4 a5 12. Cxb6 cxb6 13. d4 Dc7 14. Ta3 Cf8 15. dxe5 dxe5 16. Ch4 Td8 17. Dh5 f6 18. Cf5 Fe6 19. Tg3 Cg6 20. h4 Fxf5 21. exf5 Cf4 22. Fxf4 exf4 23. Tc3 c5 24. Te6 Tab8 25. Tc4 Dd7 26. Rh2 Tf8 27. Tce4 Tb7 28. De2 b5 29. b3 bxa4 30. bxa4 Tb4 31. Te7 Dd6 32. Df3 Txe4 33. Dxe4 f3+ 34. g3 h5? 35. Db7 1-0

### Troisième partie
|   | a | b | c | d | e | f | g | h |   |
| 8 | Tour noire sur case blanche c8 · Roi noir sur case noire f8 · Fou noir sur case noire c7 · Dame noire sur case noire e7 · Pion noir sur case blanche f7 · Pion noir sur case blanche h7 · Tour blanche sur case blanche c6 · Pion blanc sur case blanche e6 · Pion noir sur case noire g5 · Dame blanche sur case blanche c4 · Pion noir sur case noire a3 · Pion blanc sur case noire e3 · Pion blanc sur case blanche g2 · Pion blanc sur case noire h2 · Tour blanche sur case noire c1 · Roi blanc sur case noire g1 | Tour noire sur case blanche c8 · Roi noir sur case noire f8 · Fou noir sur case noire c7 · Dame noire sur case noire e7 · Pion noir sur case blanche f7 · Pion noir sur case blanche h7 · Tour blanche sur case blanche c6 · Pion blanc sur case blanche e6 · Pion noir sur case noire g5 · Dame blanche sur case blanche c4 · Pion noir sur case noire a3 · Pion blanc sur case noire e3 · Pion blanc sur case blanche g2 · Pion blanc sur case noire h2 · Tour blanche sur case noire c1 · Roi blanc sur case noire g1 | Tour noire sur case blanche c8 · Roi noir sur case noire f8 · Fou noir sur case noire c7 · Dame noire sur case noire e7 · Pion noir sur case blanche f7 · Pion noir sur case blanche h7 · Tour blanche sur case blanche c6 · Pion blanc sur case blanche e6 · Pion noir sur case noire g5 · Dame blanche sur case blanche c4 · Pion noir sur case noire a3 · Pion blanc sur case noire e3 · Pion blanc sur case blanche g2 · Pion blanc sur case noire h2 · Tour blanche sur case noire c1 · Roi blanc sur case noire g1 | Tour noire sur case blanche c8 · Roi noir sur case noire f8 · Fou noir sur case noire c7 · Dame noire sur case noire e7 · Pion noir sur case blanche f7 · Pion noir sur case blanche h7 · Tour blanche sur case blanche c6 · Pion blanc sur case blanche e6 · Pion noir sur case noire g5 · Dame blanche sur case blanche c4 · Pion noir sur case noire a3 · Pion blanc sur case noire e3 · Pion blanc sur case blanche g2 · Pion blanc sur case noire h2 · Tour blanche sur case noire c1 · Roi blanc sur case noire g1 | Tour noire sur case blanche c8 · Roi noir sur case noire f8 · Fou noir sur case noire c7 · Dame noire sur case noire e7 · Pion noir sur case blanche f7 · Pion noir sur case blanche h7 · Tour blanche sur case blanche c6 · Pion blanc sur case blanche e6 · Pion noir sur case noire g5 · Dame blanche sur case blanche c4 · Pion noir sur case noire a3 · Pion blanc sur case noire e3 · Pion blanc sur case blanche g2 · Pion blanc sur case noire h2 · Tour blanche sur case noire c1 · Roi blanc sur case noire g1 | Tour noire sur case blanche c8 · Roi noir sur case noire f8 · Fou noir sur case noire c7 · Dame noire sur case noire e7 · Pion noir sur case blanche f7 · Pion noir sur case blanche h7 · Tour blanche sur case blanche c6 · Pion blanc sur case blanche e6 · Pion noir sur case noire g5 · Dame blanche sur case blanche c4 · Pion noir sur case noire a3 · Pion blanc sur case noire e3 · Pion blanc sur case blanche g2 · Pion blanc sur case noire h2 · Tour blanche sur case noire c1 · Roi blanc sur case noire g1 | Tour noire sur case blanche c8 · Roi noir sur case noire f8 · Fou noir sur case noire c7 · Dame noire sur case noire e7 · Pion noir sur case blanche f7 · Pion noir sur case blanche h7 · Tour blanche sur case blanche c6 · Pion blanc sur case blanche e6 · Pion noir sur case noire g5 · Dame blanche sur case blanche c4 · Pion noir sur case noire a3 · Pion blanc sur case noire e3 · Pion blanc sur case blanche g2 · Pion blanc sur case noire h2 · Tour blanche sur case noire c1 · Roi blanc sur case noire g1 | Tour noire sur case blanche c8 · Roi noir sur case noire f8 · Fou noir sur case noire c7 · Dame noire sur case noire e7 · Pion noir sur case blanche f7 · Pion noir sur case blanche h7 · Tour blanche sur case blanche c6 · Pion blanc sur case blanche e6 · Pion noir sur case noire g5 · Dame blanche sur case blanche c4 · Pion noir sur case noire a3 · Pion blanc sur case noire e3 · Pion blanc sur case blanche g2 · Pion blanc sur case noire h2 · Tour blanche sur case noire c1 · Roi blanc sur case noire g1 | 8 |
| 7 | Tour noire sur case blanche c8 · Roi noir sur case noire f8 · Fou noir sur case noire c7 · Dame noire sur case noire e7 · Pion noir sur case blanche f7 · Pion noir sur case blanche h7 · Tour blanche sur case blanche c6 · Pion blanc sur case blanche e6 · Pion noir sur case noire g5 · Dame blanche sur case blanche c4 · Pion noir sur case noire a3 · Pion blanc sur case noire e3 · Pion blanc sur case blanche g2 · Pion blanc sur case noire h2 · Tour blanche sur case noire c1 · Roi blanc sur case noire g1 | Tour noire sur case blanche c8 · Roi noir sur case noire f8 · Fou noir sur case noire c7 · Dame noire sur case noire e7 · Pion noir sur case blanche f7 · Pion noir sur case blanche h7 · Tour blanche sur case blanche c6 · Pion blanc sur case blanche e6 · Pion noir sur case noire g5 · Dame blanche sur case blanche c4 · Pion noir sur case noire a3 · Pion blanc sur case noire e3 · Pion blanc sur case blanche g2 · Pion blanc sur case noire h2 · Tour blanche sur case noire c1 · Roi blanc sur case noire g1 | Tour noire sur case blanche c8 · Roi noir sur case noire f8 · Fou noir sur case noire c7 · Dame noire sur case noire e7 · Pion noir sur case blanche f7 · Pion noir sur case blanche h7 · Tour blanche sur case blanche c6 · Pion blanc sur case blanche e6 · Pion noir sur case noire g5 · Dame blanche sur case blanche c4 · Pion noir sur case noire a3 · Pion blanc sur case noire e3 · Pion blanc sur case blanche g2 · Pion blanc sur case noire h2 · Tour blanche sur case noire c1 · Roi blanc sur case noire g1 | Tour noire sur case blanche c8 · Roi noir sur case noire f8 · Fou noir sur case noire c7 · Dame noire sur case noire e7 · Pion noir sur case blanche f7 · Pion noir sur case blanche h7 · Tour blanche sur case blanche c6 · Pion blanc sur case blanche e6 · Pion noir sur case noire g5 · Dame blanche sur case blanche c4 · Pion noir sur case noire a3 · Pion blanc sur case noire e3 · Pion blanc sur case blanche g2 · Pion blanc sur case noire h2 · Tour blanche sur case noire c1 · Roi blanc sur case noire g1 | Tour noire sur case blanche c8 · Roi noir sur case noire f8 · Fou noir sur case noire c7 · Dame noire sur case noire e7 · Pion noir sur case blanche f7 · Pion noir sur case blanche h7 · Tour blanche sur case blanche c6 · Pion blanc sur case blanche e6 · Pion noir sur case noire g5 · Dame blanche sur case blanche c4 · Pion noir sur case noire a3 · Pion blanc sur case noire e3 · Pion blanc sur case blanche g2 · Pion blanc sur case noire h2 · Tour blanche sur case noire c1 · Roi blanc sur case noire g1 | Tour noire sur case blanche c8 · Roi noir sur case noire f8 · Fou noir sur case noire c7 · Dame noire sur case noire e7 · Pion noir sur case blanche f7 · Pion noir sur case blanche h7 · Tour blanche sur case blanche c6 · Pion blanc sur case blanche e6 · Pion noir sur case noire g5 · Dame blanche sur case blanche c4 · Pion noir sur case noire a3 · Pion blanc sur case noire e3 · Pion blanc sur case blanche g2 · Pion blanc sur case noire h2 · Tour blanche sur case noire c1 · Roi blanc sur case noire g1 | Tour noire sur case blanche c8 · Roi noir sur case noire f8 · Fou noir sur case noire c7 · Dame noire sur case noire e7 · Pion noir sur case blanche f7 · Pion noir sur case blanche h7 · Tour blanche sur case blanche c6 · Pion blanc sur case blanche e6 · Pion noir sur case noire g5 · Dame blanche sur case blanche c4 · Pion noir sur case noire a3 · Pion blanc sur case noire e3 · Pion blanc sur case blanche g2 · Pion blanc sur case noire h2 · Tour blanche sur case noire c1 · Roi blanc sur case noire g1 | Tour noire sur case blanche c8 · Roi noir sur case noire f8 · Fou noir sur case noire c7 · Dame noire sur case noire e7 · Pion noir sur case blanche f7 · Pion noir sur case blanche h7 · Tour blanche sur case blanche c6 · Pion blanc sur case blanche e6 · Pion noir sur case noire g5 · Dame blanche sur case blanche c4 · Pion noir sur case noire a3 · Pion blanc sur case noire e3 · Pion blanc sur case blanche g2 · Pion blanc sur case noire h2 · Tour blanche sur case noire c1 · Roi blanc sur case noire g1 | 7 |
| 6 | Tour noire sur case blanche c8 · Roi noir sur case noire f8 · Fou noir sur case noire c7 · Dame noire sur case noire e7 · Pion noir sur case blanche f7 · Pion noir sur case blanche h7 · Tour blanche sur case blanche c6 · Pion blanc sur case blanche e6 · Pion noir sur case noire g5 · Dame blanche sur case blanche c4 · Pion noir sur case noire a3 · Pion blanc sur case noire e3 · Pion blanc sur case blanche g2 · Pion blanc sur case noire h2 · Tour blanche sur case noire c1 · Roi blanc sur case noire g1 | Tour noire sur case blanche c8 · Roi noir sur case noire f8 · Fou noir sur case noire c7 · Dame noire sur case noire e7 · Pion noir sur case blanche f7 · Pion noir sur case blanche h7 · Tour blanche sur case blanche c6 · Pion blanc sur case blanche e6 · Pion noir sur case noire g5 · Dame blanche sur case blanche c4 · Pion noir sur case noire a3 · Pion blanc sur case noire e3 · Pion blanc sur case blanche g2 · Pion blanc sur case noire h2 · Tour blanche sur case noire c1 · Roi blanc sur case noire g1 | Tour noire sur case blanche c8 · Roi noir sur case noire f8 · Fou noir sur case noire c7 · Dame noire sur case noire e7 · Pion noir sur case blanche f7 · Pion noir sur case blanche h7 · Tour blanche sur case blanche c6 · Pion blanc sur case blanche e6 · Pion noir sur case noire g5 · Dame blanche sur case blanche c4 · Pion noir sur case noire a3 · Pion blanc sur case noire e3 · Pion blanc sur case blanche g2 · Pion blanc sur case noire h2 · Tour blanche sur case noire c1 · Roi blanc sur case noire g1 | Tour noire sur case blanche c8 · Roi noir sur case noire f8 · Fou noir sur case noire c7 · Dame noire sur case noire e7 · Pion noir sur case blanche f7 · Pion noir sur case blanche h7 · Tour blanche sur case blanche c6 · Pion blanc sur case blanche e6 · Pion noir sur case noire g5 · Dame blanche sur case blanche c4 · Pion noir sur case noire a3 · Pion blanc sur case noire e3 · Pion blanc sur case blanche g2 · Pion blanc sur case noire h2 · Tour blanche sur case noire c1 · Roi blanc sur case noire g1 | Tour noire sur case blanche c8 · Roi noir sur case noire f8 · Fou noir sur case noire c7 · Dame noire sur case noire e7 · Pion noir sur case blanche f7 · Pion noir sur case blanche h7 · Tour blanche sur case blanche c6 · Pion blanc sur case blanche e6 · Pion noir sur case noire g5 · Dame blanche sur case blanche c4 · Pion noir sur case noire a3 · Pion blanc sur case noire e3 · Pion blanc sur case blanche g2 · Pion blanc sur case noire h2 · Tour blanche sur case noire c1 · Roi blanc sur case noire g1 | Tour noire sur case blanche c8 · Roi noir sur case noire f8 · Fou noir sur case noire c7 · Dame noire sur case noire e7 · Pion noir sur case blanche f7 · Pion noir sur case blanche h7 · Tour blanche sur case blanche c6 · Pion blanc sur case blanche e6 · Pion noir sur case noire g5 · Dame blanche sur case blanche c4 · Pion noir sur case noire a3 · Pion blanc sur case noire e3 · Pion blanc sur case blanche g2 · Pion blanc sur case noire h2 · Tour blanche sur case noire c1 · Roi blanc sur case noire g1 | Tour noire sur case blanche c8 · Roi noir sur case noire f8 · Fou noir sur case noire c7 · Dame noire sur case noire e7 · Pion noir sur case blanche f7 · Pion noir sur case blanche h7 · Tour blanche sur case blanche c6 · Pion blanc sur case blanche e6 · Pion noir sur case noire g5 · Dame blanche sur case blanche c4 · Pion noir sur case noire a3 · Pion blanc sur case noire e3 · Pion blanc sur case blanche g2 · Pion blanc sur case noire h2 · Tour blanche sur case noire c1 · Roi blanc sur case noire g1 | Tour noire sur case blanche c8 · Roi noir sur case noire f8 · Fou noir sur case noire c7 · Dame noire sur case noire e7 · Pion noir sur case blanche f7 · Pion noir sur case blanche h7 · Tour blanche sur case blanche c6 · Pion blanc sur case blanche e6 · Pion noir sur case noire g5 · Dame blanche sur case blanche c4 · Pion noir sur case noire a3 · Pion blanc sur case noire e3 · Pion blanc sur case blanche g2 · Pion blanc sur case noire h2 · Tour blanche sur case noire c1 · Roi blanc sur case noire g1 | 6 |
| 5 | Tour noire sur case blanche c8 · Roi noir sur case noire f8 · Fou noir sur case noire c7 · Dame noire sur case noire e7 · Pion noir sur case blanche f7 · Pion noir sur case blanche h7 · Tour blanche sur case blanche c6 · Pion blanc sur case blanche e6 · Pion noir sur case noire g5 · Dame blanche sur case blanche c4 · Pion noir sur case noire a3 · Pion blanc sur case noire e3 · Pion blanc sur case blanche g2 · Pion blanc sur case noire h2 · Tour blanche sur case noire c1 · Roi blanc sur case noire g1 | Tour noire sur case blanche c8 · Roi noir sur case noire f8 · Fou noir sur case noire c7 · Dame noire sur case noire e7 · Pion noir sur case blanche f7 · Pion noir sur case blanche h7 · Tour blanche sur case blanche c6 · Pion blanc sur case blanche e6 · Pion noir sur case noire g5 · Dame blanche sur case blanche c4 · Pion noir sur case noire a3 · Pion blanc sur case noire e3 · Pion blanc sur case blanche g2 · Pion blanc sur case noire h2 · Tour blanche sur case noire c1 · Roi blanc sur case noire g1 | Tour noire sur case blanche c8 · Roi noir sur case noire f8 · Fou noir sur case noire c7 · Dame noire sur case noire e7 · Pion noir sur case blanche f7 · Pion noir sur case blanche h7 · Tour blanche sur case blanche c6 · Pion blanc sur case blanche e6 · Pion noir sur case noire g5 · Dame blanche sur case blanche c4 · Pion noir sur case noire a3 · Pion blanc sur case noire e3 · Pion blanc sur case blanche g2 · Pion blanc sur case noire h2 · Tour blanche sur case noire c1 · Roi blanc sur case noire g1 | Tour noire sur case blanche c8 · Roi noir sur case noire f8 · Fou noir sur case noire c7 · Dame noire sur case noire e7 · Pion noir sur case blanche f7 · Pion noir sur case blanche h7 · Tour blanche sur case blanche c6 · Pion blanc sur case blanche e6 · Pion noir sur case noire g5 · Dame blanche sur case blanche c4 · Pion noir sur case noire a3 · Pion blanc sur case noire e3 · Pion blanc sur case blanche g2 · Pion blanc sur case noire h2 · Tour blanche sur case noire c1 · Roi blanc sur case noire g1 | Tour noire sur case blanche c8 · Roi noir sur case noire f8 · Fou noir sur case noire c7 · Dame noire sur case noire e7 · Pion noir sur case blanche f7 · Pion noir sur case blanche h7 · Tour blanche sur case blanche c6 · Pion blanc sur case blanche e6 · Pion noir sur case noire g5 · Dame blanche sur case blanche c4 · Pion noir sur case noire a3 · Pion blanc sur case noire e3 · Pion blanc sur case blanche g2 · Pion blanc sur case noire h2 · Tour blanche sur case noire c1 · Roi blanc sur case noire g1 | Tour noire sur case blanche c8 · Roi noir sur case noire f8 · Fou noir sur case noire c7 · Dame noire sur case noire e7 · Pion noir sur case blanche f7 · Pion noir sur case blanche h7 · Tour blanche sur case blanche c6 · Pion blanc sur case blanche e6 · Pion noir sur case noire g5 · Dame blanche sur case blanche c4 · Pion noir sur case noire a3 · Pion blanc sur case noire e3 · Pion blanc sur case blanche g2 · Pion blanc sur case noire h2 · Tour blanche sur case noire c1 · Roi blanc sur case noire g1 | Tour noire sur case blanche c8 · Roi noir sur case noire f8 · Fou noir sur case noire c7 · Dame noire sur case noire e7 · Pion noir sur case blanche f7 · Pion noir sur case blanche h7 · Tour blanche sur case blanche c6 · Pion blanc sur case blanche e6 · Pion noir sur case noire g5 · Dame blanche sur case blanche c4 · Pion noir sur case noire a3 · Pion blanc sur case noire e3 · Pion blanc sur case blanche g2 · Pion blanc sur case noire h2 · Tour blanche sur case noire c1 · Roi blanc sur case noire g1 | Tour noire sur case blanche c8 · Roi noir sur case noire f8 · Fou noir sur case noire c7 · Dame noire sur case noire e7 · Pion noir sur case blanche f7 · Pion noir sur case blanche h7 · Tour blanche sur case blanche c6 · Pion blanc sur case blanche e6 · Pion noir sur case noire g5 · Dame blanche sur case blanche c4 · Pion noir sur case noire a3 · Pion blanc sur case noire e3 · Pion blanc sur case blanche g2 · Pion blanc sur case noire h2 · Tour blanche sur case noire c1 · Roi blanc sur case noire g1 | 5 |
| 4 | Tour noire sur case blanche c8 · Roi noir sur case noire f8 · Fou noir sur case noire c7 · Dame noire sur case noire e7 · Pion noir sur case blanche f7 · Pion noir sur case blanche h7 · Tour blanche sur case blanche c6 · Pion blanc sur case blanche e6 · Pion noir sur case noire g5 · Dame blanche sur case blanche c4 · Pion noir sur case noire a3 · Pion blanc sur case noire e3 · Pion blanc sur case blanche g2 · Pion blanc sur case noire h2 · Tour blanche sur case noire c1 · Roi blanc sur case noire g1 | Tour noire sur case blanche c8 · Roi noir sur case noire f8 · Fou noir sur case noire c7 · Dame noire sur case noire e7 · Pion noir sur case blanche f7 · Pion noir sur case blanche h7 · Tour blanche sur case blanche c6 · Pion blanc sur case blanche e6 · Pion noir sur case noire g5 · Dame blanche sur case blanche c4 · Pion noir sur case noire a3 · Pion blanc sur case noire e3 · Pion blanc sur case blanche g2 · Pion blanc sur case noire h2 · Tour blanche sur case noire c1 · Roi blanc sur case noire g1 | Tour noire sur case blanche c8 · Roi noir sur case noire f8 · Fou noir sur case noire c7 · Dame noire sur case noire e7 · Pion noir sur case blanche f7 · Pion noir sur case blanche h7 · Tour blanche sur case blanche c6 · Pion blanc sur case blanche e6 · Pion noir sur case noire g5 · Dame blanche sur case blanche c4 · Pion noir sur case noire a3 · Pion blanc sur case noire e3 · Pion blanc sur case blanche g2 · Pion blanc sur case noire h2 · Tour blanche sur case noire c1 · Roi blanc sur case noire g1 | Tour noire sur case blanche c8 · Roi noir sur case noire f8 · Fou noir sur case noire c7 · Dame noire sur case noire e7 · Pion noir sur case blanche f7 · Pion noir sur case blanche h7 · Tour blanche sur case blanche c6 · Pion blanc sur case blanche e6 · Pion noir sur case noire g5 · Dame blanche sur case blanche c4 · Pion noir sur case noire a3 · Pion blanc sur case noire e3 · Pion blanc sur case blanche g2 · Pion blanc sur case noire h2 · Tour blanche sur case noire c1 · Roi blanc sur case noire g1 | Tour noire sur case blanche c8 · Roi noir sur case noire f8 · Fou noir sur case noire c7 · Dame noire sur case noire e7 · Pion noir sur case blanche f7 · Pion noir sur case blanche h7 · Tour blanche sur case blanche c6 · Pion blanc sur case blanche e6 · Pion noir sur case noire g5 · Dame blanche sur case blanche c4 · Pion noir sur case noire a3 · Pion blanc sur case noire e3 · Pion blanc sur case blanche g2 · Pion blanc sur case noire h2 · Tour blanche sur case noire c1 · Roi blanc sur case noire g1 | Tour noire sur case blanche c8 · Roi noir sur case noire f8 · Fou noir sur case noire c7 · Dame noire sur case noire e7 · Pion noir sur case blanche f7 · Pion noir sur case blanche h7 · Tour blanche sur case blanche c6 · Pion blanc sur case blanche e6 · Pion noir sur case noire g5 · Dame blanche sur case blanche c4 · Pion noir sur case noire a3 · Pion blanc sur case noire e3 · Pion blanc sur case blanche g2 · Pion blanc sur case noire h2 · Tour blanche sur case noire c1 · Roi blanc sur case noire g1 | Tour noire sur case blanche c8 · Roi noir sur case noire f8 · Fou noir sur case noire c7 · Dame noire sur case noire e7 · Pion noir sur case blanche f7 · Pion noir sur case blanche h7 · Tour blanche sur case blanche c6 · Pion blanc sur case blanche e6 · Pion noir sur case noire g5 · Dame blanche sur case blanche c4 · Pion noir sur case noire a3 · Pion blanc sur case noire e3 · Pion blanc sur case blanche g2 · Pion blanc sur case noire h2 · Tour blanche sur case noire c1 · Roi blanc sur case noire g1 | Tour noire sur case blanche c8 · Roi noir sur case noire f8 · Fou noir sur case noire c7 · Dame noire sur case noire e7 · Pion noir sur case blanche f7 · Pion noir sur case blanche h7 · Tour blanche sur case blanche c6 · Pion blanc sur case blanche e6 · Pion noir sur case noire g5 · Dame blanche sur case blanche c4 · Pion noir sur case noire a3 · Pion blanc sur case noire e3 · Pion blanc sur case blanche g2 · Pion blanc sur case noire h2 · Tour blanche sur case noire c1 · Roi blanc sur case noire g1 | 4 |
| 3 | Tour noire sur case blanche c8 · Roi noir sur case noire f8 · Fou noir sur case noire c7 · Dame noire sur case noire e7 · Pion noir sur case blanche f7 · Pion noir sur case blanche h7 · Tour blanche sur case blanche c6 · Pion blanc sur case blanche e6 · Pion noir sur case noire g5 · Dame blanche sur case blanche c4 · Pion noir sur case noire a3 · Pion blanc sur case noire e3 · Pion blanc sur case blanche g2 · Pion blanc sur case noire h2 · Tour blanche sur case noire c1 · Roi blanc sur case noire g1 | Tour noire sur case blanche c8 · Roi noir sur case noire f8 · Fou noir sur case noire c7 · Dame noire sur case noire e7 · Pion noir sur case blanche f7 · Pion noir sur case blanche h7 · Tour blanche sur case blanche c6 · Pion blanc sur case blanche e6 · Pion noir sur case noire g5 · Dame blanche sur case blanche c4 · Pion noir sur case noire a3 · Pion blanc sur case noire e3 · Pion blanc sur case blanche g2 · Pion blanc sur case noire h2 · Tour blanche sur case noire c1 · Roi blanc sur case noire g1 | Tour noire sur case blanche c8 · Roi noir sur case noire f8 · Fou noir sur case noire c7 · Dame noire sur case noire e7 · Pion noir sur case blanche f7 · Pion noir sur case blanche h7 · Tour blanche sur case blanche c6 · Pion blanc sur case blanche e6 · Pion noir sur case noire g5 · Dame blanche sur case blanche c4 · Pion noir sur case noire a3 · Pion blanc sur case noire e3 · Pion blanc sur case blanche g2 · Pion blanc sur case noire h2 · Tour blanche sur case noire c1 · Roi blanc sur case noire g1 | Tour noire sur case blanche c8 · Roi noir sur case noire f8 · Fou noir sur case noire c7 · Dame noire sur case noire e7 · Pion noir sur case blanche f7 · Pion noir sur case blanche h7 · Tour blanche sur case blanche c6 · Pion blanc sur case blanche e6 · Pion noir sur case noire g5 · Dame blanche sur case blanche c4 · Pion noir sur case noire a3 · Pion blanc sur case noire e3 · Pion blanc sur case blanche g2 · Pion blanc sur case noire h2 · Tour blanche sur case noire c1 · Roi blanc sur case noire g1 | Tour noire sur case blanche c8 · Roi noir sur case noire f8 · Fou noir sur case noire c7 · Dame noire sur case noire e7 · Pion noir sur case blanche f7 · Pion noir sur case blanche h7 · Tour blanche sur case blanche c6 · Pion blanc sur case blanche e6 · Pion noir sur case noire g5 · Dame blanche sur case blanche c4 · Pion noir sur case noire a3 · Pion blanc sur case noire e3 · Pion blanc sur case blanche g2 · Pion blanc sur case noire h2 · Tour blanche sur case noire c1 · Roi blanc sur case noire g1 | Tour noire sur case blanche c8 · Roi noir sur case noire f8 · Fou noir sur case noire c7 · Dame noire sur case noire e7 · Pion noir sur case blanche f7 · Pion noir sur case blanche h7 · Tour blanche sur case blanche c6 · Pion blanc sur case blanche e6 · Pion noir sur case noire g5 · Dame blanche sur case blanche c4 · Pion noir sur case noire a3 · Pion blanc sur case noire e3 · Pion blanc sur case blanche g2 · Pion blanc sur case noire h2 · Tour blanche sur case noire c1 · Roi blanc sur case noire g1 | Tour noire sur case blanche c8 · Roi noir sur case noire f8 · Fou noir sur case noire c7 · Dame noire sur case noire e7 · Pion noir sur case blanche f7 · Pion noir sur case blanche h7 · Tour blanche sur case blanche c6 · Pion blanc sur case blanche e6 · Pion noir sur case noire g5 · Dame blanche sur case blanche c4 · Pion noir sur case noire a3 · Pion blanc sur case noire e3 · Pion blanc sur case blanche g2 · Pion blanc sur case noire h2 · Tour blanche sur case noire c1 · Roi blanc sur case noire g1 | Tour noire sur case blanche c8 · Roi noir sur case noire f8 · Fou noir sur case noire c7 · Dame noire sur case noire e7 · Pion noir sur case blanche f7 · Pion noir sur case blanche h7 · Tour blanche sur case blanche c6 · Pion blanc sur case blanche e6 · Pion noir sur case noire g5 · Dame blanche sur case blanche c4 · Pion noir sur case noire a3 · Pion blanc sur case noire e3 · Pion blanc sur case blanche g2 · Pion blanc sur case noire h2 · Tour blanche sur case noire c1 · Roi blanc sur case noire g1 | 3 |
| 2 | Tour noire sur case blanche c8 · Roi noir sur case noire f8 · Fou noir sur case noire c7 · Dame noire sur case noire e7 · Pion noir sur case blanche f7 · Pion noir sur case blanche h7 · Tour blanche sur case blanche c6 · Pion blanc sur case blanche e6 · Pion noir sur case noire g5 · Dame blanche sur case blanche c4 · Pion noir sur case noire a3 · Pion blanc sur case noire e3 · Pion blanc sur case blanche g2 · Pion blanc sur case noire h2 · Tour blanche sur case noire c1 · Roi blanc sur case noire g1 | Tour noire sur case blanche c8 · Roi noir sur case noire f8 · Fou noir sur case noire c7 · Dame noire sur case noire e7 · Pion noir sur case blanche f7 · Pion noir sur case blanche h7 · Tour blanche sur case blanche c6 · Pion blanc sur case blanche e6 · Pion noir sur case noire g5 · Dame blanche sur case blanche c4 · Pion noir sur case noire a3 · Pion blanc sur case noire e3 · Pion blanc sur case blanche g2 · Pion blanc sur case noire h2 · Tour blanche sur case noire c1 · Roi blanc sur case noire g1 | Tour noire sur case blanche c8 · Roi noir sur case noire f8 · Fou noir sur case noire c7 · Dame noire sur case noire e7 · Pion noir sur case blanche f7 · Pion noir sur case blanche h7 · Tour blanche sur case blanche c6 · Pion blanc sur case blanche e6 · Pion noir sur case noire g5 · Dame blanche sur case blanche c4 · Pion noir sur case noire a3 · Pion blanc sur case noire e3 · Pion blanc sur case blanche g2 · Pion blanc sur case noire h2 · Tour blanche sur case noire c1 · Roi blanc sur case noire g1 | Tour noire sur case blanche c8 · Roi noir sur case noire f8 · Fou noir sur case noire c7 · Dame noire sur case noire e7 · Pion noir sur case blanche f7 · Pion noir sur case blanche h7 · Tour blanche sur case blanche c6 · Pion blanc sur case blanche e6 · Pion noir sur case noire g5 · Dame blanche sur case blanche c4 · Pion noir sur case noire a3 · Pion blanc sur case noire e3 · Pion blanc sur case blanche g2 · Pion blanc sur case noire h2 · Tour blanche sur case noire c1 · Roi blanc sur case noire g1 | Tour noire sur case blanche c8 · Roi noir sur case noire f8 · Fou noir sur case noire c7 · Dame noire sur case noire e7 · Pion noir sur case blanche f7 · Pion noir sur case blanche h7 · Tour blanche sur case blanche c6 · Pion blanc sur case blanche e6 · Pion noir sur case noire g5 · Dame blanche sur case blanche c4 · Pion noir sur case noire a3 · Pion blanc sur case noire e3 · Pion blanc sur case blanche g2 · Pion blanc sur case noire h2 · Tour blanche sur case noire c1 · Roi blanc sur case noire g1 | Tour noire sur case blanche c8 · Roi noir sur case noire f8 · Fou noir sur case noire c7 · Dame noire sur case noire e7 · Pion noir sur case blanche f7 · Pion noir sur case blanche h7 · Tour blanche sur case blanche c6 · Pion blanc sur case blanche e6 · Pion noir sur case noire g5 · Dame blanche sur case blanche c4 · Pion noir sur case noire a3 · Pion blanc sur case noire e3 · Pion blanc sur case blanche g2 · Pion blanc sur case noire h2 · Tour blanche sur case noire c1 · Roi blanc sur case noire g1 | Tour noire sur case blanche c8 · Roi noir sur case noire f8 · Fou noir sur case noire c7 · Dame noire sur case noire e7 · Pion noir sur case blanche f7 · Pion noir sur case blanche h7 · Tour blanche sur case blanche c6 · Pion blanc sur case blanche e6 · Pion noir sur case noire g5 · Dame blanche sur case blanche c4 · Pion noir sur case noire a3 · Pion blanc sur case noire e3 · Pion blanc sur case blanche g2 · Pion blanc sur case noire h2 · Tour blanche sur case noire c1 · Roi blanc sur case noire g1 | Tour noire sur case blanche c8 · Roi noir sur case noire f8 · Fou noir sur case noire c7 · Dame noire sur case noire e7 · Pion noir sur case blanche f7 · Pion noir sur case blanche h7 · Tour blanche sur case blanche c6 · Pion blanc sur case blanche e6 · Pion noir sur case noire g5 · Dame blanche sur case blanche c4 · Pion noir sur case noire a3 · Pion blanc sur case noire e3 · Pion blanc sur case blanche g2 · Pion blanc sur case noire h2 · Tour blanche sur case noire c1 · Roi blanc sur case noire g1 | 2 |
| 1 | Tour noire sur case blanche c8 · Roi noir sur case noire f8 · Fou noir sur case noire c7 · Dame noire sur case noire e7 · Pion noir sur case blanche f7 · Pion noir sur case blanche h7 · Tour blanche sur case blanche c6 · Pion blanc sur case blanche e6 · Pion noir sur case noire g5 · Dame blanche sur case blanche c4 · Pion noir sur case noire a3 · Pion blanc sur case noire e3 · Pion blanc sur case blanche g2 · Pion blanc sur case noire h2 · Tour blanche sur case noire c1 · Roi blanc sur case noire g1 | Tour noire sur case blanche c8 · Roi noir sur case noire f8 · Fou noir sur case noire c7 · Dame noire sur case noire e7 · Pion noir sur case blanche f7 · Pion noir sur case blanche h7 · Tour blanche sur case blanche c6 · Pion blanc sur case blanche e6 · Pion noir sur case noire g5 · Dame blanche sur case blanche c4 · Pion noir sur case noire a3 · Pion blanc sur case noire e3 · Pion blanc sur case blanche g2 · Pion blanc sur case noire h2 · Tour blanche sur case noire c1 · Roi blanc sur case noire g1 | Tour noire sur case blanche c8 · Roi noir sur case noire f8 · Fou noir sur case noire c7 · Dame noire sur case noire e7 · Pion noir sur case blanche f7 · Pion noir sur case blanche h7 · Tour blanche sur case blanche c6 · Pion blanc sur case blanche e6 · Pion noir sur case noire g5 · Dame blanche sur case blanche c4 · Pion noir sur case noire a3 · Pion blanc sur case noire e3 · Pion blanc sur case blanche g2 · Pion blanc sur case noire h2 · Tour blanche sur case noire c1 · Roi blanc sur case noire g1 | Tour noire sur case blanche c8 · Roi noir sur case noire f8 · Fou noir sur case noire c7 · Dame noire sur case noire e7 · Pion noir sur case blanche f7 · Pion noir sur case blanche h7 · Tour blanche sur case blanche c6 · Pion blanc sur case blanche e6 · Pion noir sur case noire g5 · Dame blanche sur case blanche c4 · Pion noir sur case noire a3 · Pion blanc sur case noire e3 · Pion blanc sur case blanche g2 · Pion blanc sur case noire h2 · Tour blanche sur case noire c1 · Roi blanc sur case noire g1 | Tour noire sur case blanche c8 · Roi noir sur case noire f8 · Fou noir sur case noire c7 · Dame noire sur case noire e7 · Pion noir sur case blanche f7 · Pion noir sur case blanche h7 · Tour blanche sur case blanche c6 · Pion blanc sur case blanche e6 · Pion noir sur case noire g5 · Dame blanche sur case blanche c4 · Pion noir sur case noire a3 · Pion blanc sur case noire e3 · Pion blanc sur case blanche g2 · Pion blanc sur case noire h2 · Tour blanche sur case noire c1 · Roi blanc sur case noire g1 | Tour noire sur case blanche c8 · Roi noir sur case noire f8 · Fou noir sur case noire c7 · Dame noire sur case noire e7 · Pion noir sur case blanche f7 · Pion noir sur case blanche h7 · Tour blanche sur case blanche c6 · Pion blanc sur case blanche e6 · Pion noir sur case noire g5 · Dame blanche sur case blanche c4 · Pion noir sur case noire a3 · Pion blanc sur case noire e3 · Pion blanc sur case blanche g2 · Pion blanc sur case noire h2 · Tour blanche sur case noire c1 · Roi blanc sur case noire g1 | Tour noire sur case blanche c8 · Roi noir sur case noire f8 · Fou noir sur case noire c7 · Dame noire sur case noire e7 · Pion noir sur case blanche f7 · Pion noir sur case blanche h7 · Tour blanche sur case blanche c6 · Pion blanc sur case blanche e6 · Pion noir sur case noire g5 · Dame blanche sur case blanche c4 · Pion noir sur case noire a3 · Pion blanc sur case noire e3 · Pion blanc sur case blanche g2 · Pion blanc sur case noire h2 · Tour blanche sur case noire c1 · Roi blanc sur case noire g1 | Tour noire sur case blanche c8 · Roi noir sur case noire f8 · Fou noir sur case noire c7 · Dame noire sur case noire e7 · Pion noir sur case blanche f7 · Pion noir sur case blanche h7 · Tour blanche sur case blanche c6 · Pion blanc sur case blanche e6 · Pion noir sur case noire g5 · Dame blanche sur case blanche c4 · Pion noir sur case noire a3 · Pion blanc sur case noire e3 · Pion blanc sur case blanche g2 · Pion blanc sur case noire h2 · Tour blanche sur case noire c1 · Roi blanc sur case noire g1 | 1 |
|   | a | b | c | d | e | f | g | h |   |

Les noirs abandonnent, le fou c7 étant condamné
Anand ouvre par 1. d4 et Carlsen répond par une défense indienne qui transpose rapidement vers une variante très pointue du gambit de la dame refusé. Une poussée à l'aile dame permet à Anand d'avancer le pion de la colonne c jusqu'à la septième traverse. Carlsen est contraint de bloquer ce pion avec sa dame. Il obtient quant à lui un pion passé sur la colonne a, mais celui-ci est moins avancé que le pion d'Anand. Anand joue l'ouverture rapidement, ce qui laisse penser qu'il s'agit d'une préparation de son équipe.  Carlsen parvient finalement à capturer le pion en c7, mais ce faisant il cloue son fou sur cette case.  Dans une position désespérée et avec seulement quelques minutes pour atteindre le contrôle temporel des quarante coups, Carlsen sacrifie la qualité sans réelle compensation, et abandonne au trente-quatrième coup. Cette partie est considérée comme la meilleure du match
1. d4 Cf6 2. c4 e6 3. Cf3 d5 4. Cc3 Fe7 5. Ff4 O-O 6. e3 Cbd7 7. c5 c6 8. Fd3 b6 9. b4 a5 10. a3 Fa6 11. Fxa6 Txa6 12. b5 cxb5 13. c6 Dc8 14. c7 b4 15. Cb5 a4 16. Tc1 Ce4 17. Cg5 Cdf6 18. Cxe4 Cxe4 19. f3 Ta5 20. fxe4 Txb4 21. Dxa4 Ta5 22. Dc6 bxa3 23. exd5 Txd5 24. Dxb6 Dd7 25. O-O Tc8 26. Tc6 g5 27. Fg3 Fb4 28. Ta1 Fa5 29. Da6 Fxc7 30. Dc4 e5 31. Fxe5 Txe5 32. dxe5 De7 33. e6 Rf8 34. Tc1 1-0
Lors de la conférence de presse qui suivit la partie, Anand confirma que sa préparation s'étendait jusqu'au 24e coup au moins.

### Quatrième partie
|   | a | b | c | d | e | f | g | h |   |
| 8 | Roi noir sur case blanche g8 · Pion noir sur case noire a7 · Pion noir sur case blanche f7 · Pion noir sur case noire g7 · Pion noir sur case noire h6 · Pion noir sur case blanche d5 · Dame noire sur case blanche f5 · Cavalier noir sur case noire d4 · Pion blanc sur case blanche b3 · Cavalier blanc sur case blanche d3 · Pion blanc sur case noire g3 · Pion blanc sur case blanche h3 · Pion blanc sur case blanche a2 · Dame blanche sur case blanche e2 · Pion blanc sur case noire f2 · Roi blanc sur case blanche g2 | Roi noir sur case blanche g8 · Pion noir sur case noire a7 · Pion noir sur case blanche f7 · Pion noir sur case noire g7 · Pion noir sur case noire h6 · Pion noir sur case blanche d5 · Dame noire sur case blanche f5 · Cavalier noir sur case noire d4 · Pion blanc sur case blanche b3 · Cavalier blanc sur case blanche d3 · Pion blanc sur case noire g3 · Pion blanc sur case blanche h3 · Pion blanc sur case blanche a2 · Dame blanche sur case blanche e2 · Pion blanc sur case noire f2 · Roi blanc sur case blanche g2 | Roi noir sur case blanche g8 · Pion noir sur case noire a7 · Pion noir sur case blanche f7 · Pion noir sur case noire g7 · Pion noir sur case noire h6 · Pion noir sur case blanche d5 · Dame noire sur case blanche f5 · Cavalier noir sur case noire d4 · Pion blanc sur case blanche b3 · Cavalier blanc sur case blanche d3 · Pion blanc sur case noire g3 · Pion blanc sur case blanche h3 · Pion blanc sur case blanche a2 · Dame blanche sur case blanche e2 · Pion blanc sur case noire f2 · Roi blanc sur case blanche g2 | Roi noir sur case blanche g8 · Pion noir sur case noire a7 · Pion noir sur case blanche f7 · Pion noir sur case noire g7 · Pion noir sur case noire h6 · Pion noir sur case blanche d5 · Dame noire sur case blanche f5 · Cavalier noir sur case noire d4 · Pion blanc sur case blanche b3 · Cavalier blanc sur case blanche d3 · Pion blanc sur case noire g3 · Pion blanc sur case blanche h3 · Pion blanc sur case blanche a2 · Dame blanche sur case blanche e2 · Pion blanc sur case noire f2 · Roi blanc sur case blanche g2 | Roi noir sur case blanche g8 · Pion noir sur case noire a7 · Pion noir sur case blanche f7 · Pion noir sur case noire g7 · Pion noir sur case noire h6 · Pion noir sur case blanche d5 · Dame noire sur case blanche f5 · Cavalier noir sur case noire d4 · Pion blanc sur case blanche b3 · Cavalier blanc sur case blanche d3 · Pion blanc sur case noire g3 · Pion blanc sur case blanche h3 · Pion blanc sur case blanche a2 · Dame blanche sur case blanche e2 · Pion blanc sur case noire f2 · Roi blanc sur case blanche g2 | Roi noir sur case blanche g8 · Pion noir sur case noire a7 · Pion noir sur case blanche f7 · Pion noir sur case noire g7 · Pion noir sur case noire h6 · Pion noir sur case blanche d5 · Dame noire sur case blanche f5 · Cavalier noir sur case noire d4 · Pion blanc sur case blanche b3 · Cavalier blanc sur case blanche d3 · Pion blanc sur case noire g3 · Pion blanc sur case blanche h3 · Pion blanc sur case blanche a2 · Dame blanche sur case blanche e2 · Pion blanc sur case noire f2 · Roi blanc sur case blanche g2 | Roi noir sur case blanche g8 · Pion noir sur case noire a7 · Pion noir sur case blanche f7 · Pion noir sur case noire g7 · Pion noir sur case noire h6 · Pion noir sur case blanche d5 · Dame noire sur case blanche f5 · Cavalier noir sur case noire d4 · Pion blanc sur case blanche b3 · Cavalier blanc sur case blanche d3 · Pion blanc sur case noire g3 · Pion blanc sur case blanche h3 · Pion blanc sur case blanche a2 · Dame blanche sur case blanche e2 · Pion blanc sur case noire f2 · Roi blanc sur case blanche g2 | Roi noir sur case blanche g8 · Pion noir sur case noire a7 · Pion noir sur case blanche f7 · Pion noir sur case noire g7 · Pion noir sur case noire h6 · Pion noir sur case blanche d5 · Dame noire sur case blanche f5 · Cavalier noir sur case noire d4 · Pion blanc sur case blanche b3 · Cavalier blanc sur case blanche d3 · Pion blanc sur case noire g3 · Pion blanc sur case blanche h3 · Pion blanc sur case blanche a2 · Dame blanche sur case blanche e2 · Pion blanc sur case noire f2 · Roi blanc sur case blanche g2 | 8 |
| 7 | Roi noir sur case blanche g8 · Pion noir sur case noire a7 · Pion noir sur case blanche f7 · Pion noir sur case noire g7 · Pion noir sur case noire h6 · Pion noir sur case blanche d5 · Dame noire sur case blanche f5 · Cavalier noir sur case noire d4 · Pion blanc sur case blanche b3 · Cavalier blanc sur case blanche d3 · Pion blanc sur case noire g3 · Pion blanc sur case blanche h3 · Pion blanc sur case blanche a2 · Dame blanche sur case blanche e2 · Pion blanc sur case noire f2 · Roi blanc sur case blanche g2 | Roi noir sur case blanche g8 · Pion noir sur case noire a7 · Pion noir sur case blanche f7 · Pion noir sur case noire g7 · Pion noir sur case noire h6 · Pion noir sur case blanche d5 · Dame noire sur case blanche f5 · Cavalier noir sur case noire d4 · Pion blanc sur case blanche b3 · Cavalier blanc sur case blanche d3 · Pion blanc sur case noire g3 · Pion blanc sur case blanche h3 · Pion blanc sur case blanche a2 · Dame blanche sur case blanche e2 · Pion blanc sur case noire f2 · Roi blanc sur case blanche g2 | Roi noir sur case blanche g8 · Pion noir sur case noire a7 · Pion noir sur case blanche f7 · Pion noir sur case noire g7 · Pion noir sur case noire h6 · Pion noir sur case blanche d5 · Dame noire sur case blanche f5 · Cavalier noir sur case noire d4 · Pion blanc sur case blanche b3 · Cavalier blanc sur case blanche d3 · Pion blanc sur case noire g3 · Pion blanc sur case blanche h3 · Pion blanc sur case blanche a2 · Dame blanche sur case blanche e2 · Pion blanc sur case noire f2 · Roi blanc sur case blanche g2 | Roi noir sur case blanche g8 · Pion noir sur case noire a7 · Pion noir sur case blanche f7 · Pion noir sur case noire g7 · Pion noir sur case noire h6 · Pion noir sur case blanche d5 · Dame noire sur case blanche f5 · Cavalier noir sur case noire d4 · Pion blanc sur case blanche b3 · Cavalier blanc sur case blanche d3 · Pion blanc sur case noire g3 · Pion blanc sur case blanche h3 · Pion blanc sur case blanche a2 · Dame blanche sur case blanche e2 · Pion blanc sur case noire f2 · Roi blanc sur case blanche g2 | Roi noir sur case blanche g8 · Pion noir sur case noire a7 · Pion noir sur case blanche f7 · Pion noir sur case noire g7 · Pion noir sur case noire h6 · Pion noir sur case blanche d5 · Dame noire sur case blanche f5 · Cavalier noir sur case noire d4 · Pion blanc sur case blanche b3 · Cavalier blanc sur case blanche d3 · Pion blanc sur case noire g3 · Pion blanc sur case blanche h3 · Pion blanc sur case blanche a2 · Dame blanche sur case blanche e2 · Pion blanc sur case noire f2 · Roi blanc sur case blanche g2 | Roi noir sur case blanche g8 · Pion noir sur case noire a7 · Pion noir sur case blanche f7 · Pion noir sur case noire g7 · Pion noir sur case noire h6 · Pion noir sur case blanche d5 · Dame noire sur case blanche f5 · Cavalier noir sur case noire d4 · Pion blanc sur case blanche b3 · Cavalier blanc sur case blanche d3 · Pion blanc sur case noire g3 · Pion blanc sur case blanche h3 · Pion blanc sur case blanche a2 · Dame blanche sur case blanche e2 · Pion blanc sur case noire f2 · Roi blanc sur case blanche g2 | Roi noir sur case blanche g8 · Pion noir sur case noire a7 · Pion noir sur case blanche f7 · Pion noir sur case noire g7 · Pion noir sur case noire h6 · Pion noir sur case blanche d5 · Dame noire sur case blanche f5 · Cavalier noir sur case noire d4 · Pion blanc sur case blanche b3 · Cavalier blanc sur case blanche d3 · Pion blanc sur case noire g3 · Pion blanc sur case blanche h3 · Pion blanc sur case blanche a2 · Dame blanche sur case blanche e2 · Pion blanc sur case noire f2 · Roi blanc sur case blanche g2 | Roi noir sur case blanche g8 · Pion noir sur case noire a7 · Pion noir sur case blanche f7 · Pion noir sur case noire g7 · Pion noir sur case noire h6 · Pion noir sur case blanche d5 · Dame noire sur case blanche f5 · Cavalier noir sur case noire d4 · Pion blanc sur case blanche b3 · Cavalier blanc sur case blanche d3 · Pion blanc sur case noire g3 · Pion blanc sur case blanche h3 · Pion blanc sur case blanche a2 · Dame blanche sur case blanche e2 · Pion blanc sur case noire f2 · Roi blanc sur case blanche g2 | 7 |
| 6 | Roi noir sur case blanche g8 · Pion noir sur case noire a7 · Pion noir sur case blanche f7 · Pion noir sur case noire g7 · Pion noir sur case noire h6 · Pion noir sur case blanche d5 · Dame noire sur case blanche f5 · Cavalier noir sur case noire d4 · Pion blanc sur case blanche b3 · Cavalier blanc sur case blanche d3 · Pion blanc sur case noire g3 · Pion blanc sur case blanche h3 · Pion blanc sur case blanche a2 · Dame blanche sur case blanche e2 · Pion blanc sur case noire f2 · Roi blanc sur case blanche g2 | Roi noir sur case blanche g8 · Pion noir sur case noire a7 · Pion noir sur case blanche f7 · Pion noir sur case noire g7 · Pion noir sur case noire h6 · Pion noir sur case blanche d5 · Dame noire sur case blanche f5 · Cavalier noir sur case noire d4 · Pion blanc sur case blanche b3 · Cavalier blanc sur case blanche d3 · Pion blanc sur case noire g3 · Pion blanc sur case blanche h3 · Pion blanc sur case blanche a2 · Dame blanche sur case blanche e2 · Pion blanc sur case noire f2 · Roi blanc sur case blanche g2 | Roi noir sur case blanche g8 · Pion noir sur case noire a7 · Pion noir sur case blanche f7 · Pion noir sur case noire g7 · Pion noir sur case noire h6 · Pion noir sur case blanche d5 · Dame noire sur case blanche f5 · Cavalier noir sur case noire d4 · Pion blanc sur case blanche b3 · Cavalier blanc sur case blanche d3 · Pion blanc sur case noire g3 · Pion blanc sur case blanche h3 · Pion blanc sur case blanche a2 · Dame blanche sur case blanche e2 · Pion blanc sur case noire f2 · Roi blanc sur case blanche g2 | Roi noir sur case blanche g8 · Pion noir sur case noire a7 · Pion noir sur case blanche f7 · Pion noir sur case noire g7 · Pion noir sur case noire h6 · Pion noir sur case blanche d5 · Dame noire sur case blanche f5 · Cavalier noir sur case noire d4 · Pion blanc sur case blanche b3 · Cavalier blanc sur case blanche d3 · Pion blanc sur case noire g3 · Pion blanc sur case blanche h3 · Pion blanc sur case blanche a2 · Dame blanche sur case blanche e2 · Pion blanc sur case noire f2 · Roi blanc sur case blanche g2 | Roi noir sur case blanche g8 · Pion noir sur case noire a7 · Pion noir sur case blanche f7 · Pion noir sur case noire g7 · Pion noir sur case noire h6 · Pion noir sur case blanche d5 · Dame noire sur case blanche f5 · Cavalier noir sur case noire d4 · Pion blanc sur case blanche b3 · Cavalier blanc sur case blanche d3 · Pion blanc sur case noire g3 · Pion blanc sur case blanche h3 · Pion blanc sur case blanche a2 · Dame blanche sur case blanche e2 · Pion blanc sur case noire f2 · Roi blanc sur case blanche g2 | Roi noir sur case blanche g8 · Pion noir sur case noire a7 · Pion noir sur case blanche f7 · Pion noir sur case noire g7 · Pion noir sur case noire h6 · Pion noir sur case blanche d5 · Dame noire sur case blanche f5 · Cavalier noir sur case noire d4 · Pion blanc sur case blanche b3 · Cavalier blanc sur case blanche d3 · Pion blanc sur case noire g3 · Pion blanc sur case blanche h3 · Pion blanc sur case blanche a2 · Dame blanche sur case blanche e2 · Pion blanc sur case noire f2 · Roi blanc sur case blanche g2 | Roi noir sur case blanche g8 · Pion noir sur case noire a7 · Pion noir sur case blanche f7 · Pion noir sur case noire g7 · Pion noir sur case noire h6 · Pion noir sur case blanche d5 · Dame noire sur case blanche f5 · Cavalier noir sur case noire d4 · Pion blanc sur case blanche b3 · Cavalier blanc sur case blanche d3 · Pion blanc sur case noire g3 · Pion blanc sur case blanche h3 · Pion blanc sur case blanche a2 · Dame blanche sur case blanche e2 · Pion blanc sur case noire f2 · Roi blanc sur case blanche g2 | Roi noir sur case blanche g8 · Pion noir sur case noire a7 · Pion noir sur case blanche f7 · Pion noir sur case noire g7 · Pion noir sur case noire h6 · Pion noir sur case blanche d5 · Dame noire sur case blanche f5 · Cavalier noir sur case noire d4 · Pion blanc sur case blanche b3 · Cavalier blanc sur case blanche d3 · Pion blanc sur case noire g3 · Pion blanc sur case blanche h3 · Pion blanc sur case blanche a2 · Dame blanche sur case blanche e2 · Pion blanc sur case noire f2 · Roi blanc sur case blanche g2 | 6 |
| 5 | Roi noir sur case blanche g8 · Pion noir sur case noire a7 · Pion noir sur case blanche f7 · Pion noir sur case noire g7 · Pion noir sur case noire h6 · Pion noir sur case blanche d5 · Dame noire sur case blanche f5 · Cavalier noir sur case noire d4 · Pion blanc sur case blanche b3 · Cavalier blanc sur case blanche d3 · Pion blanc sur case noire g3 · Pion blanc sur case blanche h3 · Pion blanc sur case blanche a2 · Dame blanche sur case blanche e2 · Pion blanc sur case noire f2 · Roi blanc sur case blanche g2 | Roi noir sur case blanche g8 · Pion noir sur case noire a7 · Pion noir sur case blanche f7 · Pion noir sur case noire g7 · Pion noir sur case noire h6 · Pion noir sur case blanche d5 · Dame noire sur case blanche f5 · Cavalier noir sur case noire d4 · Pion blanc sur case blanche b3 · Cavalier blanc sur case blanche d3 · Pion blanc sur case noire g3 · Pion blanc sur case blanche h3 · Pion blanc sur case blanche a2 · Dame blanche sur case blanche e2 · Pion blanc sur case noire f2 · Roi blanc sur case blanche g2 | Roi noir sur case blanche g8 · Pion noir sur case noire a7 · Pion noir sur case blanche f7 · Pion noir sur case noire g7 · Pion noir sur case noire h6 · Pion noir sur case blanche d5 · Dame noire sur case blanche f5 · Cavalier noir sur case noire d4 · Pion blanc sur case blanche b3 · Cavalier blanc sur case blanche d3 · Pion blanc sur case noire g3 · Pion blanc sur case blanche h3 · Pion blanc sur case blanche a2 · Dame blanche sur case blanche e2 · Pion blanc sur case noire f2 · Roi blanc sur case blanche g2 | Roi noir sur case blanche g8 · Pion noir sur case noire a7 · Pion noir sur case blanche f7 · Pion noir sur case noire g7 · Pion noir sur case noire h6 · Pion noir sur case blanche d5 · Dame noire sur case blanche f5 · Cavalier noir sur case noire d4 · Pion blanc sur case blanche b3 · Cavalier blanc sur case blanche d3 · Pion blanc sur case noire g3 · Pion blanc sur case blanche h3 · Pion blanc sur case blanche a2 · Dame blanche sur case blanche e2 · Pion blanc sur case noire f2 · Roi blanc sur case blanche g2 | Roi noir sur case blanche g8 · Pion noir sur case noire a7 · Pion noir sur case blanche f7 · Pion noir sur case noire g7 · Pion noir sur case noire h6 · Pion noir sur case blanche d5 · Dame noire sur case blanche f5 · Cavalier noir sur case noire d4 · Pion blanc sur case blanche b3 · Cavalier blanc sur case blanche d3 · Pion blanc sur case noire g3 · Pion blanc sur case blanche h3 · Pion blanc sur case blanche a2 · Dame blanche sur case blanche e2 · Pion blanc sur case noire f2 · Roi blanc sur case blanche g2 | Roi noir sur case blanche g8 · Pion noir sur case noire a7 · Pion noir sur case blanche f7 · Pion noir sur case noire g7 · Pion noir sur case noire h6 · Pion noir sur case blanche d5 · Dame noire sur case blanche f5 · Cavalier noir sur case noire d4 · Pion blanc sur case blanche b3 · Cavalier blanc sur case blanche d3 · Pion blanc sur case noire g3 · Pion blanc sur case blanche h3 · Pion blanc sur case blanche a2 · Dame blanche sur case blanche e2 · Pion blanc sur case noire f2 · Roi blanc sur case blanche g2 | Roi noir sur case blanche g8 · Pion noir sur case noire a7 · Pion noir sur case blanche f7 · Pion noir sur case noire g7 · Pion noir sur case noire h6 · Pion noir sur case blanche d5 · Dame noire sur case blanche f5 · Cavalier noir sur case noire d4 · Pion blanc sur case blanche b3 · Cavalier blanc sur case blanche d3 · Pion blanc sur case noire g3 · Pion blanc sur case blanche h3 · Pion blanc sur case blanche a2 · Dame blanche sur case blanche e2 · Pion blanc sur case noire f2 · Roi blanc sur case blanche g2 | Roi noir sur case blanche g8 · Pion noir sur case noire a7 · Pion noir sur case blanche f7 · Pion noir sur case noire g7 · Pion noir sur case noire h6 · Pion noir sur case blanche d5 · Dame noire sur case blanche f5 · Cavalier noir sur case noire d4 · Pion blanc sur case blanche b3 · Cavalier blanc sur case blanche d3 · Pion blanc sur case noire g3 · Pion blanc sur case blanche h3 · Pion blanc sur case blanche a2 · Dame blanche sur case blanche e2 · Pion blanc sur case noire f2 · Roi blanc sur case blanche g2 | 5 |
| 4 | Roi noir sur case blanche g8 · Pion noir sur case noire a7 · Pion noir sur case blanche f7 · Pion noir sur case noire g7 · Pion noir sur case noire h6 · Pion noir sur case blanche d5 · Dame noire sur case blanche f5 · Cavalier noir sur case noire d4 · Pion blanc sur case blanche b3 · Cavalier blanc sur case blanche d3 · Pion blanc sur case noire g3 · Pion blanc sur case blanche h3 · Pion blanc sur case blanche a2 · Dame blanche sur case blanche e2 · Pion blanc sur case noire f2 · Roi blanc sur case blanche g2 | Roi noir sur case blanche g8 · Pion noir sur case noire a7 · Pion noir sur case blanche f7 · Pion noir sur case noire g7 · Pion noir sur case noire h6 · Pion noir sur case blanche d5 · Dame noire sur case blanche f5 · Cavalier noir sur case noire d4 · Pion blanc sur case blanche b3 · Cavalier blanc sur case blanche d3 · Pion blanc sur case noire g3 · Pion blanc sur case blanche h3 · Pion blanc sur case blanche a2 · Dame blanche sur case blanche e2 · Pion blanc sur case noire f2 · Roi blanc sur case blanche g2 | Roi noir sur case blanche g8 · Pion noir sur case noire a7 · Pion noir sur case blanche f7 · Pion noir sur case noire g7 · Pion noir sur case noire h6 · Pion noir sur case blanche d5 · Dame noire sur case blanche f5 · Cavalier noir sur case noire d4 · Pion blanc sur case blanche b3 · Cavalier blanc sur case blanche d3 · Pion blanc sur case noire g3 · Pion blanc sur case blanche h3 · Pion blanc sur case blanche a2 · Dame blanche sur case blanche e2 · Pion blanc sur case noire f2 · Roi blanc sur case blanche g2 | Roi noir sur case blanche g8 · Pion noir sur case noire a7 · Pion noir sur case blanche f7 · Pion noir sur case noire g7 · Pion noir sur case noire h6 · Pion noir sur case blanche d5 · Dame noire sur case blanche f5 · Cavalier noir sur case noire d4 · Pion blanc sur case blanche b3 · Cavalier blanc sur case blanche d3 · Pion blanc sur case noire g3 · Pion blanc sur case blanche h3 · Pion blanc sur case blanche a2 · Dame blanche sur case blanche e2 · Pion blanc sur case noire f2 · Roi blanc sur case blanche g2 | Roi noir sur case blanche g8 · Pion noir sur case noire a7 · Pion noir sur case blanche f7 · Pion noir sur case noire g7 · Pion noir sur case noire h6 · Pion noir sur case blanche d5 · Dame noire sur case blanche f5 · Cavalier noir sur case noire d4 · Pion blanc sur case blanche b3 · Cavalier blanc sur case blanche d3 · Pion blanc sur case noire g3 · Pion blanc sur case blanche h3 · Pion blanc sur case blanche a2 · Dame blanche sur case blanche e2 · Pion blanc sur case noire f2 · Roi blanc sur case blanche g2 | Roi noir sur case blanche g8 · Pion noir sur case noire a7 · Pion noir sur case blanche f7 · Pion noir sur case noire g7 · Pion noir sur case noire h6 · Pion noir sur case blanche d5 · Dame noire sur case blanche f5 · Cavalier noir sur case noire d4 · Pion blanc sur case blanche b3 · Cavalier blanc sur case blanche d3 · Pion blanc sur case noire g3 · Pion blanc sur case blanche h3 · Pion blanc sur case blanche a2 · Dame blanche sur case blanche e2 · Pion blanc sur case noire f2 · Roi blanc sur case blanche g2 | Roi noir sur case blanche g8 · Pion noir sur case noire a7 · Pion noir sur case blanche f7 · Pion noir sur case noire g7 · Pion noir sur case noire h6 · Pion noir sur case blanche d5 · Dame noire sur case blanche f5 · Cavalier noir sur case noire d4 · Pion blanc sur case blanche b3 · Cavalier blanc sur case blanche d3 · Pion blanc sur case noire g3 · Pion blanc sur case blanche h3 · Pion blanc sur case blanche a2 · Dame blanche sur case blanche e2 · Pion blanc sur case noire f2 · Roi blanc sur case blanche g2 | Roi noir sur case blanche g8 · Pion noir sur case noire a7 · Pion noir sur case blanche f7 · Pion noir sur case noire g7 · Pion noir sur case noire h6 · Pion noir sur case blanche d5 · Dame noire sur case blanche f5 · Cavalier noir sur case noire d4 · Pion blanc sur case blanche b3 · Cavalier blanc sur case blanche d3 · Pion blanc sur case noire g3 · Pion blanc sur case blanche h3 · Pion blanc sur case blanche a2 · Dame blanche sur case blanche e2 · Pion blanc sur case noire f2 · Roi blanc sur case blanche g2 | 4 |
| 3 | Roi noir sur case blanche g8 · Pion noir sur case noire a7 · Pion noir sur case blanche f7 · Pion noir sur case noire g7 · Pion noir sur case noire h6 · Pion noir sur case blanche d5 · Dame noire sur case blanche f5 · Cavalier noir sur case noire d4 · Pion blanc sur case blanche b3 · Cavalier blanc sur case blanche d3 · Pion blanc sur case noire g3 · Pion blanc sur case blanche h3 · Pion blanc sur case blanche a2 · Dame blanche sur case blanche e2 · Pion blanc sur case noire f2 · Roi blanc sur case blanche g2 | Roi noir sur case blanche g8 · Pion noir sur case noire a7 · Pion noir sur case blanche f7 · Pion noir sur case noire g7 · Pion noir sur case noire h6 · Pion noir sur case blanche d5 · Dame noire sur case blanche f5 · Cavalier noir sur case noire d4 · Pion blanc sur case blanche b3 · Cavalier blanc sur case blanche d3 · Pion blanc sur case noire g3 · Pion blanc sur case blanche h3 · Pion blanc sur case blanche a2 · Dame blanche sur case blanche e2 · Pion blanc sur case noire f2 · Roi blanc sur case blanche g2 | Roi noir sur case blanche g8 · Pion noir sur case noire a7 · Pion noir sur case blanche f7 · Pion noir sur case noire g7 · Pion noir sur case noire h6 · Pion noir sur case blanche d5 · Dame noire sur case blanche f5 · Cavalier noir sur case noire d4 · Pion blanc sur case blanche b3 · Cavalier blanc sur case blanche d3 · Pion blanc sur case noire g3 · Pion blanc sur case blanche h3 · Pion blanc sur case blanche a2 · Dame blanche sur case blanche e2 · Pion blanc sur case noire f2 · Roi blanc sur case blanche g2 | Roi noir sur case blanche g8 · Pion noir sur case noire a7 · Pion noir sur case blanche f7 · Pion noir sur case noire g7 · Pion noir sur case noire h6 · Pion noir sur case blanche d5 · Dame noire sur case blanche f5 · Cavalier noir sur case noire d4 · Pion blanc sur case blanche b3 · Cavalier blanc sur case blanche d3 · Pion blanc sur case noire g3 · Pion blanc sur case blanche h3 · Pion blanc sur case blanche a2 · Dame blanche sur case blanche e2 · Pion blanc sur case noire f2 · Roi blanc sur case blanche g2 | Roi noir sur case blanche g8 · Pion noir sur case noire a7 · Pion noir sur case blanche f7 · Pion noir sur case noire g7 · Pion noir sur case noire h6 · Pion noir sur case blanche d5 · Dame noire sur case blanche f5 · Cavalier noir sur case noire d4 · Pion blanc sur case blanche b3 · Cavalier blanc sur case blanche d3 · Pion blanc sur case noire g3 · Pion blanc sur case blanche h3 · Pion blanc sur case blanche a2 · Dame blanche sur case blanche e2 · Pion blanc sur case noire f2 · Roi blanc sur case blanche g2 | Roi noir sur case blanche g8 · Pion noir sur case noire a7 · Pion noir sur case blanche f7 · Pion noir sur case noire g7 · Pion noir sur case noire h6 · Pion noir sur case blanche d5 · Dame noire sur case blanche f5 · Cavalier noir sur case noire d4 · Pion blanc sur case blanche b3 · Cavalier blanc sur case blanche d3 · Pion blanc sur case noire g3 · Pion blanc sur case blanche h3 · Pion blanc sur case blanche a2 · Dame blanche sur case blanche e2 · Pion blanc sur case noire f2 · Roi blanc sur case blanche g2 | Roi noir sur case blanche g8 · Pion noir sur case noire a7 · Pion noir sur case blanche f7 · Pion noir sur case noire g7 · Pion noir sur case noire h6 · Pion noir sur case blanche d5 · Dame noire sur case blanche f5 · Cavalier noir sur case noire d4 · Pion blanc sur case blanche b3 · Cavalier blanc sur case blanche d3 · Pion blanc sur case noire g3 · Pion blanc sur case blanche h3 · Pion blanc sur case blanche a2 · Dame blanche sur case blanche e2 · Pion blanc sur case noire f2 · Roi blanc sur case blanche g2 | Roi noir sur case blanche g8 · Pion noir sur case noire a7 · Pion noir sur case blanche f7 · Pion noir sur case noire g7 · Pion noir sur case noire h6 · Pion noir sur case blanche d5 · Dame noire sur case blanche f5 · Cavalier noir sur case noire d4 · Pion blanc sur case blanche b3 · Cavalier blanc sur case blanche d3 · Pion blanc sur case noire g3 · Pion blanc sur case blanche h3 · Pion blanc sur case blanche a2 · Dame blanche sur case blanche e2 · Pion blanc sur case noire f2 · Roi blanc sur case blanche g2 | 3 |
| 2 | Roi noir sur case blanche g8 · Pion noir sur case noire a7 · Pion noir sur case blanche f7 · Pion noir sur case noire g7 · Pion noir sur case noire h6 · Pion noir sur case blanche d5 · Dame noire sur case blanche f5 · Cavalier noir sur case noire d4 · Pion blanc sur case blanche b3 · Cavalier blanc sur case blanche d3 · Pion blanc sur case noire g3 · Pion blanc sur case blanche h3 · Pion blanc sur case blanche a2 · Dame blanche sur case blanche e2 · Pion blanc sur case noire f2 · Roi blanc sur case blanche g2 | Roi noir sur case blanche g8 · Pion noir sur case noire a7 · Pion noir sur case blanche f7 · Pion noir sur case noire g7 · Pion noir sur case noire h6 · Pion noir sur case blanche d5 · Dame noire sur case blanche f5 · Cavalier noir sur case noire d4 · Pion blanc sur case blanche b3 · Cavalier blanc sur case blanche d3 · Pion blanc sur case noire g3 · Pion blanc sur case blanche h3 · Pion blanc sur case blanche a2 · Dame blanche sur case blanche e2 · Pion blanc sur case noire f2 · Roi blanc sur case blanche g2 | Roi noir sur case blanche g8 · Pion noir sur case noire a7 · Pion noir sur case blanche f7 · Pion noir sur case noire g7 · Pion noir sur case noire h6 · Pion noir sur case blanche d5 · Dame noire sur case blanche f5 · Cavalier noir sur case noire d4 · Pion blanc sur case blanche b3 · Cavalier blanc sur case blanche d3 · Pion blanc sur case noire g3 · Pion blanc sur case blanche h3 · Pion blanc sur case blanche a2 · Dame blanche sur case blanche e2 · Pion blanc sur case noire f2 · Roi blanc sur case blanche g2 | Roi noir sur case blanche g8 · Pion noir sur case noire a7 · Pion noir sur case blanche f7 · Pion noir sur case noire g7 · Pion noir sur case noire h6 · Pion noir sur case blanche d5 · Dame noire sur case blanche f5 · Cavalier noir sur case noire d4 · Pion blanc sur case blanche b3 · Cavalier blanc sur case blanche d3 · Pion blanc sur case noire g3 · Pion blanc sur case blanche h3 · Pion blanc sur case blanche a2 · Dame blanche sur case blanche e2 · Pion blanc sur case noire f2 · Roi blanc sur case blanche g2 | Roi noir sur case blanche g8 · Pion noir sur case noire a7 · Pion noir sur case blanche f7 · Pion noir sur case noire g7 · Pion noir sur case noire h6 · Pion noir sur case blanche d5 · Dame noire sur case blanche f5 · Cavalier noir sur case noire d4 · Pion blanc sur case blanche b3 · Cavalier blanc sur case blanche d3 · Pion blanc sur case noire g3 · Pion blanc sur case blanche h3 · Pion blanc sur case blanche a2 · Dame blanche sur case blanche e2 · Pion blanc sur case noire f2 · Roi blanc sur case blanche g2 | Roi noir sur case blanche g8 · Pion noir sur case noire a7 · Pion noir sur case blanche f7 · Pion noir sur case noire g7 · Pion noir sur case noire h6 · Pion noir sur case blanche d5 · Dame noire sur case blanche f5 · Cavalier noir sur case noire d4 · Pion blanc sur case blanche b3 · Cavalier blanc sur case blanche d3 · Pion blanc sur case noire g3 · Pion blanc sur case blanche h3 · Pion blanc sur case blanche a2 · Dame blanche sur case blanche e2 · Pion blanc sur case noire f2 · Roi blanc sur case blanche g2 | Roi noir sur case blanche g8 · Pion noir sur case noire a7 · Pion noir sur case blanche f7 · Pion noir sur case noire g7 · Pion noir sur case noire h6 · Pion noir sur case blanche d5 · Dame noire sur case blanche f5 · Cavalier noir sur case noire d4 · Pion blanc sur case blanche b3 · Cavalier blanc sur case blanche d3 · Pion blanc sur case noire g3 · Pion blanc sur case blanche h3 · Pion blanc sur case blanche a2 · Dame blanche sur case blanche e2 · Pion blanc sur case noire f2 · Roi blanc sur case blanche g2 | Roi noir sur case blanche g8 · Pion noir sur case noire a7 · Pion noir sur case blanche f7 · Pion noir sur case noire g7 · Pion noir sur case noire h6 · Pion noir sur case blanche d5 · Dame noire sur case blanche f5 · Cavalier noir sur case noire d4 · Pion blanc sur case blanche b3 · Cavalier blanc sur case blanche d3 · Pion blanc sur case noire g3 · Pion blanc sur case blanche h3 · Pion blanc sur case blanche a2 · Dame blanche sur case blanche e2 · Pion blanc sur case noire f2 · Roi blanc sur case blanche g2 | 2 |
| 1 | Roi noir sur case blanche g8 · Pion noir sur case noire a7 · Pion noir sur case blanche f7 · Pion noir sur case noire g7 · Pion noir sur case noire h6 · Pion noir sur case blanche d5 · Dame noire sur case blanche f5 · Cavalier noir sur case noire d4 · Pion blanc sur case blanche b3 · Cavalier blanc sur case blanche d3 · Pion blanc sur case noire g3 · Pion blanc sur case blanche h3 · Pion blanc sur case blanche a2 · Dame blanche sur case blanche e2 · Pion blanc sur case noire f2 · Roi blanc sur case blanche g2 | Roi noir sur case blanche g8 · Pion noir sur case noire a7 · Pion noir sur case blanche f7 · Pion noir sur case noire g7 · Pion noir sur case noire h6 · Pion noir sur case blanche d5 · Dame noire sur case blanche f5 · Cavalier noir sur case noire d4 · Pion blanc sur case blanche b3 · Cavalier blanc sur case blanche d3 · Pion blanc sur case noire g3 · Pion blanc sur case blanche h3 · Pion blanc sur case blanche a2 · Dame blanche sur case blanche e2 · Pion blanc sur case noire f2 · Roi blanc sur case blanche g2 | Roi noir sur case blanche g8 · Pion noir sur case noire a7 · Pion noir sur case blanche f7 · Pion noir sur case noire g7 · Pion noir sur case noire h6 · Pion noir sur case blanche d5 · Dame noire sur case blanche f5 · Cavalier noir sur case noire d4 · Pion blanc sur case blanche b3 · Cavalier blanc sur case blanche d3 · Pion blanc sur case noire g3 · Pion blanc sur case blanche h3 · Pion blanc sur case blanche a2 · Dame blanche sur case blanche e2 · Pion blanc sur case noire f2 · Roi blanc sur case blanche g2 | Roi noir sur case blanche g8 · Pion noir sur case noire a7 · Pion noir sur case blanche f7 · Pion noir sur case noire g7 · Pion noir sur case noire h6 · Pion noir sur case blanche d5 · Dame noire sur case blanche f5 · Cavalier noir sur case noire d4 · Pion blanc sur case blanche b3 · Cavalier blanc sur case blanche d3 · Pion blanc sur case noire g3 · Pion blanc sur case blanche h3 · Pion blanc sur case blanche a2 · Dame blanche sur case blanche e2 · Pion blanc sur case noire f2 · Roi blanc sur case blanche g2 | Roi noir sur case blanche g8 · Pion noir sur case noire a7 · Pion noir sur case blanche f7 · Pion noir sur case noire g7 · Pion noir sur case noire h6 · Pion noir sur case blanche d5 · Dame noire sur case blanche f5 · Cavalier noir sur case noire d4 · Pion blanc sur case blanche b3 · Cavalier blanc sur case blanche d3 · Pion blanc sur case noire g3 · Pion blanc sur case blanche h3 · Pion blanc sur case blanche a2 · Dame blanche sur case blanche e2 · Pion blanc sur case noire f2 · Roi blanc sur case blanche g2 | Roi noir sur case blanche g8 · Pion noir sur case noire a7 · Pion noir sur case blanche f7 · Pion noir sur case noire g7 · Pion noir sur case noire h6 · Pion noir sur case blanche d5 · Dame noire sur case blanche f5 · Cavalier noir sur case noire d4 · Pion blanc sur case blanche b3 · Cavalier blanc sur case blanche d3 · Pion blanc sur case noire g3 · Pion blanc sur case blanche h3 · Pion blanc sur case blanche a2 · Dame blanche sur case blanche e2 · Pion blanc sur case noire f2 · Roi blanc sur case blanche g2 | Roi noir sur case blanche g8 · Pion noir sur case noire a7 · Pion noir sur case blanche f7 · Pion noir sur case noire g7 · Pion noir sur case noire h6 · Pion noir sur case blanche d5 · Dame noire sur case blanche f5 · Cavalier noir sur case noire d4 · Pion blanc sur case blanche b3 · Cavalier blanc sur case blanche d3 · Pion blanc sur case noire g3 · Pion blanc sur case blanche h3 · Pion blanc sur case blanche a2 · Dame blanche sur case blanche e2 · Pion blanc sur case noire f2 · Roi blanc sur case blanche g2 | Roi noir sur case blanche g8 · Pion noir sur case noire a7 · Pion noir sur case blanche f7 · Pion noir sur case noire g7 · Pion noir sur case noire h6 · Pion noir sur case blanche d5 · Dame noire sur case blanche f5 · Cavalier noir sur case noire d4 · Pion blanc sur case blanche b3 · Cavalier blanc sur case blanche d3 · Pion blanc sur case noire g3 · Pion blanc sur case blanche h3 · Pion blanc sur case blanche a2 · Dame blanche sur case blanche e2 · Pion blanc sur case noire f2 · Roi blanc sur case blanche g2 | 1 |
|   | a | b | c | d | e | f | g | h |   |

Carlsen ouvre par 1.e4 et Anand répond par une défense sicilienne. Carlsen choisit par la suite une variante secondaire mais devenue récemment très populaire à haut niveau. Plus loin dans la partie, Carlsen parvient à prendre l'initiative et, au vingt-quatrième coup, il a un avantage léger mais stable. Carlsen commet alors une imprécision, permettant à Anand d'échanger plusieurs pièces. Anand se montre très à l'aise après ces simplifications et, avec un jeu précis, il maintient une position égale qui résulte en une nulle par échec perpétuel au quarante-septième coup.
1. e4 c5 2. Cf3 e6 3. g3 Cc6 4. Fg2 d5 5. exd5 exd5 6. 0-0 Cf6 7. d4 Fe7 8. Fe3 cxd4 9. Cxd4 Fg4 10. Dd3 Dd7 11. Cd2 0-0 12. C2f3 Tfe8 13. Tfe1 Fd6 14. c3 h6 15. Df1 Fh5 16. h3 Fg6 17. Tad1 Tad8 18. Cxc6 bxc6 19. c4 Fe4 20. Fd4 Ch7 21. cxd5 Fxd5 22. Txe8+ Txe8 23. Dd3 Cf8 24. Ch4 Fe5 25. Fxd5 Dxd5 26. Fxe5 Dxe5 27. b3 Ce6 28. Cf3 Df6 29. Rg2 Td8 30. De2 Td5 31. Txd5 cxd5 32. Ce5 Df5 33. Cd3 Cd4 (diagramme) 34. g4 Dd7 35. De5 Ce6 36. Rg3 Db5 37. Cf4 Cxf4 38. Rxf4 Db4+ 39.Rf3 d4 40. De8+ Rh7 41. Dxf7 Dd2 42. Df5+ Rh8 43. h4 Dxa2 44. De6 Dd2 45. De8+ Rh7 46. De4+ Rh8 47. De8+ Rh7 ½–½

### Cinquième partie
Lors de la cinquième partie Anand ouvre à nouveau par 1. d4 et une défense ouest-indienne s'ensuit.  La partie s'est conclue par une nulle.
1. d4 Cf6 2. c4 e6 3. Cf3 b6 4. g3 Fb4+ 5. Fd2 Fe7 6. Cc3 Fb7 7. Fg2 c6 8. e4 d5 9. exd5 cxd5 10. Ce5 O-O 11. O-O Cc6 12. cxd5 Cxe5 13. d6 Cc6 14. dxe7 Dxe7 15. Fg5 h6 16. d5 Ca5 17. Fxf6 Dxf6 18. dxe6 Dxe6 19. Te1 Df6 20. Cd5 Fxd5 21. Fxd5 Tad8 22. Df3 Dxb2 23. Tad1 Df6 24. Dxf6 gxf6 25. Te7 Rg7 26. Txa7 Cc6 27. Tb7 Cb4 28. Fb3 Txd1+ 29. Fxd1 Cxa2 30. Txb6 Cc3 31. Ff3 f5 32. Rg2 Td8 33. Tc6 Ce4 34. Fxe4 fxe4 35. Tc4 f5 36. g4 Td2 37. gxf5 e3 38. Te4 Txf2+ 39. Rg3 Txf5 {Partie nulle d'un commun accord} 1/2-1/2

### Sixième partie
|   | a | b | c | d | e | f | g | h |   |
| 8 | Tour noire sur case blanche g8 · Tour noire sur case noire h8 · Roi noir sur case blanche b7 · Pion noir sur case blanche f7 · Pion noir sur case noire b6 · Fou noir sur case blanche c6 · Pion noir sur case blanche e6 · Cavalier noir sur case blanche g6 · Pion noir sur case noire h6 · Pion noir sur case noire a5 · Pion noir sur case noire c5 · Pion blanc sur case noire e5 · Tour blanche sur case blanche h5 · Pion blanc sur case blanche c4 · Tour blanche sur case blanche g4 · Pion blanc sur case noire c3 · Fou blanc sur case noire e3 · Pion blanc sur case blanche a2 · Fou blanc sur case blanche c2 · Roi blanc sur case noire d2 · Pion blanc sur case noire f2 · Pion blanc sur case blanche g2 | Tour noire sur case blanche g8 · Tour noire sur case noire h8 · Roi noir sur case blanche b7 · Pion noir sur case blanche f7 · Pion noir sur case noire b6 · Fou noir sur case blanche c6 · Pion noir sur case blanche e6 · Cavalier noir sur case blanche g6 · Pion noir sur case noire h6 · Pion noir sur case noire a5 · Pion noir sur case noire c5 · Pion blanc sur case noire e5 · Tour blanche sur case blanche h5 · Pion blanc sur case blanche c4 · Tour blanche sur case blanche g4 · Pion blanc sur case noire c3 · Fou blanc sur case noire e3 · Pion blanc sur case blanche a2 · Fou blanc sur case blanche c2 · Roi blanc sur case noire d2 · Pion blanc sur case noire f2 · Pion blanc sur case blanche g2 | Tour noire sur case blanche g8 · Tour noire sur case noire h8 · Roi noir sur case blanche b7 · Pion noir sur case blanche f7 · Pion noir sur case noire b6 · Fou noir sur case blanche c6 · Pion noir sur case blanche e6 · Cavalier noir sur case blanche g6 · Pion noir sur case noire h6 · Pion noir sur case noire a5 · Pion noir sur case noire c5 · Pion blanc sur case noire e5 · Tour blanche sur case blanche h5 · Pion blanc sur case blanche c4 · Tour blanche sur case blanche g4 · Pion blanc sur case noire c3 · Fou blanc sur case noire e3 · Pion blanc sur case blanche a2 · Fou blanc sur case blanche c2 · Roi blanc sur case noire d2 · Pion blanc sur case noire f2 · Pion blanc sur case blanche g2 | Tour noire sur case blanche g8 · Tour noire sur case noire h8 · Roi noir sur case blanche b7 · Pion noir sur case blanche f7 · Pion noir sur case noire b6 · Fou noir sur case blanche c6 · Pion noir sur case blanche e6 · Cavalier noir sur case blanche g6 · Pion noir sur case noire h6 · Pion noir sur case noire a5 · Pion noir sur case noire c5 · Pion blanc sur case noire e5 · Tour blanche sur case blanche h5 · Pion blanc sur case blanche c4 · Tour blanche sur case blanche g4 · Pion blanc sur case noire c3 · Fou blanc sur case noire e3 · Pion blanc sur case blanche a2 · Fou blanc sur case blanche c2 · Roi blanc sur case noire d2 · Pion blanc sur case noire f2 · Pion blanc sur case blanche g2 | Tour noire sur case blanche g8 · Tour noire sur case noire h8 · Roi noir sur case blanche b7 · Pion noir sur case blanche f7 · Pion noir sur case noire b6 · Fou noir sur case blanche c6 · Pion noir sur case blanche e6 · Cavalier noir sur case blanche g6 · Pion noir sur case noire h6 · Pion noir sur case noire a5 · Pion noir sur case noire c5 · Pion blanc sur case noire e5 · Tour blanche sur case blanche h5 · Pion blanc sur case blanche c4 · Tour blanche sur case blanche g4 · Pion blanc sur case noire c3 · Fou blanc sur case noire e3 · Pion blanc sur case blanche a2 · Fou blanc sur case blanche c2 · Roi blanc sur case noire d2 · Pion blanc sur case noire f2 · Pion blanc sur case blanche g2 | Tour noire sur case blanche g8 · Tour noire sur case noire h8 · Roi noir sur case blanche b7 · Pion noir sur case blanche f7 · Pion noir sur case noire b6 · Fou noir sur case blanche c6 · Pion noir sur case blanche e6 · Cavalier noir sur case blanche g6 · Pion noir sur case noire h6 · Pion noir sur case noire a5 · Pion noir sur case noire c5 · Pion blanc sur case noire e5 · Tour blanche sur case blanche h5 · Pion blanc sur case blanche c4 · Tour blanche sur case blanche g4 · Pion blanc sur case noire c3 · Fou blanc sur case noire e3 · Pion blanc sur case blanche a2 · Fou blanc sur case blanche c2 · Roi blanc sur case noire d2 · Pion blanc sur case noire f2 · Pion blanc sur case blanche g2 | Tour noire sur case blanche g8 · Tour noire sur case noire h8 · Roi noir sur case blanche b7 · Pion noir sur case blanche f7 · Pion noir sur case noire b6 · Fou noir sur case blanche c6 · Pion noir sur case blanche e6 · Cavalier noir sur case blanche g6 · Pion noir sur case noire h6 · Pion noir sur case noire a5 · Pion noir sur case noire c5 · Pion blanc sur case noire e5 · Tour blanche sur case blanche h5 · Pion blanc sur case blanche c4 · Tour blanche sur case blanche g4 · Pion blanc sur case noire c3 · Fou blanc sur case noire e3 · Pion blanc sur case blanche a2 · Fou blanc sur case blanche c2 · Roi blanc sur case noire d2 · Pion blanc sur case noire f2 · Pion blanc sur case blanche g2 | Tour noire sur case blanche g8 · Tour noire sur case noire h8 · Roi noir sur case blanche b7 · Pion noir sur case blanche f7 · Pion noir sur case noire b6 · Fou noir sur case blanche c6 · Pion noir sur case blanche e6 · Cavalier noir sur case blanche g6 · Pion noir sur case noire h6 · Pion noir sur case noire a5 · Pion noir sur case noire c5 · Pion blanc sur case noire e5 · Tour blanche sur case blanche h5 · Pion blanc sur case blanche c4 · Tour blanche sur case blanche g4 · Pion blanc sur case noire c3 · Fou blanc sur case noire e3 · Pion blanc sur case blanche a2 · Fou blanc sur case blanche c2 · Roi blanc sur case noire d2 · Pion blanc sur case noire f2 · Pion blanc sur case blanche g2 | 8 |
| 7 | Tour noire sur case blanche g8 · Tour noire sur case noire h8 · Roi noir sur case blanche b7 · Pion noir sur case blanche f7 · Pion noir sur case noire b6 · Fou noir sur case blanche c6 · Pion noir sur case blanche e6 · Cavalier noir sur case blanche g6 · Pion noir sur case noire h6 · Pion noir sur case noire a5 · Pion noir sur case noire c5 · Pion blanc sur case noire e5 · Tour blanche sur case blanche h5 · Pion blanc sur case blanche c4 · Tour blanche sur case blanche g4 · Pion blanc sur case noire c3 · Fou blanc sur case noire e3 · Pion blanc sur case blanche a2 · Fou blanc sur case blanche c2 · Roi blanc sur case noire d2 · Pion blanc sur case noire f2 · Pion blanc sur case blanche g2 | Tour noire sur case blanche g8 · Tour noire sur case noire h8 · Roi noir sur case blanche b7 · Pion noir sur case blanche f7 · Pion noir sur case noire b6 · Fou noir sur case blanche c6 · Pion noir sur case blanche e6 · Cavalier noir sur case blanche g6 · Pion noir sur case noire h6 · Pion noir sur case noire a5 · Pion noir sur case noire c5 · Pion blanc sur case noire e5 · Tour blanche sur case blanche h5 · Pion blanc sur case blanche c4 · Tour blanche sur case blanche g4 · Pion blanc sur case noire c3 · Fou blanc sur case noire e3 · Pion blanc sur case blanche a2 · Fou blanc sur case blanche c2 · Roi blanc sur case noire d2 · Pion blanc sur case noire f2 · Pion blanc sur case blanche g2 | Tour noire sur case blanche g8 · Tour noire sur case noire h8 · Roi noir sur case blanche b7 · Pion noir sur case blanche f7 · Pion noir sur case noire b6 · Fou noir sur case blanche c6 · Pion noir sur case blanche e6 · Cavalier noir sur case blanche g6 · Pion noir sur case noire h6 · Pion noir sur case noire a5 · Pion noir sur case noire c5 · Pion blanc sur case noire e5 · Tour blanche sur case blanche h5 · Pion blanc sur case blanche c4 · Tour blanche sur case blanche g4 · Pion blanc sur case noire c3 · Fou blanc sur case noire e3 · Pion blanc sur case blanche a2 · Fou blanc sur case blanche c2 · Roi blanc sur case noire d2 · Pion blanc sur case noire f2 · Pion blanc sur case blanche g2 | Tour noire sur case blanche g8 · Tour noire sur case noire h8 · Roi noir sur case blanche b7 · Pion noir sur case blanche f7 · Pion noir sur case noire b6 · Fou noir sur case blanche c6 · Pion noir sur case blanche e6 · Cavalier noir sur case blanche g6 · Pion noir sur case noire h6 · Pion noir sur case noire a5 · Pion noir sur case noire c5 · Pion blanc sur case noire e5 · Tour blanche sur case blanche h5 · Pion blanc sur case blanche c4 · Tour blanche sur case blanche g4 · Pion blanc sur case noire c3 · Fou blanc sur case noire e3 · Pion blanc sur case blanche a2 · Fou blanc sur case blanche c2 · Roi blanc sur case noire d2 · Pion blanc sur case noire f2 · Pion blanc sur case blanche g2 | Tour noire sur case blanche g8 · Tour noire sur case noire h8 · Roi noir sur case blanche b7 · Pion noir sur case blanche f7 · Pion noir sur case noire b6 · Fou noir sur case blanche c6 · Pion noir sur case blanche e6 · Cavalier noir sur case blanche g6 · Pion noir sur case noire h6 · Pion noir sur case noire a5 · Pion noir sur case noire c5 · Pion blanc sur case noire e5 · Tour blanche sur case blanche h5 · Pion blanc sur case blanche c4 · Tour blanche sur case blanche g4 · Pion blanc sur case noire c3 · Fou blanc sur case noire e3 · Pion blanc sur case blanche a2 · Fou blanc sur case blanche c2 · Roi blanc sur case noire d2 · Pion blanc sur case noire f2 · Pion blanc sur case blanche g2 | Tour noire sur case blanche g8 · Tour noire sur case noire h8 · Roi noir sur case blanche b7 · Pion noir sur case blanche f7 · Pion noir sur case noire b6 · Fou noir sur case blanche c6 · Pion noir sur case blanche e6 · Cavalier noir sur case blanche g6 · Pion noir sur case noire h6 · Pion noir sur case noire a5 · Pion noir sur case noire c5 · Pion blanc sur case noire e5 · Tour blanche sur case blanche h5 · Pion blanc sur case blanche c4 · Tour blanche sur case blanche g4 · Pion blanc sur case noire c3 · Fou blanc sur case noire e3 · Pion blanc sur case blanche a2 · Fou blanc sur case blanche c2 · Roi blanc sur case noire d2 · Pion blanc sur case noire f2 · Pion blanc sur case blanche g2 | Tour noire sur case blanche g8 · Tour noire sur case noire h8 · Roi noir sur case blanche b7 · Pion noir sur case blanche f7 · Pion noir sur case noire b6 · Fou noir sur case blanche c6 · Pion noir sur case blanche e6 · Cavalier noir sur case blanche g6 · Pion noir sur case noire h6 · Pion noir sur case noire a5 · Pion noir sur case noire c5 · Pion blanc sur case noire e5 · Tour blanche sur case blanche h5 · Pion blanc sur case blanche c4 · Tour blanche sur case blanche g4 · Pion blanc sur case noire c3 · Fou blanc sur case noire e3 · Pion blanc sur case blanche a2 · Fou blanc sur case blanche c2 · Roi blanc sur case noire d2 · Pion blanc sur case noire f2 · Pion blanc sur case blanche g2 | Tour noire sur case blanche g8 · Tour noire sur case noire h8 · Roi noir sur case blanche b7 · Pion noir sur case blanche f7 · Pion noir sur case noire b6 · Fou noir sur case blanche c6 · Pion noir sur case blanche e6 · Cavalier noir sur case blanche g6 · Pion noir sur case noire h6 · Pion noir sur case noire a5 · Pion noir sur case noire c5 · Pion blanc sur case noire e5 · Tour blanche sur case blanche h5 · Pion blanc sur case blanche c4 · Tour blanche sur case blanche g4 · Pion blanc sur case noire c3 · Fou blanc sur case noire e3 · Pion blanc sur case blanche a2 · Fou blanc sur case blanche c2 · Roi blanc sur case noire d2 · Pion blanc sur case noire f2 · Pion blanc sur case blanche g2 | 7 |
| 6 | Tour noire sur case blanche g8 · Tour noire sur case noire h8 · Roi noir sur case blanche b7 · Pion noir sur case blanche f7 · Pion noir sur case noire b6 · Fou noir sur case blanche c6 · Pion noir sur case blanche e6 · Cavalier noir sur case blanche g6 · Pion noir sur case noire h6 · Pion noir sur case noire a5 · Pion noir sur case noire c5 · Pion blanc sur case noire e5 · Tour blanche sur case blanche h5 · Pion blanc sur case blanche c4 · Tour blanche sur case blanche g4 · Pion blanc sur case noire c3 · Fou blanc sur case noire e3 · Pion blanc sur case blanche a2 · Fou blanc sur case blanche c2 · Roi blanc sur case noire d2 · Pion blanc sur case noire f2 · Pion blanc sur case blanche g2 | Tour noire sur case blanche g8 · Tour noire sur case noire h8 · Roi noir sur case blanche b7 · Pion noir sur case blanche f7 · Pion noir sur case noire b6 · Fou noir sur case blanche c6 · Pion noir sur case blanche e6 · Cavalier noir sur case blanche g6 · Pion noir sur case noire h6 · Pion noir sur case noire a5 · Pion noir sur case noire c5 · Pion blanc sur case noire e5 · Tour blanche sur case blanche h5 · Pion blanc sur case blanche c4 · Tour blanche sur case blanche g4 · Pion blanc sur case noire c3 · Fou blanc sur case noire e3 · Pion blanc sur case blanche a2 · Fou blanc sur case blanche c2 · Roi blanc sur case noire d2 · Pion blanc sur case noire f2 · Pion blanc sur case blanche g2 | Tour noire sur case blanche g8 · Tour noire sur case noire h8 · Roi noir sur case blanche b7 · Pion noir sur case blanche f7 · Pion noir sur case noire b6 · Fou noir sur case blanche c6 · Pion noir sur case blanche e6 · Cavalier noir sur case blanche g6 · Pion noir sur case noire h6 · Pion noir sur case noire a5 · Pion noir sur case noire c5 · Pion blanc sur case noire e5 · Tour blanche sur case blanche h5 · Pion blanc sur case blanche c4 · Tour blanche sur case blanche g4 · Pion blanc sur case noire c3 · Fou blanc sur case noire e3 · Pion blanc sur case blanche a2 · Fou blanc sur case blanche c2 · Roi blanc sur case noire d2 · Pion blanc sur case noire f2 · Pion blanc sur case blanche g2 | Tour noire sur case blanche g8 · Tour noire sur case noire h8 · Roi noir sur case blanche b7 · Pion noir sur case blanche f7 · Pion noir sur case noire b6 · Fou noir sur case blanche c6 · Pion noir sur case blanche e6 · Cavalier noir sur case blanche g6 · Pion noir sur case noire h6 · Pion noir sur case noire a5 · Pion noir sur case noire c5 · Pion blanc sur case noire e5 · Tour blanche sur case blanche h5 · Pion blanc sur case blanche c4 · Tour blanche sur case blanche g4 · Pion blanc sur case noire c3 · Fou blanc sur case noire e3 · Pion blanc sur case blanche a2 · Fou blanc sur case blanche c2 · Roi blanc sur case noire d2 · Pion blanc sur case noire f2 · Pion blanc sur case blanche g2 | Tour noire sur case blanche g8 · Tour noire sur case noire h8 · Roi noir sur case blanche b7 · Pion noir sur case blanche f7 · Pion noir sur case noire b6 · Fou noir sur case blanche c6 · Pion noir sur case blanche e6 · Cavalier noir sur case blanche g6 · Pion noir sur case noire h6 · Pion noir sur case noire a5 · Pion noir sur case noire c5 · Pion blanc sur case noire e5 · Tour blanche sur case blanche h5 · Pion blanc sur case blanche c4 · Tour blanche sur case blanche g4 · Pion blanc sur case noire c3 · Fou blanc sur case noire e3 · Pion blanc sur case blanche a2 · Fou blanc sur case blanche c2 · Roi blanc sur case noire d2 · Pion blanc sur case noire f2 · Pion blanc sur case blanche g2 | Tour noire sur case blanche g8 · Tour noire sur case noire h8 · Roi noir sur case blanche b7 · Pion noir sur case blanche f7 · Pion noir sur case noire b6 · Fou noir sur case blanche c6 · Pion noir sur case blanche e6 · Cavalier noir sur case blanche g6 · Pion noir sur case noire h6 · Pion noir sur case noire a5 · Pion noir sur case noire c5 · Pion blanc sur case noire e5 · Tour blanche sur case blanche h5 · Pion blanc sur case blanche c4 · Tour blanche sur case blanche g4 · Pion blanc sur case noire c3 · Fou blanc sur case noire e3 · Pion blanc sur case blanche a2 · Fou blanc sur case blanche c2 · Roi blanc sur case noire d2 · Pion blanc sur case noire f2 · Pion blanc sur case blanche g2 | Tour noire sur case blanche g8 · Tour noire sur case noire h8 · Roi noir sur case blanche b7 · Pion noir sur case blanche f7 · Pion noir sur case noire b6 · Fou noir sur case blanche c6 · Pion noir sur case blanche e6 · Cavalier noir sur case blanche g6 · Pion noir sur case noire h6 · Pion noir sur case noire a5 · Pion noir sur case noire c5 · Pion blanc sur case noire e5 · Tour blanche sur case blanche h5 · Pion blanc sur case blanche c4 · Tour blanche sur case blanche g4 · Pion blanc sur case noire c3 · Fou blanc sur case noire e3 · Pion blanc sur case blanche a2 · Fou blanc sur case blanche c2 · Roi blanc sur case noire d2 · Pion blanc sur case noire f2 · Pion blanc sur case blanche g2 | Tour noire sur case blanche g8 · Tour noire sur case noire h8 · Roi noir sur case blanche b7 · Pion noir sur case blanche f7 · Pion noir sur case noire b6 · Fou noir sur case blanche c6 · Pion noir sur case blanche e6 · Cavalier noir sur case blanche g6 · Pion noir sur case noire h6 · Pion noir sur case noire a5 · Pion noir sur case noire c5 · Pion blanc sur case noire e5 · Tour blanche sur case blanche h5 · Pion blanc sur case blanche c4 · Tour blanche sur case blanche g4 · Pion blanc sur case noire c3 · Fou blanc sur case noire e3 · Pion blanc sur case blanche a2 · Fou blanc sur case blanche c2 · Roi blanc sur case noire d2 · Pion blanc sur case noire f2 · Pion blanc sur case blanche g2 | 6 |
| 5 | Tour noire sur case blanche g8 · Tour noire sur case noire h8 · Roi noir sur case blanche b7 · Pion noir sur case blanche f7 · Pion noir sur case noire b6 · Fou noir sur case blanche c6 · Pion noir sur case blanche e6 · Cavalier noir sur case blanche g6 · Pion noir sur case noire h6 · Pion noir sur case noire a5 · Pion noir sur case noire c5 · Pion blanc sur case noire e5 · Tour blanche sur case blanche h5 · Pion blanc sur case blanche c4 · Tour blanche sur case blanche g4 · Pion blanc sur case noire c3 · Fou blanc sur case noire e3 · Pion blanc sur case blanche a2 · Fou blanc sur case blanche c2 · Roi blanc sur case noire d2 · Pion blanc sur case noire f2 · Pion blanc sur case blanche g2 | Tour noire sur case blanche g8 · Tour noire sur case noire h8 · Roi noir sur case blanche b7 · Pion noir sur case blanche f7 · Pion noir sur case noire b6 · Fou noir sur case blanche c6 · Pion noir sur case blanche e6 · Cavalier noir sur case blanche g6 · Pion noir sur case noire h6 · Pion noir sur case noire a5 · Pion noir sur case noire c5 · Pion blanc sur case noire e5 · Tour blanche sur case blanche h5 · Pion blanc sur case blanche c4 · Tour blanche sur case blanche g4 · Pion blanc sur case noire c3 · Fou blanc sur case noire e3 · Pion blanc sur case blanche a2 · Fou blanc sur case blanche c2 · Roi blanc sur case noire d2 · Pion blanc sur case noire f2 · Pion blanc sur case blanche g2 | Tour noire sur case blanche g8 · Tour noire sur case noire h8 · Roi noir sur case blanche b7 · Pion noir sur case blanche f7 · Pion noir sur case noire b6 · Fou noir sur case blanche c6 · Pion noir sur case blanche e6 · Cavalier noir sur case blanche g6 · Pion noir sur case noire h6 · Pion noir sur case noire a5 · Pion noir sur case noire c5 · Pion blanc sur case noire e5 · Tour blanche sur case blanche h5 · Pion blanc sur case blanche c4 · Tour blanche sur case blanche g4 · Pion blanc sur case noire c3 · Fou blanc sur case noire e3 · Pion blanc sur case blanche a2 · Fou blanc sur case blanche c2 · Roi blanc sur case noire d2 · Pion blanc sur case noire f2 · Pion blanc sur case blanche g2 | Tour noire sur case blanche g8 · Tour noire sur case noire h8 · Roi noir sur case blanche b7 · Pion noir sur case blanche f7 · Pion noir sur case noire b6 · Fou noir sur case blanche c6 · Pion noir sur case blanche e6 · Cavalier noir sur case blanche g6 · Pion noir sur case noire h6 · Pion noir sur case noire a5 · Pion noir sur case noire c5 · Pion blanc sur case noire e5 · Tour blanche sur case blanche h5 · Pion blanc sur case blanche c4 · Tour blanche sur case blanche g4 · Pion blanc sur case noire c3 · Fou blanc sur case noire e3 · Pion blanc sur case blanche a2 · Fou blanc sur case blanche c2 · Roi blanc sur case noire d2 · Pion blanc sur case noire f2 · Pion blanc sur case blanche g2 | Tour noire sur case blanche g8 · Tour noire sur case noire h8 · Roi noir sur case blanche b7 · Pion noir sur case blanche f7 · Pion noir sur case noire b6 · Fou noir sur case blanche c6 · Pion noir sur case blanche e6 · Cavalier noir sur case blanche g6 · Pion noir sur case noire h6 · Pion noir sur case noire a5 · Pion noir sur case noire c5 · Pion blanc sur case noire e5 · Tour blanche sur case blanche h5 · Pion blanc sur case blanche c4 · Tour blanche sur case blanche g4 · Pion blanc sur case noire c3 · Fou blanc sur case noire e3 · Pion blanc sur case blanche a2 · Fou blanc sur case blanche c2 · Roi blanc sur case noire d2 · Pion blanc sur case noire f2 · Pion blanc sur case blanche g2 | Tour noire sur case blanche g8 · Tour noire sur case noire h8 · Roi noir sur case blanche b7 · Pion noir sur case blanche f7 · Pion noir sur case noire b6 · Fou noir sur case blanche c6 · Pion noir sur case blanche e6 · Cavalier noir sur case blanche g6 · Pion noir sur case noire h6 · Pion noir sur case noire a5 · Pion noir sur case noire c5 · Pion blanc sur case noire e5 · Tour blanche sur case blanche h5 · Pion blanc sur case blanche c4 · Tour blanche sur case blanche g4 · Pion blanc sur case noire c3 · Fou blanc sur case noire e3 · Pion blanc sur case blanche a2 · Fou blanc sur case blanche c2 · Roi blanc sur case noire d2 · Pion blanc sur case noire f2 · Pion blanc sur case blanche g2 | Tour noire sur case blanche g8 · Tour noire sur case noire h8 · Roi noir sur case blanche b7 · Pion noir sur case blanche f7 · Pion noir sur case noire b6 · Fou noir sur case blanche c6 · Pion noir sur case blanche e6 · Cavalier noir sur case blanche g6 · Pion noir sur case noire h6 · Pion noir sur case noire a5 · Pion noir sur case noire c5 · Pion blanc sur case noire e5 · Tour blanche sur case blanche h5 · Pion blanc sur case blanche c4 · Tour blanche sur case blanche g4 · Pion blanc sur case noire c3 · Fou blanc sur case noire e3 · Pion blanc sur case blanche a2 · Fou blanc sur case blanche c2 · Roi blanc sur case noire d2 · Pion blanc sur case noire f2 · Pion blanc sur case blanche g2 | Tour noire sur case blanche g8 · Tour noire sur case noire h8 · Roi noir sur case blanche b7 · Pion noir sur case blanche f7 · Pion noir sur case noire b6 · Fou noir sur case blanche c6 · Pion noir sur case blanche e6 · Cavalier noir sur case blanche g6 · Pion noir sur case noire h6 · Pion noir sur case noire a5 · Pion noir sur case noire c5 · Pion blanc sur case noire e5 · Tour blanche sur case blanche h5 · Pion blanc sur case blanche c4 · Tour blanche sur case blanche g4 · Pion blanc sur case noire c3 · Fou blanc sur case noire e3 · Pion blanc sur case blanche a2 · Fou blanc sur case blanche c2 · Roi blanc sur case noire d2 · Pion blanc sur case noire f2 · Pion blanc sur case blanche g2 | 5 |
| 4 | Tour noire sur case blanche g8 · Tour noire sur case noire h8 · Roi noir sur case blanche b7 · Pion noir sur case blanche f7 · Pion noir sur case noire b6 · Fou noir sur case blanche c6 · Pion noir sur case blanche e6 · Cavalier noir sur case blanche g6 · Pion noir sur case noire h6 · Pion noir sur case noire a5 · Pion noir sur case noire c5 · Pion blanc sur case noire e5 · Tour blanche sur case blanche h5 · Pion blanc sur case blanche c4 · Tour blanche sur case blanche g4 · Pion blanc sur case noire c3 · Fou blanc sur case noire e3 · Pion blanc sur case blanche a2 · Fou blanc sur case blanche c2 · Roi blanc sur case noire d2 · Pion blanc sur case noire f2 · Pion blanc sur case blanche g2 | Tour noire sur case blanche g8 · Tour noire sur case noire h8 · Roi noir sur case blanche b7 · Pion noir sur case blanche f7 · Pion noir sur case noire b6 · Fou noir sur case blanche c6 · Pion noir sur case blanche e6 · Cavalier noir sur case blanche g6 · Pion noir sur case noire h6 · Pion noir sur case noire a5 · Pion noir sur case noire c5 · Pion blanc sur case noire e5 · Tour blanche sur case blanche h5 · Pion blanc sur case blanche c4 · Tour blanche sur case blanche g4 · Pion blanc sur case noire c3 · Fou blanc sur case noire e3 · Pion blanc sur case blanche a2 · Fou blanc sur case blanche c2 · Roi blanc sur case noire d2 · Pion blanc sur case noire f2 · Pion blanc sur case blanche g2 | Tour noire sur case blanche g8 · Tour noire sur case noire h8 · Roi noir sur case blanche b7 · Pion noir sur case blanche f7 · Pion noir sur case noire b6 · Fou noir sur case blanche c6 · Pion noir sur case blanche e6 · Cavalier noir sur case blanche g6 · Pion noir sur case noire h6 · Pion noir sur case noire a5 · Pion noir sur case noire c5 · Pion blanc sur case noire e5 · Tour blanche sur case blanche h5 · Pion blanc sur case blanche c4 · Tour blanche sur case blanche g4 · Pion blanc sur case noire c3 · Fou blanc sur case noire e3 · Pion blanc sur case blanche a2 · Fou blanc sur case blanche c2 · Roi blanc sur case noire d2 · Pion blanc sur case noire f2 · Pion blanc sur case blanche g2 | Tour noire sur case blanche g8 · Tour noire sur case noire h8 · Roi noir sur case blanche b7 · Pion noir sur case blanche f7 · Pion noir sur case noire b6 · Fou noir sur case blanche c6 · Pion noir sur case blanche e6 · Cavalier noir sur case blanche g6 · Pion noir sur case noire h6 · Pion noir sur case noire a5 · Pion noir sur case noire c5 · Pion blanc sur case noire e5 · Tour blanche sur case blanche h5 · Pion blanc sur case blanche c4 · Tour blanche sur case blanche g4 · Pion blanc sur case noire c3 · Fou blanc sur case noire e3 · Pion blanc sur case blanche a2 · Fou blanc sur case blanche c2 · Roi blanc sur case noire d2 · Pion blanc sur case noire f2 · Pion blanc sur case blanche g2 | Tour noire sur case blanche g8 · Tour noire sur case noire h8 · Roi noir sur case blanche b7 · Pion noir sur case blanche f7 · Pion noir sur case noire b6 · Fou noir sur case blanche c6 · Pion noir sur case blanche e6 · Cavalier noir sur case blanche g6 · Pion noir sur case noire h6 · Pion noir sur case noire a5 · Pion noir sur case noire c5 · Pion blanc sur case noire e5 · Tour blanche sur case blanche h5 · Pion blanc sur case blanche c4 · Tour blanche sur case blanche g4 · Pion blanc sur case noire c3 · Fou blanc sur case noire e3 · Pion blanc sur case blanche a2 · Fou blanc sur case blanche c2 · Roi blanc sur case noire d2 · Pion blanc sur case noire f2 · Pion blanc sur case blanche g2 | Tour noire sur case blanche g8 · Tour noire sur case noire h8 · Roi noir sur case blanche b7 · Pion noir sur case blanche f7 · Pion noir sur case noire b6 · Fou noir sur case blanche c6 · Pion noir sur case blanche e6 · Cavalier noir sur case blanche g6 · Pion noir sur case noire h6 · Pion noir sur case noire a5 · Pion noir sur case noire c5 · Pion blanc sur case noire e5 · Tour blanche sur case blanche h5 · Pion blanc sur case blanche c4 · Tour blanche sur case blanche g4 · Pion blanc sur case noire c3 · Fou blanc sur case noire e3 · Pion blanc sur case blanche a2 · Fou blanc sur case blanche c2 · Roi blanc sur case noire d2 · Pion blanc sur case noire f2 · Pion blanc sur case blanche g2 | Tour noire sur case blanche g8 · Tour noire sur case noire h8 · Roi noir sur case blanche b7 · Pion noir sur case blanche f7 · Pion noir sur case noire b6 · Fou noir sur case blanche c6 · Pion noir sur case blanche e6 · Cavalier noir sur case blanche g6 · Pion noir sur case noire h6 · Pion noir sur case noire a5 · Pion noir sur case noire c5 · Pion blanc sur case noire e5 · Tour blanche sur case blanche h5 · Pion blanc sur case blanche c4 · Tour blanche sur case blanche g4 · Pion blanc sur case noire c3 · Fou blanc sur case noire e3 · Pion blanc sur case blanche a2 · Fou blanc sur case blanche c2 · Roi blanc sur case noire d2 · Pion blanc sur case noire f2 · Pion blanc sur case blanche g2 | Tour noire sur case blanche g8 · Tour noire sur case noire h8 · Roi noir sur case blanche b7 · Pion noir sur case blanche f7 · Pion noir sur case noire b6 · Fou noir sur case blanche c6 · Pion noir sur case blanche e6 · Cavalier noir sur case blanche g6 · Pion noir sur case noire h6 · Pion noir sur case noire a5 · Pion noir sur case noire c5 · Pion blanc sur case noire e5 · Tour blanche sur case blanche h5 · Pion blanc sur case blanche c4 · Tour blanche sur case blanche g4 · Pion blanc sur case noire c3 · Fou blanc sur case noire e3 · Pion blanc sur case blanche a2 · Fou blanc sur case blanche c2 · Roi blanc sur case noire d2 · Pion blanc sur case noire f2 · Pion blanc sur case blanche g2 | 4 |
| 3 | Tour noire sur case blanche g8 · Tour noire sur case noire h8 · Roi noir sur case blanche b7 · Pion noir sur case blanche f7 · Pion noir sur case noire b6 · Fou noir sur case blanche c6 · Pion noir sur case blanche e6 · Cavalier noir sur case blanche g6 · Pion noir sur case noire h6 · Pion noir sur case noire a5 · Pion noir sur case noire c5 · Pion blanc sur case noire e5 · Tour blanche sur case blanche h5 · Pion blanc sur case blanche c4 · Tour blanche sur case blanche g4 · Pion blanc sur case noire c3 · Fou blanc sur case noire e3 · Pion blanc sur case blanche a2 · Fou blanc sur case blanche c2 · Roi blanc sur case noire d2 · Pion blanc sur case noire f2 · Pion blanc sur case blanche g2 | Tour noire sur case blanche g8 · Tour noire sur case noire h8 · Roi noir sur case blanche b7 · Pion noir sur case blanche f7 · Pion noir sur case noire b6 · Fou noir sur case blanche c6 · Pion noir sur case blanche e6 · Cavalier noir sur case blanche g6 · Pion noir sur case noire h6 · Pion noir sur case noire a5 · Pion noir sur case noire c5 · Pion blanc sur case noire e5 · Tour blanche sur case blanche h5 · Pion blanc sur case blanche c4 · Tour blanche sur case blanche g4 · Pion blanc sur case noire c3 · Fou blanc sur case noire e3 · Pion blanc sur case blanche a2 · Fou blanc sur case blanche c2 · Roi blanc sur case noire d2 · Pion blanc sur case noire f2 · Pion blanc sur case blanche g2 | Tour noire sur case blanche g8 · Tour noire sur case noire h8 · Roi noir sur case blanche b7 · Pion noir sur case blanche f7 · Pion noir sur case noire b6 · Fou noir sur case blanche c6 · Pion noir sur case blanche e6 · Cavalier noir sur case blanche g6 · Pion noir sur case noire h6 · Pion noir sur case noire a5 · Pion noir sur case noire c5 · Pion blanc sur case noire e5 · Tour blanche sur case blanche h5 · Pion blanc sur case blanche c4 · Tour blanche sur case blanche g4 · Pion blanc sur case noire c3 · Fou blanc sur case noire e3 · Pion blanc sur case blanche a2 · Fou blanc sur case blanche c2 · Roi blanc sur case noire d2 · Pion blanc sur case noire f2 · Pion blanc sur case blanche g2 | Tour noire sur case blanche g8 · Tour noire sur case noire h8 · Roi noir sur case blanche b7 · Pion noir sur case blanche f7 · Pion noir sur case noire b6 · Fou noir sur case blanche c6 · Pion noir sur case blanche e6 · Cavalier noir sur case blanche g6 · Pion noir sur case noire h6 · Pion noir sur case noire a5 · Pion noir sur case noire c5 · Pion blanc sur case noire e5 · Tour blanche sur case blanche h5 · Pion blanc sur case blanche c4 · Tour blanche sur case blanche g4 · Pion blanc sur case noire c3 · Fou blanc sur case noire e3 · Pion blanc sur case blanche a2 · Fou blanc sur case blanche c2 · Roi blanc sur case noire d2 · Pion blanc sur case noire f2 · Pion blanc sur case blanche g2 | Tour noire sur case blanche g8 · Tour noire sur case noire h8 · Roi noir sur case blanche b7 · Pion noir sur case blanche f7 · Pion noir sur case noire b6 · Fou noir sur case blanche c6 · Pion noir sur case blanche e6 · Cavalier noir sur case blanche g6 · Pion noir sur case noire h6 · Pion noir sur case noire a5 · Pion noir sur case noire c5 · Pion blanc sur case noire e5 · Tour blanche sur case blanche h5 · Pion blanc sur case blanche c4 · Tour blanche sur case blanche g4 · Pion blanc sur case noire c3 · Fou blanc sur case noire e3 · Pion blanc sur case blanche a2 · Fou blanc sur case blanche c2 · Roi blanc sur case noire d2 · Pion blanc sur case noire f2 · Pion blanc sur case blanche g2 | Tour noire sur case blanche g8 · Tour noire sur case noire h8 · Roi noir sur case blanche b7 · Pion noir sur case blanche f7 · Pion noir sur case noire b6 · Fou noir sur case blanche c6 · Pion noir sur case blanche e6 · Cavalier noir sur case blanche g6 · Pion noir sur case noire h6 · Pion noir sur case noire a5 · Pion noir sur case noire c5 · Pion blanc sur case noire e5 · Tour blanche sur case blanche h5 · Pion blanc sur case blanche c4 · Tour blanche sur case blanche g4 · Pion blanc sur case noire c3 · Fou blanc sur case noire e3 · Pion blanc sur case blanche a2 · Fou blanc sur case blanche c2 · Roi blanc sur case noire d2 · Pion blanc sur case noire f2 · Pion blanc sur case blanche g2 | Tour noire sur case blanche g8 · Tour noire sur case noire h8 · Roi noir sur case blanche b7 · Pion noir sur case blanche f7 · Pion noir sur case noire b6 · Fou noir sur case blanche c6 · Pion noir sur case blanche e6 · Cavalier noir sur case blanche g6 · Pion noir sur case noire h6 · Pion noir sur case noire a5 · Pion noir sur case noire c5 · Pion blanc sur case noire e5 · Tour blanche sur case blanche h5 · Pion blanc sur case blanche c4 · Tour blanche sur case blanche g4 · Pion blanc sur case noire c3 · Fou blanc sur case noire e3 · Pion blanc sur case blanche a2 · Fou blanc sur case blanche c2 · Roi blanc sur case noire d2 · Pion blanc sur case noire f2 · Pion blanc sur case blanche g2 | Tour noire sur case blanche g8 · Tour noire sur case noire h8 · Roi noir sur case blanche b7 · Pion noir sur case blanche f7 · Pion noir sur case noire b6 · Fou noir sur case blanche c6 · Pion noir sur case blanche e6 · Cavalier noir sur case blanche g6 · Pion noir sur case noire h6 · Pion noir sur case noire a5 · Pion noir sur case noire c5 · Pion blanc sur case noire e5 · Tour blanche sur case blanche h5 · Pion blanc sur case blanche c4 · Tour blanche sur case blanche g4 · Pion blanc sur case noire c3 · Fou blanc sur case noire e3 · Pion blanc sur case blanche a2 · Fou blanc sur case blanche c2 · Roi blanc sur case noire d2 · Pion blanc sur case noire f2 · Pion blanc sur case blanche g2 | 3 |
| 2 | Tour noire sur case blanche g8 · Tour noire sur case noire h8 · Roi noir sur case blanche b7 · Pion noir sur case blanche f7 · Pion noir sur case noire b6 · Fou noir sur case blanche c6 · Pion noir sur case blanche e6 · Cavalier noir sur case blanche g6 · Pion noir sur case noire h6 · Pion noir sur case noire a5 · Pion noir sur case noire c5 · Pion blanc sur case noire e5 · Tour blanche sur case blanche h5 · Pion blanc sur case blanche c4 · Tour blanche sur case blanche g4 · Pion blanc sur case noire c3 · Fou blanc sur case noire e3 · Pion blanc sur case blanche a2 · Fou blanc sur case blanche c2 · Roi blanc sur case noire d2 · Pion blanc sur case noire f2 · Pion blanc sur case blanche g2 | Tour noire sur case blanche g8 · Tour noire sur case noire h8 · Roi noir sur case blanche b7 · Pion noir sur case blanche f7 · Pion noir sur case noire b6 · Fou noir sur case blanche c6 · Pion noir sur case blanche e6 · Cavalier noir sur case blanche g6 · Pion noir sur case noire h6 · Pion noir sur case noire a5 · Pion noir sur case noire c5 · Pion blanc sur case noire e5 · Tour blanche sur case blanche h5 · Pion blanc sur case blanche c4 · Tour blanche sur case blanche g4 · Pion blanc sur case noire c3 · Fou blanc sur case noire e3 · Pion blanc sur case blanche a2 · Fou blanc sur case blanche c2 · Roi blanc sur case noire d2 · Pion blanc sur case noire f2 · Pion blanc sur case blanche g2 | Tour noire sur case blanche g8 · Tour noire sur case noire h8 · Roi noir sur case blanche b7 · Pion noir sur case blanche f7 · Pion noir sur case noire b6 · Fou noir sur case blanche c6 · Pion noir sur case blanche e6 · Cavalier noir sur case blanche g6 · Pion noir sur case noire h6 · Pion noir sur case noire a5 · Pion noir sur case noire c5 · Pion blanc sur case noire e5 · Tour blanche sur case blanche h5 · Pion blanc sur case blanche c4 · Tour blanche sur case blanche g4 · Pion blanc sur case noire c3 · Fou blanc sur case noire e3 · Pion blanc sur case blanche a2 · Fou blanc sur case blanche c2 · Roi blanc sur case noire d2 · Pion blanc sur case noire f2 · Pion blanc sur case blanche g2 | Tour noire sur case blanche g8 · Tour noire sur case noire h8 · Roi noir sur case blanche b7 · Pion noir sur case blanche f7 · Pion noir sur case noire b6 · Fou noir sur case blanche c6 · Pion noir sur case blanche e6 · Cavalier noir sur case blanche g6 · Pion noir sur case noire h6 · Pion noir sur case noire a5 · Pion noir sur case noire c5 · Pion blanc sur case noire e5 · Tour blanche sur case blanche h5 · Pion blanc sur case blanche c4 · Tour blanche sur case blanche g4 · Pion blanc sur case noire c3 · Fou blanc sur case noire e3 · Pion blanc sur case blanche a2 · Fou blanc sur case blanche c2 · Roi blanc sur case noire d2 · Pion blanc sur case noire f2 · Pion blanc sur case blanche g2 | Tour noire sur case blanche g8 · Tour noire sur case noire h8 · Roi noir sur case blanche b7 · Pion noir sur case blanche f7 · Pion noir sur case noire b6 · Fou noir sur case blanche c6 · Pion noir sur case blanche e6 · Cavalier noir sur case blanche g6 · Pion noir sur case noire h6 · Pion noir sur case noire a5 · Pion noir sur case noire c5 · Pion blanc sur case noire e5 · Tour blanche sur case blanche h5 · Pion blanc sur case blanche c4 · Tour blanche sur case blanche g4 · Pion blanc sur case noire c3 · Fou blanc sur case noire e3 · Pion blanc sur case blanche a2 · Fou blanc sur case blanche c2 · Roi blanc sur case noire d2 · Pion blanc sur case noire f2 · Pion blanc sur case blanche g2 | Tour noire sur case blanche g8 · Tour noire sur case noire h8 · Roi noir sur case blanche b7 · Pion noir sur case blanche f7 · Pion noir sur case noire b6 · Fou noir sur case blanche c6 · Pion noir sur case blanche e6 · Cavalier noir sur case blanche g6 · Pion noir sur case noire h6 · Pion noir sur case noire a5 · Pion noir sur case noire c5 · Pion blanc sur case noire e5 · Tour blanche sur case blanche h5 · Pion blanc sur case blanche c4 · Tour blanche sur case blanche g4 · Pion blanc sur case noire c3 · Fou blanc sur case noire e3 · Pion blanc sur case blanche a2 · Fou blanc sur case blanche c2 · Roi blanc sur case noire d2 · Pion blanc sur case noire f2 · Pion blanc sur case blanche g2 | Tour noire sur case blanche g8 · Tour noire sur case noire h8 · Roi noir sur case blanche b7 · Pion noir sur case blanche f7 · Pion noir sur case noire b6 · Fou noir sur case blanche c6 · Pion noir sur case blanche e6 · Cavalier noir sur case blanche g6 · Pion noir sur case noire h6 · Pion noir sur case noire a5 · Pion noir sur case noire c5 · Pion blanc sur case noire e5 · Tour blanche sur case blanche h5 · Pion blanc sur case blanche c4 · Tour blanche sur case blanche g4 · Pion blanc sur case noire c3 · Fou blanc sur case noire e3 · Pion blanc sur case blanche a2 · Fou blanc sur case blanche c2 · Roi blanc sur case noire d2 · Pion blanc sur case noire f2 · Pion blanc sur case blanche g2 | Tour noire sur case blanche g8 · Tour noire sur case noire h8 · Roi noir sur case blanche b7 · Pion noir sur case blanche f7 · Pion noir sur case noire b6 · Fou noir sur case blanche c6 · Pion noir sur case blanche e6 · Cavalier noir sur case blanche g6 · Pion noir sur case noire h6 · Pion noir sur case noire a5 · Pion noir sur case noire c5 · Pion blanc sur case noire e5 · Tour blanche sur case blanche h5 · Pion blanc sur case blanche c4 · Tour blanche sur case blanche g4 · Pion blanc sur case noire c3 · Fou blanc sur case noire e3 · Pion blanc sur case blanche a2 · Fou blanc sur case blanche c2 · Roi blanc sur case noire d2 · Pion blanc sur case noire f2 · Pion blanc sur case blanche g2 | 2 |
| 1 | Tour noire sur case blanche g8 · Tour noire sur case noire h8 · Roi noir sur case blanche b7 · Pion noir sur case blanche f7 · Pion noir sur case noire b6 · Fou noir sur case blanche c6 · Pion noir sur case blanche e6 · Cavalier noir sur case blanche g6 · Pion noir sur case noire h6 · Pion noir sur case noire a5 · Pion noir sur case noire c5 · Pion blanc sur case noire e5 · Tour blanche sur case blanche h5 · Pion blanc sur case blanche c4 · Tour blanche sur case blanche g4 · Pion blanc sur case noire c3 · Fou blanc sur case noire e3 · Pion blanc sur case blanche a2 · Fou blanc sur case blanche c2 · Roi blanc sur case noire d2 · Pion blanc sur case noire f2 · Pion blanc sur case blanche g2 | Tour noire sur case blanche g8 · Tour noire sur case noire h8 · Roi noir sur case blanche b7 · Pion noir sur case blanche f7 · Pion noir sur case noire b6 · Fou noir sur case blanche c6 · Pion noir sur case blanche e6 · Cavalier noir sur case blanche g6 · Pion noir sur case noire h6 · Pion noir sur case noire a5 · Pion noir sur case noire c5 · Pion blanc sur case noire e5 · Tour blanche sur case blanche h5 · Pion blanc sur case blanche c4 · Tour blanche sur case blanche g4 · Pion blanc sur case noire c3 · Fou blanc sur case noire e3 · Pion blanc sur case blanche a2 · Fou blanc sur case blanche c2 · Roi blanc sur case noire d2 · Pion blanc sur case noire f2 · Pion blanc sur case blanche g2 | Tour noire sur case blanche g8 · Tour noire sur case noire h8 · Roi noir sur case blanche b7 · Pion noir sur case blanche f7 · Pion noir sur case noire b6 · Fou noir sur case blanche c6 · Pion noir sur case blanche e6 · Cavalier noir sur case blanche g6 · Pion noir sur case noire h6 · Pion noir sur case noire a5 · Pion noir sur case noire c5 · Pion blanc sur case noire e5 · Tour blanche sur case blanche h5 · Pion blanc sur case blanche c4 · Tour blanche sur case blanche g4 · Pion blanc sur case noire c3 · Fou blanc sur case noire e3 · Pion blanc sur case blanche a2 · Fou blanc sur case blanche c2 · Roi blanc sur case noire d2 · Pion blanc sur case noire f2 · Pion blanc sur case blanche g2 | Tour noire sur case blanche g8 · Tour noire sur case noire h8 · Roi noir sur case blanche b7 · Pion noir sur case blanche f7 · Pion noir sur case noire b6 · Fou noir sur case blanche c6 · Pion noir sur case blanche e6 · Cavalier noir sur case blanche g6 · Pion noir sur case noire h6 · Pion noir sur case noire a5 · Pion noir sur case noire c5 · Pion blanc sur case noire e5 · Tour blanche sur case blanche h5 · Pion blanc sur case blanche c4 · Tour blanche sur case blanche g4 · Pion blanc sur case noire c3 · Fou blanc sur case noire e3 · Pion blanc sur case blanche a2 · Fou blanc sur case blanche c2 · Roi blanc sur case noire d2 · Pion blanc sur case noire f2 · Pion blanc sur case blanche g2 | Tour noire sur case blanche g8 · Tour noire sur case noire h8 · Roi noir sur case blanche b7 · Pion noir sur case blanche f7 · Pion noir sur case noire b6 · Fou noir sur case blanche c6 · Pion noir sur case blanche e6 · Cavalier noir sur case blanche g6 · Pion noir sur case noire h6 · Pion noir sur case noire a5 · Pion noir sur case noire c5 · Pion blanc sur case noire e5 · Tour blanche sur case blanche h5 · Pion blanc sur case blanche c4 · Tour blanche sur case blanche g4 · Pion blanc sur case noire c3 · Fou blanc sur case noire e3 · Pion blanc sur case blanche a2 · Fou blanc sur case blanche c2 · Roi blanc sur case noire d2 · Pion blanc sur case noire f2 · Pion blanc sur case blanche g2 | Tour noire sur case blanche g8 · Tour noire sur case noire h8 · Roi noir sur case blanche b7 · Pion noir sur case blanche f7 · Pion noir sur case noire b6 · Fou noir sur case blanche c6 · Pion noir sur case blanche e6 · Cavalier noir sur case blanche g6 · Pion noir sur case noire h6 · Pion noir sur case noire a5 · Pion noir sur case noire c5 · Pion blanc sur case noire e5 · Tour blanche sur case blanche h5 · Pion blanc sur case blanche c4 · Tour blanche sur case blanche g4 · Pion blanc sur case noire c3 · Fou blanc sur case noire e3 · Pion blanc sur case blanche a2 · Fou blanc sur case blanche c2 · Roi blanc sur case noire d2 · Pion blanc sur case noire f2 · Pion blanc sur case blanche g2 | Tour noire sur case blanche g8 · Tour noire sur case noire h8 · Roi noir sur case blanche b7 · Pion noir sur case blanche f7 · Pion noir sur case noire b6 · Fou noir sur case blanche c6 · Pion noir sur case blanche e6 · Cavalier noir sur case blanche g6 · Pion noir sur case noire h6 · Pion noir sur case noire a5 · Pion noir sur case noire c5 · Pion blanc sur case noire e5 · Tour blanche sur case blanche h5 · Pion blanc sur case blanche c4 · Tour blanche sur case blanche g4 · Pion blanc sur case noire c3 · Fou blanc sur case noire e3 · Pion blanc sur case blanche a2 · Fou blanc sur case blanche c2 · Roi blanc sur case noire d2 · Pion blanc sur case noire f2 · Pion blanc sur case blanche g2 | Tour noire sur case blanche g8 · Tour noire sur case noire h8 · Roi noir sur case blanche b7 · Pion noir sur case blanche f7 · Pion noir sur case noire b6 · Fou noir sur case blanche c6 · Pion noir sur case blanche e6 · Cavalier noir sur case blanche g6 · Pion noir sur case noire h6 · Pion noir sur case noire a5 · Pion noir sur case noire c5 · Pion blanc sur case noire e5 · Tour blanche sur case blanche h5 · Pion blanc sur case blanche c4 · Tour blanche sur case blanche g4 · Pion blanc sur case noire c3 · Fou blanc sur case noire e3 · Pion blanc sur case blanche a2 · Fou blanc sur case blanche c2 · Roi blanc sur case noire d2 · Pion blanc sur case noire f2 · Pion blanc sur case blanche g2 | 1 |
|   | a | b | c | d | e | f | g | h |   |

La sixième partie est remportée par Carlsen. L'ouverture est une Sicilienne Kan dans laquelle Carlsen choisit l'étau de Maroczy avec 5.c4. Les dames sont rapidement échangées et les Blancs disposent d'un avantage d'espace, la paire de fous et des opportunités d'exploiter les faiblesses des Noirs, mais leur structure de pions est compromise et souffre de pions doublés sur la colonne c.
Carlsen obtient une position confortable mais les Noirs ont de bonnes possibilités défensives. Une combinaison qui aurait pu renverser le cours de la partie a échappé aux deux joueurs : dans la position du diagramme, les Noirs au trait peuvent jouer 26... Cxe5! car sur 27. Txg8 il existe le coup intermédiaire 27... Cxc4+.
1. e4 c5 2. Cf3 e6 3. d4 cxd4 4. Cxd4 a6 5. c4 Cf6 6. Cc3 Fb4 7. Dd3 Cc6 8. Cxc6 dxc6 9. Dxd8+ Rxd8 10. e5 Cd7 11. Ff4 Fxc3 12. bxc3 Rc7 13. h4 b6 14. h5 h6 15. O-O-O Fb7 16. Td3 c5 17. Tg3 Tag8 18. Fd3 Cf8 19. Fe3 g6 20. hxg6 Cxg6 21. Th5 Fc6 22. Fc2 Rb7 23. Tg4 a5 24. Fd1 Td8 25. Fc2 Tdg8 26. Rd2 (diagramme) a4 27. Re2 a3 28. f3 Td8 29. Re1 Td7 30. Fc1 Ta8 31. Re2 Fa4 32. Fe4 Fc6 33. Fxg6 fxg6 34. Txg6 Fa4 35. Txe6 Td1 36. Fxa3 Ta1 37. Re3 Fc2 38. Te7 Les Noirs abandonnent 1-0 

### Septième partie
|   | a | b | c | d | e | f | g | h |   |
| 8 | Roi noir sur case noire d8 · Tour noire sur case blanche g8 · Pion noir sur case noire a7 · Pion noir sur case blanche b7 · Pion noir sur case noire c7 · Fou noir sur case blanche e6 · Pion noir sur case noire c5 · Pion noir sur case noire e5 · Tour blanche sur case blanche h5 · Pion blanc sur case blanche g4 · Pion blanc sur case blanche f3 · Cavalier blanc sur case noire g3 · Pion blanc sur case noire b2 · Pion blanc sur case blanche c2 · Roi blanc sur case noire f2 | Roi noir sur case noire d8 · Tour noire sur case blanche g8 · Pion noir sur case noire a7 · Pion noir sur case blanche b7 · Pion noir sur case noire c7 · Fou noir sur case blanche e6 · Pion noir sur case noire c5 · Pion noir sur case noire e5 · Tour blanche sur case blanche h5 · Pion blanc sur case blanche g4 · Pion blanc sur case blanche f3 · Cavalier blanc sur case noire g3 · Pion blanc sur case noire b2 · Pion blanc sur case blanche c2 · Roi blanc sur case noire f2 | Roi noir sur case noire d8 · Tour noire sur case blanche g8 · Pion noir sur case noire a7 · Pion noir sur case blanche b7 · Pion noir sur case noire c7 · Fou noir sur case blanche e6 · Pion noir sur case noire c5 · Pion noir sur case noire e5 · Tour blanche sur case blanche h5 · Pion blanc sur case blanche g4 · Pion blanc sur case blanche f3 · Cavalier blanc sur case noire g3 · Pion blanc sur case noire b2 · Pion blanc sur case blanche c2 · Roi blanc sur case noire f2 | Roi noir sur case noire d8 · Tour noire sur case blanche g8 · Pion noir sur case noire a7 · Pion noir sur case blanche b7 · Pion noir sur case noire c7 · Fou noir sur case blanche e6 · Pion noir sur case noire c5 · Pion noir sur case noire e5 · Tour blanche sur case blanche h5 · Pion blanc sur case blanche g4 · Pion blanc sur case blanche f3 · Cavalier blanc sur case noire g3 · Pion blanc sur case noire b2 · Pion blanc sur case blanche c2 · Roi blanc sur case noire f2 | Roi noir sur case noire d8 · Tour noire sur case blanche g8 · Pion noir sur case noire a7 · Pion noir sur case blanche b7 · Pion noir sur case noire c7 · Fou noir sur case blanche e6 · Pion noir sur case noire c5 · Pion noir sur case noire e5 · Tour blanche sur case blanche h5 · Pion blanc sur case blanche g4 · Pion blanc sur case blanche f3 · Cavalier blanc sur case noire g3 · Pion blanc sur case noire b2 · Pion blanc sur case blanche c2 · Roi blanc sur case noire f2 | Roi noir sur case noire d8 · Tour noire sur case blanche g8 · Pion noir sur case noire a7 · Pion noir sur case blanche b7 · Pion noir sur case noire c7 · Fou noir sur case blanche e6 · Pion noir sur case noire c5 · Pion noir sur case noire e5 · Tour blanche sur case blanche h5 · Pion blanc sur case blanche g4 · Pion blanc sur case blanche f3 · Cavalier blanc sur case noire g3 · Pion blanc sur case noire b2 · Pion blanc sur case blanche c2 · Roi blanc sur case noire f2 | Roi noir sur case noire d8 · Tour noire sur case blanche g8 · Pion noir sur case noire a7 · Pion noir sur case blanche b7 · Pion noir sur case noire c7 · Fou noir sur case blanche e6 · Pion noir sur case noire c5 · Pion noir sur case noire e5 · Tour blanche sur case blanche h5 · Pion blanc sur case blanche g4 · Pion blanc sur case blanche f3 · Cavalier blanc sur case noire g3 · Pion blanc sur case noire b2 · Pion blanc sur case blanche c2 · Roi blanc sur case noire f2 | Roi noir sur case noire d8 · Tour noire sur case blanche g8 · Pion noir sur case noire a7 · Pion noir sur case blanche b7 · Pion noir sur case noire c7 · Fou noir sur case blanche e6 · Pion noir sur case noire c5 · Pion noir sur case noire e5 · Tour blanche sur case blanche h5 · Pion blanc sur case blanche g4 · Pion blanc sur case blanche f3 · Cavalier blanc sur case noire g3 · Pion blanc sur case noire b2 · Pion blanc sur case blanche c2 · Roi blanc sur case noire f2 | 8 |
| 7 | Roi noir sur case noire d8 · Tour noire sur case blanche g8 · Pion noir sur case noire a7 · Pion noir sur case blanche b7 · Pion noir sur case noire c7 · Fou noir sur case blanche e6 · Pion noir sur case noire c5 · Pion noir sur case noire e5 · Tour blanche sur case blanche h5 · Pion blanc sur case blanche g4 · Pion blanc sur case blanche f3 · Cavalier blanc sur case noire g3 · Pion blanc sur case noire b2 · Pion blanc sur case blanche c2 · Roi blanc sur case noire f2 | Roi noir sur case noire d8 · Tour noire sur case blanche g8 · Pion noir sur case noire a7 · Pion noir sur case blanche b7 · Pion noir sur case noire c7 · Fou noir sur case blanche e6 · Pion noir sur case noire c5 · Pion noir sur case noire e5 · Tour blanche sur case blanche h5 · Pion blanc sur case blanche g4 · Pion blanc sur case blanche f3 · Cavalier blanc sur case noire g3 · Pion blanc sur case noire b2 · Pion blanc sur case blanche c2 · Roi blanc sur case noire f2 | Roi noir sur case noire d8 · Tour noire sur case blanche g8 · Pion noir sur case noire a7 · Pion noir sur case blanche b7 · Pion noir sur case noire c7 · Fou noir sur case blanche e6 · Pion noir sur case noire c5 · Pion noir sur case noire e5 · Tour blanche sur case blanche h5 · Pion blanc sur case blanche g4 · Pion blanc sur case blanche f3 · Cavalier blanc sur case noire g3 · Pion blanc sur case noire b2 · Pion blanc sur case blanche c2 · Roi blanc sur case noire f2 | Roi noir sur case noire d8 · Tour noire sur case blanche g8 · Pion noir sur case noire a7 · Pion noir sur case blanche b7 · Pion noir sur case noire c7 · Fou noir sur case blanche e6 · Pion noir sur case noire c5 · Pion noir sur case noire e5 · Tour blanche sur case blanche h5 · Pion blanc sur case blanche g4 · Pion blanc sur case blanche f3 · Cavalier blanc sur case noire g3 · Pion blanc sur case noire b2 · Pion blanc sur case blanche c2 · Roi blanc sur case noire f2 | Roi noir sur case noire d8 · Tour noire sur case blanche g8 · Pion noir sur case noire a7 · Pion noir sur case blanche b7 · Pion noir sur case noire c7 · Fou noir sur case blanche e6 · Pion noir sur case noire c5 · Pion noir sur case noire e5 · Tour blanche sur case blanche h5 · Pion blanc sur case blanche g4 · Pion blanc sur case blanche f3 · Cavalier blanc sur case noire g3 · Pion blanc sur case noire b2 · Pion blanc sur case blanche c2 · Roi blanc sur case noire f2 | Roi noir sur case noire d8 · Tour noire sur case blanche g8 · Pion noir sur case noire a7 · Pion noir sur case blanche b7 · Pion noir sur case noire c7 · Fou noir sur case blanche e6 · Pion noir sur case noire c5 · Pion noir sur case noire e5 · Tour blanche sur case blanche h5 · Pion blanc sur case blanche g4 · Pion blanc sur case blanche f3 · Cavalier blanc sur case noire g3 · Pion blanc sur case noire b2 · Pion blanc sur case blanche c2 · Roi blanc sur case noire f2 | Roi noir sur case noire d8 · Tour noire sur case blanche g8 · Pion noir sur case noire a7 · Pion noir sur case blanche b7 · Pion noir sur case noire c7 · Fou noir sur case blanche e6 · Pion noir sur case noire c5 · Pion noir sur case noire e5 · Tour blanche sur case blanche h5 · Pion blanc sur case blanche g4 · Pion blanc sur case blanche f3 · Cavalier blanc sur case noire g3 · Pion blanc sur case noire b2 · Pion blanc sur case blanche c2 · Roi blanc sur case noire f2 | Roi noir sur case noire d8 · Tour noire sur case blanche g8 · Pion noir sur case noire a7 · Pion noir sur case blanche b7 · Pion noir sur case noire c7 · Fou noir sur case blanche e6 · Pion noir sur case noire c5 · Pion noir sur case noire e5 · Tour blanche sur case blanche h5 · Pion blanc sur case blanche g4 · Pion blanc sur case blanche f3 · Cavalier blanc sur case noire g3 · Pion blanc sur case noire b2 · Pion blanc sur case blanche c2 · Roi blanc sur case noire f2 | 7 |
| 6 | Roi noir sur case noire d8 · Tour noire sur case blanche g8 · Pion noir sur case noire a7 · Pion noir sur case blanche b7 · Pion noir sur case noire c7 · Fou noir sur case blanche e6 · Pion noir sur case noire c5 · Pion noir sur case noire e5 · Tour blanche sur case blanche h5 · Pion blanc sur case blanche g4 · Pion blanc sur case blanche f3 · Cavalier blanc sur case noire g3 · Pion blanc sur case noire b2 · Pion blanc sur case blanche c2 · Roi blanc sur case noire f2 | Roi noir sur case noire d8 · Tour noire sur case blanche g8 · Pion noir sur case noire a7 · Pion noir sur case blanche b7 · Pion noir sur case noire c7 · Fou noir sur case blanche e6 · Pion noir sur case noire c5 · Pion noir sur case noire e5 · Tour blanche sur case blanche h5 · Pion blanc sur case blanche g4 · Pion blanc sur case blanche f3 · Cavalier blanc sur case noire g3 · Pion blanc sur case noire b2 · Pion blanc sur case blanche c2 · Roi blanc sur case noire f2 | Roi noir sur case noire d8 · Tour noire sur case blanche g8 · Pion noir sur case noire a7 · Pion noir sur case blanche b7 · Pion noir sur case noire c7 · Fou noir sur case blanche e6 · Pion noir sur case noire c5 · Pion noir sur case noire e5 · Tour blanche sur case blanche h5 · Pion blanc sur case blanche g4 · Pion blanc sur case blanche f3 · Cavalier blanc sur case noire g3 · Pion blanc sur case noire b2 · Pion blanc sur case blanche c2 · Roi blanc sur case noire f2 | Roi noir sur case noire d8 · Tour noire sur case blanche g8 · Pion noir sur case noire a7 · Pion noir sur case blanche b7 · Pion noir sur case noire c7 · Fou noir sur case blanche e6 · Pion noir sur case noire c5 · Pion noir sur case noire e5 · Tour blanche sur case blanche h5 · Pion blanc sur case blanche g4 · Pion blanc sur case blanche f3 · Cavalier blanc sur case noire g3 · Pion blanc sur case noire b2 · Pion blanc sur case blanche c2 · Roi blanc sur case noire f2 | Roi noir sur case noire d8 · Tour noire sur case blanche g8 · Pion noir sur case noire a7 · Pion noir sur case blanche b7 · Pion noir sur case noire c7 · Fou noir sur case blanche e6 · Pion noir sur case noire c5 · Pion noir sur case noire e5 · Tour blanche sur case blanche h5 · Pion blanc sur case blanche g4 · Pion blanc sur case blanche f3 · Cavalier blanc sur case noire g3 · Pion blanc sur case noire b2 · Pion blanc sur case blanche c2 · Roi blanc sur case noire f2 | Roi noir sur case noire d8 · Tour noire sur case blanche g8 · Pion noir sur case noire a7 · Pion noir sur case blanche b7 · Pion noir sur case noire c7 · Fou noir sur case blanche e6 · Pion noir sur case noire c5 · Pion noir sur case noire e5 · Tour blanche sur case blanche h5 · Pion blanc sur case blanche g4 · Pion blanc sur case blanche f3 · Cavalier blanc sur case noire g3 · Pion blanc sur case noire b2 · Pion blanc sur case blanche c2 · Roi blanc sur case noire f2 | Roi noir sur case noire d8 · Tour noire sur case blanche g8 · Pion noir sur case noire a7 · Pion noir sur case blanche b7 · Pion noir sur case noire c7 · Fou noir sur case blanche e6 · Pion noir sur case noire c5 · Pion noir sur case noire e5 · Tour blanche sur case blanche h5 · Pion blanc sur case blanche g4 · Pion blanc sur case blanche f3 · Cavalier blanc sur case noire g3 · Pion blanc sur case noire b2 · Pion blanc sur case blanche c2 · Roi blanc sur case noire f2 | Roi noir sur case noire d8 · Tour noire sur case blanche g8 · Pion noir sur case noire a7 · Pion noir sur case blanche b7 · Pion noir sur case noire c7 · Fou noir sur case blanche e6 · Pion noir sur case noire c5 · Pion noir sur case noire e5 · Tour blanche sur case blanche h5 · Pion blanc sur case blanche g4 · Pion blanc sur case blanche f3 · Cavalier blanc sur case noire g3 · Pion blanc sur case noire b2 · Pion blanc sur case blanche c2 · Roi blanc sur case noire f2 | 6 |
| 5 | Roi noir sur case noire d8 · Tour noire sur case blanche g8 · Pion noir sur case noire a7 · Pion noir sur case blanche b7 · Pion noir sur case noire c7 · Fou noir sur case blanche e6 · Pion noir sur case noire c5 · Pion noir sur case noire e5 · Tour blanche sur case blanche h5 · Pion blanc sur case blanche g4 · Pion blanc sur case blanche f3 · Cavalier blanc sur case noire g3 · Pion blanc sur case noire b2 · Pion blanc sur case blanche c2 · Roi blanc sur case noire f2 | Roi noir sur case noire d8 · Tour noire sur case blanche g8 · Pion noir sur case noire a7 · Pion noir sur case blanche b7 · Pion noir sur case noire c7 · Fou noir sur case blanche e6 · Pion noir sur case noire c5 · Pion noir sur case noire e5 · Tour blanche sur case blanche h5 · Pion blanc sur case blanche g4 · Pion blanc sur case blanche f3 · Cavalier blanc sur case noire g3 · Pion blanc sur case noire b2 · Pion blanc sur case blanche c2 · Roi blanc sur case noire f2 | Roi noir sur case noire d8 · Tour noire sur case blanche g8 · Pion noir sur case noire a7 · Pion noir sur case blanche b7 · Pion noir sur case noire c7 · Fou noir sur case blanche e6 · Pion noir sur case noire c5 · Pion noir sur case noire e5 · Tour blanche sur case blanche h5 · Pion blanc sur case blanche g4 · Pion blanc sur case blanche f3 · Cavalier blanc sur case noire g3 · Pion blanc sur case noire b2 · Pion blanc sur case blanche c2 · Roi blanc sur case noire f2 | Roi noir sur case noire d8 · Tour noire sur case blanche g8 · Pion noir sur case noire a7 · Pion noir sur case blanche b7 · Pion noir sur case noire c7 · Fou noir sur case blanche e6 · Pion noir sur case noire c5 · Pion noir sur case noire e5 · Tour blanche sur case blanche h5 · Pion blanc sur case blanche g4 · Pion blanc sur case blanche f3 · Cavalier blanc sur case noire g3 · Pion blanc sur case noire b2 · Pion blanc sur case blanche c2 · Roi blanc sur case noire f2 | Roi noir sur case noire d8 · Tour noire sur case blanche g8 · Pion noir sur case noire a7 · Pion noir sur case blanche b7 · Pion noir sur case noire c7 · Fou noir sur case blanche e6 · Pion noir sur case noire c5 · Pion noir sur case noire e5 · Tour blanche sur case blanche h5 · Pion blanc sur case blanche g4 · Pion blanc sur case blanche f3 · Cavalier blanc sur case noire g3 · Pion blanc sur case noire b2 · Pion blanc sur case blanche c2 · Roi blanc sur case noire f2 | Roi noir sur case noire d8 · Tour noire sur case blanche g8 · Pion noir sur case noire a7 · Pion noir sur case blanche b7 · Pion noir sur case noire c7 · Fou noir sur case blanche e6 · Pion noir sur case noire c5 · Pion noir sur case noire e5 · Tour blanche sur case blanche h5 · Pion blanc sur case blanche g4 · Pion blanc sur case blanche f3 · Cavalier blanc sur case noire g3 · Pion blanc sur case noire b2 · Pion blanc sur case blanche c2 · Roi blanc sur case noire f2 | Roi noir sur case noire d8 · Tour noire sur case blanche g8 · Pion noir sur case noire a7 · Pion noir sur case blanche b7 · Pion noir sur case noire c7 · Fou noir sur case blanche e6 · Pion noir sur case noire c5 · Pion noir sur case noire e5 · Tour blanche sur case blanche h5 · Pion blanc sur case blanche g4 · Pion blanc sur case blanche f3 · Cavalier blanc sur case noire g3 · Pion blanc sur case noire b2 · Pion blanc sur case blanche c2 · Roi blanc sur case noire f2 | Roi noir sur case noire d8 · Tour noire sur case blanche g8 · Pion noir sur case noire a7 · Pion noir sur case blanche b7 · Pion noir sur case noire c7 · Fou noir sur case blanche e6 · Pion noir sur case noire c5 · Pion noir sur case noire e5 · Tour blanche sur case blanche h5 · Pion blanc sur case blanche g4 · Pion blanc sur case blanche f3 · Cavalier blanc sur case noire g3 · Pion blanc sur case noire b2 · Pion blanc sur case blanche c2 · Roi blanc sur case noire f2 | 5 |
| 4 | Roi noir sur case noire d8 · Tour noire sur case blanche g8 · Pion noir sur case noire a7 · Pion noir sur case blanche b7 · Pion noir sur case noire c7 · Fou noir sur case blanche e6 · Pion noir sur case noire c5 · Pion noir sur case noire e5 · Tour blanche sur case blanche h5 · Pion blanc sur case blanche g4 · Pion blanc sur case blanche f3 · Cavalier blanc sur case noire g3 · Pion blanc sur case noire b2 · Pion blanc sur case blanche c2 · Roi blanc sur case noire f2 | Roi noir sur case noire d8 · Tour noire sur case blanche g8 · Pion noir sur case noire a7 · Pion noir sur case blanche b7 · Pion noir sur case noire c7 · Fou noir sur case blanche e6 · Pion noir sur case noire c5 · Pion noir sur case noire e5 · Tour blanche sur case blanche h5 · Pion blanc sur case blanche g4 · Pion blanc sur case blanche f3 · Cavalier blanc sur case noire g3 · Pion blanc sur case noire b2 · Pion blanc sur case blanche c2 · Roi blanc sur case noire f2 | Roi noir sur case noire d8 · Tour noire sur case blanche g8 · Pion noir sur case noire a7 · Pion noir sur case blanche b7 · Pion noir sur case noire c7 · Fou noir sur case blanche e6 · Pion noir sur case noire c5 · Pion noir sur case noire e5 · Tour blanche sur case blanche h5 · Pion blanc sur case blanche g4 · Pion blanc sur case blanche f3 · Cavalier blanc sur case noire g3 · Pion blanc sur case noire b2 · Pion blanc sur case blanche c2 · Roi blanc sur case noire f2 | Roi noir sur case noire d8 · Tour noire sur case blanche g8 · Pion noir sur case noire a7 · Pion noir sur case blanche b7 · Pion noir sur case noire c7 · Fou noir sur case blanche e6 · Pion noir sur case noire c5 · Pion noir sur case noire e5 · Tour blanche sur case blanche h5 · Pion blanc sur case blanche g4 · Pion blanc sur case blanche f3 · Cavalier blanc sur case noire g3 · Pion blanc sur case noire b2 · Pion blanc sur case blanche c2 · Roi blanc sur case noire f2 | Roi noir sur case noire d8 · Tour noire sur case blanche g8 · Pion noir sur case noire a7 · Pion noir sur case blanche b7 · Pion noir sur case noire c7 · Fou noir sur case blanche e6 · Pion noir sur case noire c5 · Pion noir sur case noire e5 · Tour blanche sur case blanche h5 · Pion blanc sur case blanche g4 · Pion blanc sur case blanche f3 · Cavalier blanc sur case noire g3 · Pion blanc sur case noire b2 · Pion blanc sur case blanche c2 · Roi blanc sur case noire f2 | Roi noir sur case noire d8 · Tour noire sur case blanche g8 · Pion noir sur case noire a7 · Pion noir sur case blanche b7 · Pion noir sur case noire c7 · Fou noir sur case blanche e6 · Pion noir sur case noire c5 · Pion noir sur case noire e5 · Tour blanche sur case blanche h5 · Pion blanc sur case blanche g4 · Pion blanc sur case blanche f3 · Cavalier blanc sur case noire g3 · Pion blanc sur case noire b2 · Pion blanc sur case blanche c2 · Roi blanc sur case noire f2 | Roi noir sur case noire d8 · Tour noire sur case blanche g8 · Pion noir sur case noire a7 · Pion noir sur case blanche b7 · Pion noir sur case noire c7 · Fou noir sur case blanche e6 · Pion noir sur case noire c5 · Pion noir sur case noire e5 · Tour blanche sur case blanche h5 · Pion blanc sur case blanche g4 · Pion blanc sur case blanche f3 · Cavalier blanc sur case noire g3 · Pion blanc sur case noire b2 · Pion blanc sur case blanche c2 · Roi blanc sur case noire f2 | Roi noir sur case noire d8 · Tour noire sur case blanche g8 · Pion noir sur case noire a7 · Pion noir sur case blanche b7 · Pion noir sur case noire c7 · Fou noir sur case blanche e6 · Pion noir sur case noire c5 · Pion noir sur case noire e5 · Tour blanche sur case blanche h5 · Pion blanc sur case blanche g4 · Pion blanc sur case blanche f3 · Cavalier blanc sur case noire g3 · Pion blanc sur case noire b2 · Pion blanc sur case blanche c2 · Roi blanc sur case noire f2 | 4 |
| 3 | Roi noir sur case noire d8 · Tour noire sur case blanche g8 · Pion noir sur case noire a7 · Pion noir sur case blanche b7 · Pion noir sur case noire c7 · Fou noir sur case blanche e6 · Pion noir sur case noire c5 · Pion noir sur case noire e5 · Tour blanche sur case blanche h5 · Pion blanc sur case blanche g4 · Pion blanc sur case blanche f3 · Cavalier blanc sur case noire g3 · Pion blanc sur case noire b2 · Pion blanc sur case blanche c2 · Roi blanc sur case noire f2 | Roi noir sur case noire d8 · Tour noire sur case blanche g8 · Pion noir sur case noire a7 · Pion noir sur case blanche b7 · Pion noir sur case noire c7 · Fou noir sur case blanche e6 · Pion noir sur case noire c5 · Pion noir sur case noire e5 · Tour blanche sur case blanche h5 · Pion blanc sur case blanche g4 · Pion blanc sur case blanche f3 · Cavalier blanc sur case noire g3 · Pion blanc sur case noire b2 · Pion blanc sur case blanche c2 · Roi blanc sur case noire f2 | Roi noir sur case noire d8 · Tour noire sur case blanche g8 · Pion noir sur case noire a7 · Pion noir sur case blanche b7 · Pion noir sur case noire c7 · Fou noir sur case blanche e6 · Pion noir sur case noire c5 · Pion noir sur case noire e5 · Tour blanche sur case blanche h5 · Pion blanc sur case blanche g4 · Pion blanc sur case blanche f3 · Cavalier blanc sur case noire g3 · Pion blanc sur case noire b2 · Pion blanc sur case blanche c2 · Roi blanc sur case noire f2 | Roi noir sur case noire d8 · Tour noire sur case blanche g8 · Pion noir sur case noire a7 · Pion noir sur case blanche b7 · Pion noir sur case noire c7 · Fou noir sur case blanche e6 · Pion noir sur case noire c5 · Pion noir sur case noire e5 · Tour blanche sur case blanche h5 · Pion blanc sur case blanche g4 · Pion blanc sur case blanche f3 · Cavalier blanc sur case noire g3 · Pion blanc sur case noire b2 · Pion blanc sur case blanche c2 · Roi blanc sur case noire f2 | Roi noir sur case noire d8 · Tour noire sur case blanche g8 · Pion noir sur case noire a7 · Pion noir sur case blanche b7 · Pion noir sur case noire c7 · Fou noir sur case blanche e6 · Pion noir sur case noire c5 · Pion noir sur case noire e5 · Tour blanche sur case blanche h5 · Pion blanc sur case blanche g4 · Pion blanc sur case blanche f3 · Cavalier blanc sur case noire g3 · Pion blanc sur case noire b2 · Pion blanc sur case blanche c2 · Roi blanc sur case noire f2 | Roi noir sur case noire d8 · Tour noire sur case blanche g8 · Pion noir sur case noire a7 · Pion noir sur case blanche b7 · Pion noir sur case noire c7 · Fou noir sur case blanche e6 · Pion noir sur case noire c5 · Pion noir sur case noire e5 · Tour blanche sur case blanche h5 · Pion blanc sur case blanche g4 · Pion blanc sur case blanche f3 · Cavalier blanc sur case noire g3 · Pion blanc sur case noire b2 · Pion blanc sur case blanche c2 · Roi blanc sur case noire f2 | Roi noir sur case noire d8 · Tour noire sur case blanche g8 · Pion noir sur case noire a7 · Pion noir sur case blanche b7 · Pion noir sur case noire c7 · Fou noir sur case blanche e6 · Pion noir sur case noire c5 · Pion noir sur case noire e5 · Tour blanche sur case blanche h5 · Pion blanc sur case blanche g4 · Pion blanc sur case blanche f3 · Cavalier blanc sur case noire g3 · Pion blanc sur case noire b2 · Pion blanc sur case blanche c2 · Roi blanc sur case noire f2 | Roi noir sur case noire d8 · Tour noire sur case blanche g8 · Pion noir sur case noire a7 · Pion noir sur case blanche b7 · Pion noir sur case noire c7 · Fou noir sur case blanche e6 · Pion noir sur case noire c5 · Pion noir sur case noire e5 · Tour blanche sur case blanche h5 · Pion blanc sur case blanche g4 · Pion blanc sur case blanche f3 · Cavalier blanc sur case noire g3 · Pion blanc sur case noire b2 · Pion blanc sur case blanche c2 · Roi blanc sur case noire f2 | 3 |
| 2 | Roi noir sur case noire d8 · Tour noire sur case blanche g8 · Pion noir sur case noire a7 · Pion noir sur case blanche b7 · Pion noir sur case noire c7 · Fou noir sur case blanche e6 · Pion noir sur case noire c5 · Pion noir sur case noire e5 · Tour blanche sur case blanche h5 · Pion blanc sur case blanche g4 · Pion blanc sur case blanche f3 · Cavalier blanc sur case noire g3 · Pion blanc sur case noire b2 · Pion blanc sur case blanche c2 · Roi blanc sur case noire f2 | Roi noir sur case noire d8 · Tour noire sur case blanche g8 · Pion noir sur case noire a7 · Pion noir sur case blanche b7 · Pion noir sur case noire c7 · Fou noir sur case blanche e6 · Pion noir sur case noire c5 · Pion noir sur case noire e5 · Tour blanche sur case blanche h5 · Pion blanc sur case blanche g4 · Pion blanc sur case blanche f3 · Cavalier blanc sur case noire g3 · Pion blanc sur case noire b2 · Pion blanc sur case blanche c2 · Roi blanc sur case noire f2 | Roi noir sur case noire d8 · Tour noire sur case blanche g8 · Pion noir sur case noire a7 · Pion noir sur case blanche b7 · Pion noir sur case noire c7 · Fou noir sur case blanche e6 · Pion noir sur case noire c5 · Pion noir sur case noire e5 · Tour blanche sur case blanche h5 · Pion blanc sur case blanche g4 · Pion blanc sur case blanche f3 · Cavalier blanc sur case noire g3 · Pion blanc sur case noire b2 · Pion blanc sur case blanche c2 · Roi blanc sur case noire f2 | Roi noir sur case noire d8 · Tour noire sur case blanche g8 · Pion noir sur case noire a7 · Pion noir sur case blanche b7 · Pion noir sur case noire c7 · Fou noir sur case blanche e6 · Pion noir sur case noire c5 · Pion noir sur case noire e5 · Tour blanche sur case blanche h5 · Pion blanc sur case blanche g4 · Pion blanc sur case blanche f3 · Cavalier blanc sur case noire g3 · Pion blanc sur case noire b2 · Pion blanc sur case blanche c2 · Roi blanc sur case noire f2 | Roi noir sur case noire d8 · Tour noire sur case blanche g8 · Pion noir sur case noire a7 · Pion noir sur case blanche b7 · Pion noir sur case noire c7 · Fou noir sur case blanche e6 · Pion noir sur case noire c5 · Pion noir sur case noire e5 · Tour blanche sur case blanche h5 · Pion blanc sur case blanche g4 · Pion blanc sur case blanche f3 · Cavalier blanc sur case noire g3 · Pion blanc sur case noire b2 · Pion blanc sur case blanche c2 · Roi blanc sur case noire f2 | Roi noir sur case noire d8 · Tour noire sur case blanche g8 · Pion noir sur case noire a7 · Pion noir sur case blanche b7 · Pion noir sur case noire c7 · Fou noir sur case blanche e6 · Pion noir sur case noire c5 · Pion noir sur case noire e5 · Tour blanche sur case blanche h5 · Pion blanc sur case blanche g4 · Pion blanc sur case blanche f3 · Cavalier blanc sur case noire g3 · Pion blanc sur case noire b2 · Pion blanc sur case blanche c2 · Roi blanc sur case noire f2 | Roi noir sur case noire d8 · Tour noire sur case blanche g8 · Pion noir sur case noire a7 · Pion noir sur case blanche b7 · Pion noir sur case noire c7 · Fou noir sur case blanche e6 · Pion noir sur case noire c5 · Pion noir sur case noire e5 · Tour blanche sur case blanche h5 · Pion blanc sur case blanche g4 · Pion blanc sur case blanche f3 · Cavalier blanc sur case noire g3 · Pion blanc sur case noire b2 · Pion blanc sur case blanche c2 · Roi blanc sur case noire f2 | Roi noir sur case noire d8 · Tour noire sur case blanche g8 · Pion noir sur case noire a7 · Pion noir sur case blanche b7 · Pion noir sur case noire c7 · Fou noir sur case blanche e6 · Pion noir sur case noire c5 · Pion noir sur case noire e5 · Tour blanche sur case blanche h5 · Pion blanc sur case blanche g4 · Pion blanc sur case blanche f3 · Cavalier blanc sur case noire g3 · Pion blanc sur case noire b2 · Pion blanc sur case blanche c2 · Roi blanc sur case noire f2 | 2 |
| 1 | Roi noir sur case noire d8 · Tour noire sur case blanche g8 · Pion noir sur case noire a7 · Pion noir sur case blanche b7 · Pion noir sur case noire c7 · Fou noir sur case blanche e6 · Pion noir sur case noire c5 · Pion noir sur case noire e5 · Tour blanche sur case blanche h5 · Pion blanc sur case blanche g4 · Pion blanc sur case blanche f3 · Cavalier blanc sur case noire g3 · Pion blanc sur case noire b2 · Pion blanc sur case blanche c2 · Roi blanc sur case noire f2 | Roi noir sur case noire d8 · Tour noire sur case blanche g8 · Pion noir sur case noire a7 · Pion noir sur case blanche b7 · Pion noir sur case noire c7 · Fou noir sur case blanche e6 · Pion noir sur case noire c5 · Pion noir sur case noire e5 · Tour blanche sur case blanche h5 · Pion blanc sur case blanche g4 · Pion blanc sur case blanche f3 · Cavalier blanc sur case noire g3 · Pion blanc sur case noire b2 · Pion blanc sur case blanche c2 · Roi blanc sur case noire f2 | Roi noir sur case noire d8 · Tour noire sur case blanche g8 · Pion noir sur case noire a7 · Pion noir sur case blanche b7 · Pion noir sur case noire c7 · Fou noir sur case blanche e6 · Pion noir sur case noire c5 · Pion noir sur case noire e5 · Tour blanche sur case blanche h5 · Pion blanc sur case blanche g4 · Pion blanc sur case blanche f3 · Cavalier blanc sur case noire g3 · Pion blanc sur case noire b2 · Pion blanc sur case blanche c2 · Roi blanc sur case noire f2 | Roi noir sur case noire d8 · Tour noire sur case blanche g8 · Pion noir sur case noire a7 · Pion noir sur case blanche b7 · Pion noir sur case noire c7 · Fou noir sur case blanche e6 · Pion noir sur case noire c5 · Pion noir sur case noire e5 · Tour blanche sur case blanche h5 · Pion blanc sur case blanche g4 · Pion blanc sur case blanche f3 · Cavalier blanc sur case noire g3 · Pion blanc sur case noire b2 · Pion blanc sur case blanche c2 · Roi blanc sur case noire f2 | Roi noir sur case noire d8 · Tour noire sur case blanche g8 · Pion noir sur case noire a7 · Pion noir sur case blanche b7 · Pion noir sur case noire c7 · Fou noir sur case blanche e6 · Pion noir sur case noire c5 · Pion noir sur case noire e5 · Tour blanche sur case blanche h5 · Pion blanc sur case blanche g4 · Pion blanc sur case blanche f3 · Cavalier blanc sur case noire g3 · Pion blanc sur case noire b2 · Pion blanc sur case blanche c2 · Roi blanc sur case noire f2 | Roi noir sur case noire d8 · Tour noire sur case blanche g8 · Pion noir sur case noire a7 · Pion noir sur case blanche b7 · Pion noir sur case noire c7 · Fou noir sur case blanche e6 · Pion noir sur case noire c5 · Pion noir sur case noire e5 · Tour blanche sur case blanche h5 · Pion blanc sur case blanche g4 · Pion blanc sur case blanche f3 · Cavalier blanc sur case noire g3 · Pion blanc sur case noire b2 · Pion blanc sur case blanche c2 · Roi blanc sur case noire f2 | Roi noir sur case noire d8 · Tour noire sur case blanche g8 · Pion noir sur case noire a7 · Pion noir sur case blanche b7 · Pion noir sur case noire c7 · Fou noir sur case blanche e6 · Pion noir sur case noire c5 · Pion noir sur case noire e5 · Tour blanche sur case blanche h5 · Pion blanc sur case blanche g4 · Pion blanc sur case blanche f3 · Cavalier blanc sur case noire g3 · Pion blanc sur case noire b2 · Pion blanc sur case blanche c2 · Roi blanc sur case noire f2 | Roi noir sur case noire d8 · Tour noire sur case blanche g8 · Pion noir sur case noire a7 · Pion noir sur case blanche b7 · Pion noir sur case noire c7 · Fou noir sur case blanche e6 · Pion noir sur case noire c5 · Pion noir sur case noire e5 · Tour blanche sur case blanche h5 · Pion blanc sur case blanche g4 · Pion blanc sur case blanche f3 · Cavalier blanc sur case noire g3 · Pion blanc sur case noire b2 · Pion blanc sur case blanche c2 · Roi blanc sur case noire f2 | 1 |
|   | a | b | c | d | e | f | g | h |   |

La septième partie est une authentique défense berlinoise où Anand, avec les noirs pour la seconde fois consécutive, sacrifie un fou afin d'obtenir une finale tour-cavalier contre tour, théoriquement nulle.  Il obtient effectivement la nulle après une partie particulièrement longue de 122 coups (la 2e partie la plus longue dans l'histoire des championnats du monde).
1. e4 e5 2. Cf3 Cc6 3. Fb5 Cf6 4. O-O Cxe4 5. d4 Cd6 6. Fxc6 dxc6 7. dxe5 Cf5 8. Dxd8+ Rxd8 9. h3 Re8 10. Cc3 h5 11. Ff4 Fe7 12. Tad1 Fe6 13. Cg5 Th6 14. g3 Fxg5 15. Fxg5 Tg6 16. h4 f6 17. exf6 gxf6 18. Ff4 Cxh4 19. f3 Td8 20. Rf2 Txd1 21. Cxd1 Cf5 22. Th1 Fxa2 23. Txh5 Fe6 24. g4 Cd6 25. Th7 Cf7 26. Ce3 Rd8 27. Cf5 c5 28. Cg3 Ce5 29. Th8+ Tg8 30. Fxe5 fxe5 31. Th5 (diagramme) Fxg4 32. fxg4 Txg4 33. Txe5 b6 34. Ce4 Th4 35. Re2 Th6 36. b3 Rd7 37. Rd2 Rc6 38. Cc3 a6 39. Te4 Th2+ 40. Rc1 Th1+ 41. Rb2 Th6 42. Cd1 Tg6 43. Ce3 Th6 44. Te7 Th2 45. Te6+ Rb7 46. Rc3 Th4 47. Rb2 Th2 48. Cd5 Td2 49. Cf6 Tf2 50. Rc3 Tf4 51. Ce4 Th4 52. Cf2 Th2 53. Tf6 Th7 54. Cd3 Th3 55. Rd2 Th2+ 56. Tf2 Th4 57. c4 Th3 58. Rc2 Th7 59. Cb2 Th5 60. Te2 Tg5 61. Cd1 b5 62. Cc3 c6 63. Ce4 Th5 64. Cf6 Tg5 65. Te7+ Rb6 66. Cd7+ Ra5 67. Te4 Tg2+ 68. Rc1 Tg1+ 69. Rd2 Tg2+ 70. Re1 bxc4 71. Txc4 Tg3 72. Cxc5 Rb5 73. Tc2 a5 74. Rf2 Th3 75. Tc1 Rb4 76. Re2 Tc3 77. Cd3+ Rxb3 78. Ta1 Rc4 79. Cf2 Rb5 80. Tb1+ Rc4 81. Ce4 Ta3 82. Cd2+ Rd5 83. Th1 a4 84. Th5+ Rd4 85. Th4+ Rc5 86. Rd1 Rb5 87. Rc2 Tg3 88. Ce4 Tg2+ 89. Rd3 a3 90. Cc3+ Rb6 91. Ta4 a2 92. Cxa2 Tg3+ 93. Rc2 Tg2+ 94. Rb3 Tg3+ 95. Cc3 Th3 96. Tb4+ Rc7 97. Tg4 Th7 98. Rc4 Tf7 99. Tg5 Rb6 100. Ca4+ Rc7 101. Rc5 Rd7 102. Rb6 Tf1 103. Cc5+ Re7 104. Rxc6 Td1 105. Tg6 Rf7 106. Th6 Tg1 107. Rd5 Tg5+ 108. Rd4 Tg6 109. Th1 Tg2 110. Ce4 Ta2 111. Tf1+ Re7 112. Cc3 Th2 113. Cd5+ Rd6 114. Tf6+ Rd7 115. Cf4 Th1 116. Tg6 Td1+ 117. Cd3 Re7 118. Ta6 Rd7 119. Re4 Re7 120. Tc6 Rd7 121. Tc1 Txc1 122. Cxc1 {nulle par insuffisance de matériel} 1/2-1/2

### Huitième partie
La huitième partie transpose en une variante du gambit de la dame refusé, et se termine par une nulle.
1. d4 Cf6 2. c4 e6 3. Cf3 d5 4. Cc3 Fe7 5. Ff4 O-O 6. e3 c5 7. dxc5 Fxc5 8. a3 Cc6 9. Dc2 Te8 10. Fg5 Fe7 11. Td1 Da5 12. Fd3 h6 13. Fh4 dxc4 14. Fxc4 a6 15. O-O b5 16. Fa2 Fb7 17. Fb1 Tad8 18. Fxf6 Fxf6 19. Ce4 Fe7 20. Cc5 Fxc5 21. Dxc5 b4 22. Tc1 bxa3 23. bxa3 Dxc5 24. Txc5 Ce7 25. Tfc1 Tc8 26. Fd3 Ted8 27. Txc8 Txc8 28. Txc8+ Cxc8 29. Cd2 Cb6 30. Cb3 Cd7 31. Ca5 Fc8 32. Rf1 Rf8 33. Re1 Re7 34. Rd2 Rd6 35. Rc3 Ce5 36. Fe2 Rc5 37. f4 Cc6 38. Cxc6 Rxc6 39. Rd4 f6 40. e4 Rd6 41. e5+  {Partie nulle d'un commun accord} 1/2-1/2

### Neuvième partie
La neuvième partie est une défense berlinoise qui se termine assez rapidement par une nulle par répétition.
1. e4 e5 2. Cf3 Cc6 3. Fb5 Cf6 4. O-O Cxe4 5. d4 Cd6 6. Fxc6 dxc6 7. dxe5 Cf5 8. Dxd8+ Rxd8 9. h3 Re8 10. Cc3 h5 11. Ce2 b6 12. Td1 Fa6 13. Cf4 Fb7 14. e6 Fd6 15. exf7+ Rxf7 16. Cg5+ Rf6 17. Ce4+ Rf7 18. Cg5+ Rf6 19. Ce4+ Rf7 20. Cg5+ 1/2-1/2
Lors de la conférence de presse, Carlsen déclara avoir décidé de répéter la position car il ne trouvait pas de solution et parce qu'Anand lui paraissait mieux préparé.

### Dixième partie
La dixième partie, où Anand a les blancs, est une défense Grünfeld qui aboutit à une nulle après trente-deux coups.
1. d4 Cf6 2. c4 g6 3. Cc3 d5 4. Cf3 Fg7 5. Db3 dxc4 6. Dxc4 O-O 7. e4 Ca6 8. Fe2 c5 9. d5 e6 10. O-O exd5 11. exd5 Te8 12. Fg5 h6 13. Fe3 Ff5 14. Tad1 Ce4 15. Cxe4 Fxe4 16. Dc1 Df6 17. Fxh6 Dxb2 18. Dxb2 Fxb2 19. Cg5 Fd4 20. Cxe4 Txe4 21. Ff3 Te7 22. d6 Td7 23. Ff4 Cb4 24. Td2 Te8 25. Tc1 Te6 26. h4 Fe5 27. Fxe5 Txe5 28. Fxb7 Txb7 29. d7 Cc6 30. d8=D+ Cxd8 31. Txd8+ Rg7 32. Td2  {partie nulle d'un commun accord} 1/2-1/2

### Onzième partie
|   | a | b | c | d | e | f | g | h |   |
| 8 | Tour noire sur case blanche a8 · Tour noire sur case noire b8 · Fou noir sur case noire f8 · Pion noir sur case noire c7 · Pion noir sur case blanche f7 · Roi noir sur case blanche c6 · Fou noir sur case blanche e6 · Cavalier blanc sur case noire f6 · Cavalier noir sur case blanche g6 · Pion noir sur case noire h6 · Pion noir sur case noire a5 · Pion noir sur case noire c5 · Cavalier blanc sur case blanche d5 · Pion blanc sur case noire e5 · Pion noir sur case noire g5 · Pion blanc sur case blanche a4 · Pion blanc sur case blanche c4 · Roi blanc sur case blanche e4 · Pion blanc sur case blanche g4 · Fou blanc sur case noire c3 · Pion blanc sur case blanche h3 · Pion blanc sur case noire f2 · Tour blanche sur case blanche d1 · Tour blanche sur case noire e1 | Tour noire sur case blanche a8 · Tour noire sur case noire b8 · Fou noir sur case noire f8 · Pion noir sur case noire c7 · Pion noir sur case blanche f7 · Roi noir sur case blanche c6 · Fou noir sur case blanche e6 · Cavalier blanc sur case noire f6 · Cavalier noir sur case blanche g6 · Pion noir sur case noire h6 · Pion noir sur case noire a5 · Pion noir sur case noire c5 · Cavalier blanc sur case blanche d5 · Pion blanc sur case noire e5 · Pion noir sur case noire g5 · Pion blanc sur case blanche a4 · Pion blanc sur case blanche c4 · Roi blanc sur case blanche e4 · Pion blanc sur case blanche g4 · Fou blanc sur case noire c3 · Pion blanc sur case blanche h3 · Pion blanc sur case noire f2 · Tour blanche sur case blanche d1 · Tour blanche sur case noire e1 | Tour noire sur case blanche a8 · Tour noire sur case noire b8 · Fou noir sur case noire f8 · Pion noir sur case noire c7 · Pion noir sur case blanche f7 · Roi noir sur case blanche c6 · Fou noir sur case blanche e6 · Cavalier blanc sur case noire f6 · Cavalier noir sur case blanche g6 · Pion noir sur case noire h6 · Pion noir sur case noire a5 · Pion noir sur case noire c5 · Cavalier blanc sur case blanche d5 · Pion blanc sur case noire e5 · Pion noir sur case noire g5 · Pion blanc sur case blanche a4 · Pion blanc sur case blanche c4 · Roi blanc sur case blanche e4 · Pion blanc sur case blanche g4 · Fou blanc sur case noire c3 · Pion blanc sur case blanche h3 · Pion blanc sur case noire f2 · Tour blanche sur case blanche d1 · Tour blanche sur case noire e1 | Tour noire sur case blanche a8 · Tour noire sur case noire b8 · Fou noir sur case noire f8 · Pion noir sur case noire c7 · Pion noir sur case blanche f7 · Roi noir sur case blanche c6 · Fou noir sur case blanche e6 · Cavalier blanc sur case noire f6 · Cavalier noir sur case blanche g6 · Pion noir sur case noire h6 · Pion noir sur case noire a5 · Pion noir sur case noire c5 · Cavalier blanc sur case blanche d5 · Pion blanc sur case noire e5 · Pion noir sur case noire g5 · Pion blanc sur case blanche a4 · Pion blanc sur case blanche c4 · Roi blanc sur case blanche e4 · Pion blanc sur case blanche g4 · Fou blanc sur case noire c3 · Pion blanc sur case blanche h3 · Pion blanc sur case noire f2 · Tour blanche sur case blanche d1 · Tour blanche sur case noire e1 | Tour noire sur case blanche a8 · Tour noire sur case noire b8 · Fou noir sur case noire f8 · Pion noir sur case noire c7 · Pion noir sur case blanche f7 · Roi noir sur case blanche c6 · Fou noir sur case blanche e6 · Cavalier blanc sur case noire f6 · Cavalier noir sur case blanche g6 · Pion noir sur case noire h6 · Pion noir sur case noire a5 · Pion noir sur case noire c5 · Cavalier blanc sur case blanche d5 · Pion blanc sur case noire e5 · Pion noir sur case noire g5 · Pion blanc sur case blanche a4 · Pion blanc sur case blanche c4 · Roi blanc sur case blanche e4 · Pion blanc sur case blanche g4 · Fou blanc sur case noire c3 · Pion blanc sur case blanche h3 · Pion blanc sur case noire f2 · Tour blanche sur case blanche d1 · Tour blanche sur case noire e1 | Tour noire sur case blanche a8 · Tour noire sur case noire b8 · Fou noir sur case noire f8 · Pion noir sur case noire c7 · Pion noir sur case blanche f7 · Roi noir sur case blanche c6 · Fou noir sur case blanche e6 · Cavalier blanc sur case noire f6 · Cavalier noir sur case blanche g6 · Pion noir sur case noire h6 · Pion noir sur case noire a5 · Pion noir sur case noire c5 · Cavalier blanc sur case blanche d5 · Pion blanc sur case noire e5 · Pion noir sur case noire g5 · Pion blanc sur case blanche a4 · Pion blanc sur case blanche c4 · Roi blanc sur case blanche e4 · Pion blanc sur case blanche g4 · Fou blanc sur case noire c3 · Pion blanc sur case blanche h3 · Pion blanc sur case noire f2 · Tour blanche sur case blanche d1 · Tour blanche sur case noire e1 | Tour noire sur case blanche a8 · Tour noire sur case noire b8 · Fou noir sur case noire f8 · Pion noir sur case noire c7 · Pion noir sur case blanche f7 · Roi noir sur case blanche c6 · Fou noir sur case blanche e6 · Cavalier blanc sur case noire f6 · Cavalier noir sur case blanche g6 · Pion noir sur case noire h6 · Pion noir sur case noire a5 · Pion noir sur case noire c5 · Cavalier blanc sur case blanche d5 · Pion blanc sur case noire e5 · Pion noir sur case noire g5 · Pion blanc sur case blanche a4 · Pion blanc sur case blanche c4 · Roi blanc sur case blanche e4 · Pion blanc sur case blanche g4 · Fou blanc sur case noire c3 · Pion blanc sur case blanche h3 · Pion blanc sur case noire f2 · Tour blanche sur case blanche d1 · Tour blanche sur case noire e1 | Tour noire sur case blanche a8 · Tour noire sur case noire b8 · Fou noir sur case noire f8 · Pion noir sur case noire c7 · Pion noir sur case blanche f7 · Roi noir sur case blanche c6 · Fou noir sur case blanche e6 · Cavalier blanc sur case noire f6 · Cavalier noir sur case blanche g6 · Pion noir sur case noire h6 · Pion noir sur case noire a5 · Pion noir sur case noire c5 · Cavalier blanc sur case blanche d5 · Pion blanc sur case noire e5 · Pion noir sur case noire g5 · Pion blanc sur case blanche a4 · Pion blanc sur case blanche c4 · Roi blanc sur case blanche e4 · Pion blanc sur case blanche g4 · Fou blanc sur case noire c3 · Pion blanc sur case blanche h3 · Pion blanc sur case noire f2 · Tour blanche sur case blanche d1 · Tour blanche sur case noire e1 | 8 |
| 7 | Tour noire sur case blanche a8 · Tour noire sur case noire b8 · Fou noir sur case noire f8 · Pion noir sur case noire c7 · Pion noir sur case blanche f7 · Roi noir sur case blanche c6 · Fou noir sur case blanche e6 · Cavalier blanc sur case noire f6 · Cavalier noir sur case blanche g6 · Pion noir sur case noire h6 · Pion noir sur case noire a5 · Pion noir sur case noire c5 · Cavalier blanc sur case blanche d5 · Pion blanc sur case noire e5 · Pion noir sur case noire g5 · Pion blanc sur case blanche a4 · Pion blanc sur case blanche c4 · Roi blanc sur case blanche e4 · Pion blanc sur case blanche g4 · Fou blanc sur case noire c3 · Pion blanc sur case blanche h3 · Pion blanc sur case noire f2 · Tour blanche sur case blanche d1 · Tour blanche sur case noire e1 | Tour noire sur case blanche a8 · Tour noire sur case noire b8 · Fou noir sur case noire f8 · Pion noir sur case noire c7 · Pion noir sur case blanche f7 · Roi noir sur case blanche c6 · Fou noir sur case blanche e6 · Cavalier blanc sur case noire f6 · Cavalier noir sur case blanche g6 · Pion noir sur case noire h6 · Pion noir sur case noire a5 · Pion noir sur case noire c5 · Cavalier blanc sur case blanche d5 · Pion blanc sur case noire e5 · Pion noir sur case noire g5 · Pion blanc sur case blanche a4 · Pion blanc sur case blanche c4 · Roi blanc sur case blanche e4 · Pion blanc sur case blanche g4 · Fou blanc sur case noire c3 · Pion blanc sur case blanche h3 · Pion blanc sur case noire f2 · Tour blanche sur case blanche d1 · Tour blanche sur case noire e1 | Tour noire sur case blanche a8 · Tour noire sur case noire b8 · Fou noir sur case noire f8 · Pion noir sur case noire c7 · Pion noir sur case blanche f7 · Roi noir sur case blanche c6 · Fou noir sur case blanche e6 · Cavalier blanc sur case noire f6 · Cavalier noir sur case blanche g6 · Pion noir sur case noire h6 · Pion noir sur case noire a5 · Pion noir sur case noire c5 · Cavalier blanc sur case blanche d5 · Pion blanc sur case noire e5 · Pion noir sur case noire g5 · Pion blanc sur case blanche a4 · Pion blanc sur case blanche c4 · Roi blanc sur case blanche e4 · Pion blanc sur case blanche g4 · Fou blanc sur case noire c3 · Pion blanc sur case blanche h3 · Pion blanc sur case noire f2 · Tour blanche sur case blanche d1 · Tour blanche sur case noire e1 | Tour noire sur case blanche a8 · Tour noire sur case noire b8 · Fou noir sur case noire f8 · Pion noir sur case noire c7 · Pion noir sur case blanche f7 · Roi noir sur case blanche c6 · Fou noir sur case blanche e6 · Cavalier blanc sur case noire f6 · Cavalier noir sur case blanche g6 · Pion noir sur case noire h6 · Pion noir sur case noire a5 · Pion noir sur case noire c5 · Cavalier blanc sur case blanche d5 · Pion blanc sur case noire e5 · Pion noir sur case noire g5 · Pion blanc sur case blanche a4 · Pion blanc sur case blanche c4 · Roi blanc sur case blanche e4 · Pion blanc sur case blanche g4 · Fou blanc sur case noire c3 · Pion blanc sur case blanche h3 · Pion blanc sur case noire f2 · Tour blanche sur case blanche d1 · Tour blanche sur case noire e1 | Tour noire sur case blanche a8 · Tour noire sur case noire b8 · Fou noir sur case noire f8 · Pion noir sur case noire c7 · Pion noir sur case blanche f7 · Roi noir sur case blanche c6 · Fou noir sur case blanche e6 · Cavalier blanc sur case noire f6 · Cavalier noir sur case blanche g6 · Pion noir sur case noire h6 · Pion noir sur case noire a5 · Pion noir sur case noire c5 · Cavalier blanc sur case blanche d5 · Pion blanc sur case noire e5 · Pion noir sur case noire g5 · Pion blanc sur case blanche a4 · Pion blanc sur case blanche c4 · Roi blanc sur case blanche e4 · Pion blanc sur case blanche g4 · Fou blanc sur case noire c3 · Pion blanc sur case blanche h3 · Pion blanc sur case noire f2 · Tour blanche sur case blanche d1 · Tour blanche sur case noire e1 | Tour noire sur case blanche a8 · Tour noire sur case noire b8 · Fou noir sur case noire f8 · Pion noir sur case noire c7 · Pion noir sur case blanche f7 · Roi noir sur case blanche c6 · Fou noir sur case blanche e6 · Cavalier blanc sur case noire f6 · Cavalier noir sur case blanche g6 · Pion noir sur case noire h6 · Pion noir sur case noire a5 · Pion noir sur case noire c5 · Cavalier blanc sur case blanche d5 · Pion blanc sur case noire e5 · Pion noir sur case noire g5 · Pion blanc sur case blanche a4 · Pion blanc sur case blanche c4 · Roi blanc sur case blanche e4 · Pion blanc sur case blanche g4 · Fou blanc sur case noire c3 · Pion blanc sur case blanche h3 · Pion blanc sur case noire f2 · Tour blanche sur case blanche d1 · Tour blanche sur case noire e1 | Tour noire sur case blanche a8 · Tour noire sur case noire b8 · Fou noir sur case noire f8 · Pion noir sur case noire c7 · Pion noir sur case blanche f7 · Roi noir sur case blanche c6 · Fou noir sur case blanche e6 · Cavalier blanc sur case noire f6 · Cavalier noir sur case blanche g6 · Pion noir sur case noire h6 · Pion noir sur case noire a5 · Pion noir sur case noire c5 · Cavalier blanc sur case blanche d5 · Pion blanc sur case noire e5 · Pion noir sur case noire g5 · Pion blanc sur case blanche a4 · Pion blanc sur case blanche c4 · Roi blanc sur case blanche e4 · Pion blanc sur case blanche g4 · Fou blanc sur case noire c3 · Pion blanc sur case blanche h3 · Pion blanc sur case noire f2 · Tour blanche sur case blanche d1 · Tour blanche sur case noire e1 | Tour noire sur case blanche a8 · Tour noire sur case noire b8 · Fou noir sur case noire f8 · Pion noir sur case noire c7 · Pion noir sur case blanche f7 · Roi noir sur case blanche c6 · Fou noir sur case blanche e6 · Cavalier blanc sur case noire f6 · Cavalier noir sur case blanche g6 · Pion noir sur case noire h6 · Pion noir sur case noire a5 · Pion noir sur case noire c5 · Cavalier blanc sur case blanche d5 · Pion blanc sur case noire e5 · Pion noir sur case noire g5 · Pion blanc sur case blanche a4 · Pion blanc sur case blanche c4 · Roi blanc sur case blanche e4 · Pion blanc sur case blanche g4 · Fou blanc sur case noire c3 · Pion blanc sur case blanche h3 · Pion blanc sur case noire f2 · Tour blanche sur case blanche d1 · Tour blanche sur case noire e1 | 7 |
| 6 | Tour noire sur case blanche a8 · Tour noire sur case noire b8 · Fou noir sur case noire f8 · Pion noir sur case noire c7 · Pion noir sur case blanche f7 · Roi noir sur case blanche c6 · Fou noir sur case blanche e6 · Cavalier blanc sur case noire f6 · Cavalier noir sur case blanche g6 · Pion noir sur case noire h6 · Pion noir sur case noire a5 · Pion noir sur case noire c5 · Cavalier blanc sur case blanche d5 · Pion blanc sur case noire e5 · Pion noir sur case noire g5 · Pion blanc sur case blanche a4 · Pion blanc sur case blanche c4 · Roi blanc sur case blanche e4 · Pion blanc sur case blanche g4 · Fou blanc sur case noire c3 · Pion blanc sur case blanche h3 · Pion blanc sur case noire f2 · Tour blanche sur case blanche d1 · Tour blanche sur case noire e1 | Tour noire sur case blanche a8 · Tour noire sur case noire b8 · Fou noir sur case noire f8 · Pion noir sur case noire c7 · Pion noir sur case blanche f7 · Roi noir sur case blanche c6 · Fou noir sur case blanche e6 · Cavalier blanc sur case noire f6 · Cavalier noir sur case blanche g6 · Pion noir sur case noire h6 · Pion noir sur case noire a5 · Pion noir sur case noire c5 · Cavalier blanc sur case blanche d5 · Pion blanc sur case noire e5 · Pion noir sur case noire g5 · Pion blanc sur case blanche a4 · Pion blanc sur case blanche c4 · Roi blanc sur case blanche e4 · Pion blanc sur case blanche g4 · Fou blanc sur case noire c3 · Pion blanc sur case blanche h3 · Pion blanc sur case noire f2 · Tour blanche sur case blanche d1 · Tour blanche sur case noire e1 | Tour noire sur case blanche a8 · Tour noire sur case noire b8 · Fou noir sur case noire f8 · Pion noir sur case noire c7 · Pion noir sur case blanche f7 · Roi noir sur case blanche c6 · Fou noir sur case blanche e6 · Cavalier blanc sur case noire f6 · Cavalier noir sur case blanche g6 · Pion noir sur case noire h6 · Pion noir sur case noire a5 · Pion noir sur case noire c5 · Cavalier blanc sur case blanche d5 · Pion blanc sur case noire e5 · Pion noir sur case noire g5 · Pion blanc sur case blanche a4 · Pion blanc sur case blanche c4 · Roi blanc sur case blanche e4 · Pion blanc sur case blanche g4 · Fou blanc sur case noire c3 · Pion blanc sur case blanche h3 · Pion blanc sur case noire f2 · Tour blanche sur case blanche d1 · Tour blanche sur case noire e1 | Tour noire sur case blanche a8 · Tour noire sur case noire b8 · Fou noir sur case noire f8 · Pion noir sur case noire c7 · Pion noir sur case blanche f7 · Roi noir sur case blanche c6 · Fou noir sur case blanche e6 · Cavalier blanc sur case noire f6 · Cavalier noir sur case blanche g6 · Pion noir sur case noire h6 · Pion noir sur case noire a5 · Pion noir sur case noire c5 · Cavalier blanc sur case blanche d5 · Pion blanc sur case noire e5 · Pion noir sur case noire g5 · Pion blanc sur case blanche a4 · Pion blanc sur case blanche c4 · Roi blanc sur case blanche e4 · Pion blanc sur case blanche g4 · Fou blanc sur case noire c3 · Pion blanc sur case blanche h3 · Pion blanc sur case noire f2 · Tour blanche sur case blanche d1 · Tour blanche sur case noire e1 | Tour noire sur case blanche a8 · Tour noire sur case noire b8 · Fou noir sur case noire f8 · Pion noir sur case noire c7 · Pion noir sur case blanche f7 · Roi noir sur case blanche c6 · Fou noir sur case blanche e6 · Cavalier blanc sur case noire f6 · Cavalier noir sur case blanche g6 · Pion noir sur case noire h6 · Pion noir sur case noire a5 · Pion noir sur case noire c5 · Cavalier blanc sur case blanche d5 · Pion blanc sur case noire e5 · Pion noir sur case noire g5 · Pion blanc sur case blanche a4 · Pion blanc sur case blanche c4 · Roi blanc sur case blanche e4 · Pion blanc sur case blanche g4 · Fou blanc sur case noire c3 · Pion blanc sur case blanche h3 · Pion blanc sur case noire f2 · Tour blanche sur case blanche d1 · Tour blanche sur case noire e1 | Tour noire sur case blanche a8 · Tour noire sur case noire b8 · Fou noir sur case noire f8 · Pion noir sur case noire c7 · Pion noir sur case blanche f7 · Roi noir sur case blanche c6 · Fou noir sur case blanche e6 · Cavalier blanc sur case noire f6 · Cavalier noir sur case blanche g6 · Pion noir sur case noire h6 · Pion noir sur case noire a5 · Pion noir sur case noire c5 · Cavalier blanc sur case blanche d5 · Pion blanc sur case noire e5 · Pion noir sur case noire g5 · Pion blanc sur case blanche a4 · Pion blanc sur case blanche c4 · Roi blanc sur case blanche e4 · Pion blanc sur case blanche g4 · Fou blanc sur case noire c3 · Pion blanc sur case blanche h3 · Pion blanc sur case noire f2 · Tour blanche sur case blanche d1 · Tour blanche sur case noire e1 | Tour noire sur case blanche a8 · Tour noire sur case noire b8 · Fou noir sur case noire f8 · Pion noir sur case noire c7 · Pion noir sur case blanche f7 · Roi noir sur case blanche c6 · Fou noir sur case blanche e6 · Cavalier blanc sur case noire f6 · Cavalier noir sur case blanche g6 · Pion noir sur case noire h6 · Pion noir sur case noire a5 · Pion noir sur case noire c5 · Cavalier blanc sur case blanche d5 · Pion blanc sur case noire e5 · Pion noir sur case noire g5 · Pion blanc sur case blanche a4 · Pion blanc sur case blanche c4 · Roi blanc sur case blanche e4 · Pion blanc sur case blanche g4 · Fou blanc sur case noire c3 · Pion blanc sur case blanche h3 · Pion blanc sur case noire f2 · Tour blanche sur case blanche d1 · Tour blanche sur case noire e1 | Tour noire sur case blanche a8 · Tour noire sur case noire b8 · Fou noir sur case noire f8 · Pion noir sur case noire c7 · Pion noir sur case blanche f7 · Roi noir sur case blanche c6 · Fou noir sur case blanche e6 · Cavalier blanc sur case noire f6 · Cavalier noir sur case blanche g6 · Pion noir sur case noire h6 · Pion noir sur case noire a5 · Pion noir sur case noire c5 · Cavalier blanc sur case blanche d5 · Pion blanc sur case noire e5 · Pion noir sur case noire g5 · Pion blanc sur case blanche a4 · Pion blanc sur case blanche c4 · Roi blanc sur case blanche e4 · Pion blanc sur case blanche g4 · Fou blanc sur case noire c3 · Pion blanc sur case blanche h3 · Pion blanc sur case noire f2 · Tour blanche sur case blanche d1 · Tour blanche sur case noire e1 | 6 |
| 5 | Tour noire sur case blanche a8 · Tour noire sur case noire b8 · Fou noir sur case noire f8 · Pion noir sur case noire c7 · Pion noir sur case blanche f7 · Roi noir sur case blanche c6 · Fou noir sur case blanche e6 · Cavalier blanc sur case noire f6 · Cavalier noir sur case blanche g6 · Pion noir sur case noire h6 · Pion noir sur case noire a5 · Pion noir sur case noire c5 · Cavalier blanc sur case blanche d5 · Pion blanc sur case noire e5 · Pion noir sur case noire g5 · Pion blanc sur case blanche a4 · Pion blanc sur case blanche c4 · Roi blanc sur case blanche e4 · Pion blanc sur case blanche g4 · Fou blanc sur case noire c3 · Pion blanc sur case blanche h3 · Pion blanc sur case noire f2 · Tour blanche sur case blanche d1 · Tour blanche sur case noire e1 | Tour noire sur case blanche a8 · Tour noire sur case noire b8 · Fou noir sur case noire f8 · Pion noir sur case noire c7 · Pion noir sur case blanche f7 · Roi noir sur case blanche c6 · Fou noir sur case blanche e6 · Cavalier blanc sur case noire f6 · Cavalier noir sur case blanche g6 · Pion noir sur case noire h6 · Pion noir sur case noire a5 · Pion noir sur case noire c5 · Cavalier blanc sur case blanche d5 · Pion blanc sur case noire e5 · Pion noir sur case noire g5 · Pion blanc sur case blanche a4 · Pion blanc sur case blanche c4 · Roi blanc sur case blanche e4 · Pion blanc sur case blanche g4 · Fou blanc sur case noire c3 · Pion blanc sur case blanche h3 · Pion blanc sur case noire f2 · Tour blanche sur case blanche d1 · Tour blanche sur case noire e1 | Tour noire sur case blanche a8 · Tour noire sur case noire b8 · Fou noir sur case noire f8 · Pion noir sur case noire c7 · Pion noir sur case blanche f7 · Roi noir sur case blanche c6 · Fou noir sur case blanche e6 · Cavalier blanc sur case noire f6 · Cavalier noir sur case blanche g6 · Pion noir sur case noire h6 · Pion noir sur case noire a5 · Pion noir sur case noire c5 · Cavalier blanc sur case blanche d5 · Pion blanc sur case noire e5 · Pion noir sur case noire g5 · Pion blanc sur case blanche a4 · Pion blanc sur case blanche c4 · Roi blanc sur case blanche e4 · Pion blanc sur case blanche g4 · Fou blanc sur case noire c3 · Pion blanc sur case blanche h3 · Pion blanc sur case noire f2 · Tour blanche sur case blanche d1 · Tour blanche sur case noire e1 | Tour noire sur case blanche a8 · Tour noire sur case noire b8 · Fou noir sur case noire f8 · Pion noir sur case noire c7 · Pion noir sur case blanche f7 · Roi noir sur case blanche c6 · Fou noir sur case blanche e6 · Cavalier blanc sur case noire f6 · Cavalier noir sur case blanche g6 · Pion noir sur case noire h6 · Pion noir sur case noire a5 · Pion noir sur case noire c5 · Cavalier blanc sur case blanche d5 · Pion blanc sur case noire e5 · Pion noir sur case noire g5 · Pion blanc sur case blanche a4 · Pion blanc sur case blanche c4 · Roi blanc sur case blanche e4 · Pion blanc sur case blanche g4 · Fou blanc sur case noire c3 · Pion blanc sur case blanche h3 · Pion blanc sur case noire f2 · Tour blanche sur case blanche d1 · Tour blanche sur case noire e1 | Tour noire sur case blanche a8 · Tour noire sur case noire b8 · Fou noir sur case noire f8 · Pion noir sur case noire c7 · Pion noir sur case blanche f7 · Roi noir sur case blanche c6 · Fou noir sur case blanche e6 · Cavalier blanc sur case noire f6 · Cavalier noir sur case blanche g6 · Pion noir sur case noire h6 · Pion noir sur case noire a5 · Pion noir sur case noire c5 · Cavalier blanc sur case blanche d5 · Pion blanc sur case noire e5 · Pion noir sur case noire g5 · Pion blanc sur case blanche a4 · Pion blanc sur case blanche c4 · Roi blanc sur case blanche e4 · Pion blanc sur case blanche g4 · Fou blanc sur case noire c3 · Pion blanc sur case blanche h3 · Pion blanc sur case noire f2 · Tour blanche sur case blanche d1 · Tour blanche sur case noire e1 | Tour noire sur case blanche a8 · Tour noire sur case noire b8 · Fou noir sur case noire f8 · Pion noir sur case noire c7 · Pion noir sur case blanche f7 · Roi noir sur case blanche c6 · Fou noir sur case blanche e6 · Cavalier blanc sur case noire f6 · Cavalier noir sur case blanche g6 · Pion noir sur case noire h6 · Pion noir sur case noire a5 · Pion noir sur case noire c5 · Cavalier blanc sur case blanche d5 · Pion blanc sur case noire e5 · Pion noir sur case noire g5 · Pion blanc sur case blanche a4 · Pion blanc sur case blanche c4 · Roi blanc sur case blanche e4 · Pion blanc sur case blanche g4 · Fou blanc sur case noire c3 · Pion blanc sur case blanche h3 · Pion blanc sur case noire f2 · Tour blanche sur case blanche d1 · Tour blanche sur case noire e1 | Tour noire sur case blanche a8 · Tour noire sur case noire b8 · Fou noir sur case noire f8 · Pion noir sur case noire c7 · Pion noir sur case blanche f7 · Roi noir sur case blanche c6 · Fou noir sur case blanche e6 · Cavalier blanc sur case noire f6 · Cavalier noir sur case blanche g6 · Pion noir sur case noire h6 · Pion noir sur case noire a5 · Pion noir sur case noire c5 · Cavalier blanc sur case blanche d5 · Pion blanc sur case noire e5 · Pion noir sur case noire g5 · Pion blanc sur case blanche a4 · Pion blanc sur case blanche c4 · Roi blanc sur case blanche e4 · Pion blanc sur case blanche g4 · Fou blanc sur case noire c3 · Pion blanc sur case blanche h3 · Pion blanc sur case noire f2 · Tour blanche sur case blanche d1 · Tour blanche sur case noire e1 | Tour noire sur case blanche a8 · Tour noire sur case noire b8 · Fou noir sur case noire f8 · Pion noir sur case noire c7 · Pion noir sur case blanche f7 · Roi noir sur case blanche c6 · Fou noir sur case blanche e6 · Cavalier blanc sur case noire f6 · Cavalier noir sur case blanche g6 · Pion noir sur case noire h6 · Pion noir sur case noire a5 · Pion noir sur case noire c5 · Cavalier blanc sur case blanche d5 · Pion blanc sur case noire e5 · Pion noir sur case noire g5 · Pion blanc sur case blanche a4 · Pion blanc sur case blanche c4 · Roi blanc sur case blanche e4 · Pion blanc sur case blanche g4 · Fou blanc sur case noire c3 · Pion blanc sur case blanche h3 · Pion blanc sur case noire f2 · Tour blanche sur case blanche d1 · Tour blanche sur case noire e1 | 5 |
| 4 | Tour noire sur case blanche a8 · Tour noire sur case noire b8 · Fou noir sur case noire f8 · Pion noir sur case noire c7 · Pion noir sur case blanche f7 · Roi noir sur case blanche c6 · Fou noir sur case blanche e6 · Cavalier blanc sur case noire f6 · Cavalier noir sur case blanche g6 · Pion noir sur case noire h6 · Pion noir sur case noire a5 · Pion noir sur case noire c5 · Cavalier blanc sur case blanche d5 · Pion blanc sur case noire e5 · Pion noir sur case noire g5 · Pion blanc sur case blanche a4 · Pion blanc sur case blanche c4 · Roi blanc sur case blanche e4 · Pion blanc sur case blanche g4 · Fou blanc sur case noire c3 · Pion blanc sur case blanche h3 · Pion blanc sur case noire f2 · Tour blanche sur case blanche d1 · Tour blanche sur case noire e1 | Tour noire sur case blanche a8 · Tour noire sur case noire b8 · Fou noir sur case noire f8 · Pion noir sur case noire c7 · Pion noir sur case blanche f7 · Roi noir sur case blanche c6 · Fou noir sur case blanche e6 · Cavalier blanc sur case noire f6 · Cavalier noir sur case blanche g6 · Pion noir sur case noire h6 · Pion noir sur case noire a5 · Pion noir sur case noire c5 · Cavalier blanc sur case blanche d5 · Pion blanc sur case noire e5 · Pion noir sur case noire g5 · Pion blanc sur case blanche a4 · Pion blanc sur case blanche c4 · Roi blanc sur case blanche e4 · Pion blanc sur case blanche g4 · Fou blanc sur case noire c3 · Pion blanc sur case blanche h3 · Pion blanc sur case noire f2 · Tour blanche sur case blanche d1 · Tour blanche sur case noire e1 | Tour noire sur case blanche a8 · Tour noire sur case noire b8 · Fou noir sur case noire f8 · Pion noir sur case noire c7 · Pion noir sur case blanche f7 · Roi noir sur case blanche c6 · Fou noir sur case blanche e6 · Cavalier blanc sur case noire f6 · Cavalier noir sur case blanche g6 · Pion noir sur case noire h6 · Pion noir sur case noire a5 · Pion noir sur case noire c5 · Cavalier blanc sur case blanche d5 · Pion blanc sur case noire e5 · Pion noir sur case noire g5 · Pion blanc sur case blanche a4 · Pion blanc sur case blanche c4 · Roi blanc sur case blanche e4 · Pion blanc sur case blanche g4 · Fou blanc sur case noire c3 · Pion blanc sur case blanche h3 · Pion blanc sur case noire f2 · Tour blanche sur case blanche d1 · Tour blanche sur case noire e1 | Tour noire sur case blanche a8 · Tour noire sur case noire b8 · Fou noir sur case noire f8 · Pion noir sur case noire c7 · Pion noir sur case blanche f7 · Roi noir sur case blanche c6 · Fou noir sur case blanche e6 · Cavalier blanc sur case noire f6 · Cavalier noir sur case blanche g6 · Pion noir sur case noire h6 · Pion noir sur case noire a5 · Pion noir sur case noire c5 · Cavalier blanc sur case blanche d5 · Pion blanc sur case noire e5 · Pion noir sur case noire g5 · Pion blanc sur case blanche a4 · Pion blanc sur case blanche c4 · Roi blanc sur case blanche e4 · Pion blanc sur case blanche g4 · Fou blanc sur case noire c3 · Pion blanc sur case blanche h3 · Pion blanc sur case noire f2 · Tour blanche sur case blanche d1 · Tour blanche sur case noire e1 | Tour noire sur case blanche a8 · Tour noire sur case noire b8 · Fou noir sur case noire f8 · Pion noir sur case noire c7 · Pion noir sur case blanche f7 · Roi noir sur case blanche c6 · Fou noir sur case blanche e6 · Cavalier blanc sur case noire f6 · Cavalier noir sur case blanche g6 · Pion noir sur case noire h6 · Pion noir sur case noire a5 · Pion noir sur case noire c5 · Cavalier blanc sur case blanche d5 · Pion blanc sur case noire e5 · Pion noir sur case noire g5 · Pion blanc sur case blanche a4 · Pion blanc sur case blanche c4 · Roi blanc sur case blanche e4 · Pion blanc sur case blanche g4 · Fou blanc sur case noire c3 · Pion blanc sur case blanche h3 · Pion blanc sur case noire f2 · Tour blanche sur case blanche d1 · Tour blanche sur case noire e1 | Tour noire sur case blanche a8 · Tour noire sur case noire b8 · Fou noir sur case noire f8 · Pion noir sur case noire c7 · Pion noir sur case blanche f7 · Roi noir sur case blanche c6 · Fou noir sur case blanche e6 · Cavalier blanc sur case noire f6 · Cavalier noir sur case blanche g6 · Pion noir sur case noire h6 · Pion noir sur case noire a5 · Pion noir sur case noire c5 · Cavalier blanc sur case blanche d5 · Pion blanc sur case noire e5 · Pion noir sur case noire g5 · Pion blanc sur case blanche a4 · Pion blanc sur case blanche c4 · Roi blanc sur case blanche e4 · Pion blanc sur case blanche g4 · Fou blanc sur case noire c3 · Pion blanc sur case blanche h3 · Pion blanc sur case noire f2 · Tour blanche sur case blanche d1 · Tour blanche sur case noire e1 | Tour noire sur case blanche a8 · Tour noire sur case noire b8 · Fou noir sur case noire f8 · Pion noir sur case noire c7 · Pion noir sur case blanche f7 · Roi noir sur case blanche c6 · Fou noir sur case blanche e6 · Cavalier blanc sur case noire f6 · Cavalier noir sur case blanche g6 · Pion noir sur case noire h6 · Pion noir sur case noire a5 · Pion noir sur case noire c5 · Cavalier blanc sur case blanche d5 · Pion blanc sur case noire e5 · Pion noir sur case noire g5 · Pion blanc sur case blanche a4 · Pion blanc sur case blanche c4 · Roi blanc sur case blanche e4 · Pion blanc sur case blanche g4 · Fou blanc sur case noire c3 · Pion blanc sur case blanche h3 · Pion blanc sur case noire f2 · Tour blanche sur case blanche d1 · Tour blanche sur case noire e1 | Tour noire sur case blanche a8 · Tour noire sur case noire b8 · Fou noir sur case noire f8 · Pion noir sur case noire c7 · Pion noir sur case blanche f7 · Roi noir sur case blanche c6 · Fou noir sur case blanche e6 · Cavalier blanc sur case noire f6 · Cavalier noir sur case blanche g6 · Pion noir sur case noire h6 · Pion noir sur case noire a5 · Pion noir sur case noire c5 · Cavalier blanc sur case blanche d5 · Pion blanc sur case noire e5 · Pion noir sur case noire g5 · Pion blanc sur case blanche a4 · Pion blanc sur case blanche c4 · Roi blanc sur case blanche e4 · Pion blanc sur case blanche g4 · Fou blanc sur case noire c3 · Pion blanc sur case blanche h3 · Pion blanc sur case noire f2 · Tour blanche sur case blanche d1 · Tour blanche sur case noire e1 | 4 |
| 3 | Tour noire sur case blanche a8 · Tour noire sur case noire b8 · Fou noir sur case noire f8 · Pion noir sur case noire c7 · Pion noir sur case blanche f7 · Roi noir sur case blanche c6 · Fou noir sur case blanche e6 · Cavalier blanc sur case noire f6 · Cavalier noir sur case blanche g6 · Pion noir sur case noire h6 · Pion noir sur case noire a5 · Pion noir sur case noire c5 · Cavalier blanc sur case blanche d5 · Pion blanc sur case noire e5 · Pion noir sur case noire g5 · Pion blanc sur case blanche a4 · Pion blanc sur case blanche c4 · Roi blanc sur case blanche e4 · Pion blanc sur case blanche g4 · Fou blanc sur case noire c3 · Pion blanc sur case blanche h3 · Pion blanc sur case noire f2 · Tour blanche sur case blanche d1 · Tour blanche sur case noire e1 | Tour noire sur case blanche a8 · Tour noire sur case noire b8 · Fou noir sur case noire f8 · Pion noir sur case noire c7 · Pion noir sur case blanche f7 · Roi noir sur case blanche c6 · Fou noir sur case blanche e6 · Cavalier blanc sur case noire f6 · Cavalier noir sur case blanche g6 · Pion noir sur case noire h6 · Pion noir sur case noire a5 · Pion noir sur case noire c5 · Cavalier blanc sur case blanche d5 · Pion blanc sur case noire e5 · Pion noir sur case noire g5 · Pion blanc sur case blanche a4 · Pion blanc sur case blanche c4 · Roi blanc sur case blanche e4 · Pion blanc sur case blanche g4 · Fou blanc sur case noire c3 · Pion blanc sur case blanche h3 · Pion blanc sur case noire f2 · Tour blanche sur case blanche d1 · Tour blanche sur case noire e1 | Tour noire sur case blanche a8 · Tour noire sur case noire b8 · Fou noir sur case noire f8 · Pion noir sur case noire c7 · Pion noir sur case blanche f7 · Roi noir sur case blanche c6 · Fou noir sur case blanche e6 · Cavalier blanc sur case noire f6 · Cavalier noir sur case blanche g6 · Pion noir sur case noire h6 · Pion noir sur case noire a5 · Pion noir sur case noire c5 · Cavalier blanc sur case blanche d5 · Pion blanc sur case noire e5 · Pion noir sur case noire g5 · Pion blanc sur case blanche a4 · Pion blanc sur case blanche c4 · Roi blanc sur case blanche e4 · Pion blanc sur case blanche g4 · Fou blanc sur case noire c3 · Pion blanc sur case blanche h3 · Pion blanc sur case noire f2 · Tour blanche sur case blanche d1 · Tour blanche sur case noire e1 | Tour noire sur case blanche a8 · Tour noire sur case noire b8 · Fou noir sur case noire f8 · Pion noir sur case noire c7 · Pion noir sur case blanche f7 · Roi noir sur case blanche c6 · Fou noir sur case blanche e6 · Cavalier blanc sur case noire f6 · Cavalier noir sur case blanche g6 · Pion noir sur case noire h6 · Pion noir sur case noire a5 · Pion noir sur case noire c5 · Cavalier blanc sur case blanche d5 · Pion blanc sur case noire e5 · Pion noir sur case noire g5 · Pion blanc sur case blanche a4 · Pion blanc sur case blanche c4 · Roi blanc sur case blanche e4 · Pion blanc sur case blanche g4 · Fou blanc sur case noire c3 · Pion blanc sur case blanche h3 · Pion blanc sur case noire f2 · Tour blanche sur case blanche d1 · Tour blanche sur case noire e1 | Tour noire sur case blanche a8 · Tour noire sur case noire b8 · Fou noir sur case noire f8 · Pion noir sur case noire c7 · Pion noir sur case blanche f7 · Roi noir sur case blanche c6 · Fou noir sur case blanche e6 · Cavalier blanc sur case noire f6 · Cavalier noir sur case blanche g6 · Pion noir sur case noire h6 · Pion noir sur case noire a5 · Pion noir sur case noire c5 · Cavalier blanc sur case blanche d5 · Pion blanc sur case noire e5 · Pion noir sur case noire g5 · Pion blanc sur case blanche a4 · Pion blanc sur case blanche c4 · Roi blanc sur case blanche e4 · Pion blanc sur case blanche g4 · Fou blanc sur case noire c3 · Pion blanc sur case blanche h3 · Pion blanc sur case noire f2 · Tour blanche sur case blanche d1 · Tour blanche sur case noire e1 | Tour noire sur case blanche a8 · Tour noire sur case noire b8 · Fou noir sur case noire f8 · Pion noir sur case noire c7 · Pion noir sur case blanche f7 · Roi noir sur case blanche c6 · Fou noir sur case blanche e6 · Cavalier blanc sur case noire f6 · Cavalier noir sur case blanche g6 · Pion noir sur case noire h6 · Pion noir sur case noire a5 · Pion noir sur case noire c5 · Cavalier blanc sur case blanche d5 · Pion blanc sur case noire e5 · Pion noir sur case noire g5 · Pion blanc sur case blanche a4 · Pion blanc sur case blanche c4 · Roi blanc sur case blanche e4 · Pion blanc sur case blanche g4 · Fou blanc sur case noire c3 · Pion blanc sur case blanche h3 · Pion blanc sur case noire f2 · Tour blanche sur case blanche d1 · Tour blanche sur case noire e1 | Tour noire sur case blanche a8 · Tour noire sur case noire b8 · Fou noir sur case noire f8 · Pion noir sur case noire c7 · Pion noir sur case blanche f7 · Roi noir sur case blanche c6 · Fou noir sur case blanche e6 · Cavalier blanc sur case noire f6 · Cavalier noir sur case blanche g6 · Pion noir sur case noire h6 · Pion noir sur case noire a5 · Pion noir sur case noire c5 · Cavalier blanc sur case blanche d5 · Pion blanc sur case noire e5 · Pion noir sur case noire g5 · Pion blanc sur case blanche a4 · Pion blanc sur case blanche c4 · Roi blanc sur case blanche e4 · Pion blanc sur case blanche g4 · Fou blanc sur case noire c3 · Pion blanc sur case blanche h3 · Pion blanc sur case noire f2 · Tour blanche sur case blanche d1 · Tour blanche sur case noire e1 | Tour noire sur case blanche a8 · Tour noire sur case noire b8 · Fou noir sur case noire f8 · Pion noir sur case noire c7 · Pion noir sur case blanche f7 · Roi noir sur case blanche c6 · Fou noir sur case blanche e6 · Cavalier blanc sur case noire f6 · Cavalier noir sur case blanche g6 · Pion noir sur case noire h6 · Pion noir sur case noire a5 · Pion noir sur case noire c5 · Cavalier blanc sur case blanche d5 · Pion blanc sur case noire e5 · Pion noir sur case noire g5 · Pion blanc sur case blanche a4 · Pion blanc sur case blanche c4 · Roi blanc sur case blanche e4 · Pion blanc sur case blanche g4 · Fou blanc sur case noire c3 · Pion blanc sur case blanche h3 · Pion blanc sur case noire f2 · Tour blanche sur case blanche d1 · Tour blanche sur case noire e1 | 3 |
| 2 | Tour noire sur case blanche a8 · Tour noire sur case noire b8 · Fou noir sur case noire f8 · Pion noir sur case noire c7 · Pion noir sur case blanche f7 · Roi noir sur case blanche c6 · Fou noir sur case blanche e6 · Cavalier blanc sur case noire f6 · Cavalier noir sur case blanche g6 · Pion noir sur case noire h6 · Pion noir sur case noire a5 · Pion noir sur case noire c5 · Cavalier blanc sur case blanche d5 · Pion blanc sur case noire e5 · Pion noir sur case noire g5 · Pion blanc sur case blanche a4 · Pion blanc sur case blanche c4 · Roi blanc sur case blanche e4 · Pion blanc sur case blanche g4 · Fou blanc sur case noire c3 · Pion blanc sur case blanche h3 · Pion blanc sur case noire f2 · Tour blanche sur case blanche d1 · Tour blanche sur case noire e1 | Tour noire sur case blanche a8 · Tour noire sur case noire b8 · Fou noir sur case noire f8 · Pion noir sur case noire c7 · Pion noir sur case blanche f7 · Roi noir sur case blanche c6 · Fou noir sur case blanche e6 · Cavalier blanc sur case noire f6 · Cavalier noir sur case blanche g6 · Pion noir sur case noire h6 · Pion noir sur case noire a5 · Pion noir sur case noire c5 · Cavalier blanc sur case blanche d5 · Pion blanc sur case noire e5 · Pion noir sur case noire g5 · Pion blanc sur case blanche a4 · Pion blanc sur case blanche c4 · Roi blanc sur case blanche e4 · Pion blanc sur case blanche g4 · Fou blanc sur case noire c3 · Pion blanc sur case blanche h3 · Pion blanc sur case noire f2 · Tour blanche sur case blanche d1 · Tour blanche sur case noire e1 | Tour noire sur case blanche a8 · Tour noire sur case noire b8 · Fou noir sur case noire f8 · Pion noir sur case noire c7 · Pion noir sur case blanche f7 · Roi noir sur case blanche c6 · Fou noir sur case blanche e6 · Cavalier blanc sur case noire f6 · Cavalier noir sur case blanche g6 · Pion noir sur case noire h6 · Pion noir sur case noire a5 · Pion noir sur case noire c5 · Cavalier blanc sur case blanche d5 · Pion blanc sur case noire e5 · Pion noir sur case noire g5 · Pion blanc sur case blanche a4 · Pion blanc sur case blanche c4 · Roi blanc sur case blanche e4 · Pion blanc sur case blanche g4 · Fou blanc sur case noire c3 · Pion blanc sur case blanche h3 · Pion blanc sur case noire f2 · Tour blanche sur case blanche d1 · Tour blanche sur case noire e1 | Tour noire sur case blanche a8 · Tour noire sur case noire b8 · Fou noir sur case noire f8 · Pion noir sur case noire c7 · Pion noir sur case blanche f7 · Roi noir sur case blanche c6 · Fou noir sur case blanche e6 · Cavalier blanc sur case noire f6 · Cavalier noir sur case blanche g6 · Pion noir sur case noire h6 · Pion noir sur case noire a5 · Pion noir sur case noire c5 · Cavalier blanc sur case blanche d5 · Pion blanc sur case noire e5 · Pion noir sur case noire g5 · Pion blanc sur case blanche a4 · Pion blanc sur case blanche c4 · Roi blanc sur case blanche e4 · Pion blanc sur case blanche g4 · Fou blanc sur case noire c3 · Pion blanc sur case blanche h3 · Pion blanc sur case noire f2 · Tour blanche sur case blanche d1 · Tour blanche sur case noire e1 | Tour noire sur case blanche a8 · Tour noire sur case noire b8 · Fou noir sur case noire f8 · Pion noir sur case noire c7 · Pion noir sur case blanche f7 · Roi noir sur case blanche c6 · Fou noir sur case blanche e6 · Cavalier blanc sur case noire f6 · Cavalier noir sur case blanche g6 · Pion noir sur case noire h6 · Pion noir sur case noire a5 · Pion noir sur case noire c5 · Cavalier blanc sur case blanche d5 · Pion blanc sur case noire e5 · Pion noir sur case noire g5 · Pion blanc sur case blanche a4 · Pion blanc sur case blanche c4 · Roi blanc sur case blanche e4 · Pion blanc sur case blanche g4 · Fou blanc sur case noire c3 · Pion blanc sur case blanche h3 · Pion blanc sur case noire f2 · Tour blanche sur case blanche d1 · Tour blanche sur case noire e1 | Tour noire sur case blanche a8 · Tour noire sur case noire b8 · Fou noir sur case noire f8 · Pion noir sur case noire c7 · Pion noir sur case blanche f7 · Roi noir sur case blanche c6 · Fou noir sur case blanche e6 · Cavalier blanc sur case noire f6 · Cavalier noir sur case blanche g6 · Pion noir sur case noire h6 · Pion noir sur case noire a5 · Pion noir sur case noire c5 · Cavalier blanc sur case blanche d5 · Pion blanc sur case noire e5 · Pion noir sur case noire g5 · Pion blanc sur case blanche a4 · Pion blanc sur case blanche c4 · Roi blanc sur case blanche e4 · Pion blanc sur case blanche g4 · Fou blanc sur case noire c3 · Pion blanc sur case blanche h3 · Pion blanc sur case noire f2 · Tour blanche sur case blanche d1 · Tour blanche sur case noire e1 | Tour noire sur case blanche a8 · Tour noire sur case noire b8 · Fou noir sur case noire f8 · Pion noir sur case noire c7 · Pion noir sur case blanche f7 · Roi noir sur case blanche c6 · Fou noir sur case blanche e6 · Cavalier blanc sur case noire f6 · Cavalier noir sur case blanche g6 · Pion noir sur case noire h6 · Pion noir sur case noire a5 · Pion noir sur case noire c5 · Cavalier blanc sur case blanche d5 · Pion blanc sur case noire e5 · Pion noir sur case noire g5 · Pion blanc sur case blanche a4 · Pion blanc sur case blanche c4 · Roi blanc sur case blanche e4 · Pion blanc sur case blanche g4 · Fou blanc sur case noire c3 · Pion blanc sur case blanche h3 · Pion blanc sur case noire f2 · Tour blanche sur case blanche d1 · Tour blanche sur case noire e1 | Tour noire sur case blanche a8 · Tour noire sur case noire b8 · Fou noir sur case noire f8 · Pion noir sur case noire c7 · Pion noir sur case blanche f7 · Roi noir sur case blanche c6 · Fou noir sur case blanche e6 · Cavalier blanc sur case noire f6 · Cavalier noir sur case blanche g6 · Pion noir sur case noire h6 · Pion noir sur case noire a5 · Pion noir sur case noire c5 · Cavalier blanc sur case blanche d5 · Pion blanc sur case noire e5 · Pion noir sur case noire g5 · Pion blanc sur case blanche a4 · Pion blanc sur case blanche c4 · Roi blanc sur case blanche e4 · Pion blanc sur case blanche g4 · Fou blanc sur case noire c3 · Pion blanc sur case blanche h3 · Pion blanc sur case noire f2 · Tour blanche sur case blanche d1 · Tour blanche sur case noire e1 | 2 |
| 1 | Tour noire sur case blanche a8 · Tour noire sur case noire b8 · Fou noir sur case noire f8 · Pion noir sur case noire c7 · Pion noir sur case blanche f7 · Roi noir sur case blanche c6 · Fou noir sur case blanche e6 · Cavalier blanc sur case noire f6 · Cavalier noir sur case blanche g6 · Pion noir sur case noire h6 · Pion noir sur case noire a5 · Pion noir sur case noire c5 · Cavalier blanc sur case blanche d5 · Pion blanc sur case noire e5 · Pion noir sur case noire g5 · Pion blanc sur case blanche a4 · Pion blanc sur case blanche c4 · Roi blanc sur case blanche e4 · Pion blanc sur case blanche g4 · Fou blanc sur case noire c3 · Pion blanc sur case blanche h3 · Pion blanc sur case noire f2 · Tour blanche sur case blanche d1 · Tour blanche sur case noire e1 | Tour noire sur case blanche a8 · Tour noire sur case noire b8 · Fou noir sur case noire f8 · Pion noir sur case noire c7 · Pion noir sur case blanche f7 · Roi noir sur case blanche c6 · Fou noir sur case blanche e6 · Cavalier blanc sur case noire f6 · Cavalier noir sur case blanche g6 · Pion noir sur case noire h6 · Pion noir sur case noire a5 · Pion noir sur case noire c5 · Cavalier blanc sur case blanche d5 · Pion blanc sur case noire e5 · Pion noir sur case noire g5 · Pion blanc sur case blanche a4 · Pion blanc sur case blanche c4 · Roi blanc sur case blanche e4 · Pion blanc sur case blanche g4 · Fou blanc sur case noire c3 · Pion blanc sur case blanche h3 · Pion blanc sur case noire f2 · Tour blanche sur case blanche d1 · Tour blanche sur case noire e1 | Tour noire sur case blanche a8 · Tour noire sur case noire b8 · Fou noir sur case noire f8 · Pion noir sur case noire c7 · Pion noir sur case blanche f7 · Roi noir sur case blanche c6 · Fou noir sur case blanche e6 · Cavalier blanc sur case noire f6 · Cavalier noir sur case blanche g6 · Pion noir sur case noire h6 · Pion noir sur case noire a5 · Pion noir sur case noire c5 · Cavalier blanc sur case blanche d5 · Pion blanc sur case noire e5 · Pion noir sur case noire g5 · Pion blanc sur case blanche a4 · Pion blanc sur case blanche c4 · Roi blanc sur case blanche e4 · Pion blanc sur case blanche g4 · Fou blanc sur case noire c3 · Pion blanc sur case blanche h3 · Pion blanc sur case noire f2 · Tour blanche sur case blanche d1 · Tour blanche sur case noire e1 | Tour noire sur case blanche a8 · Tour noire sur case noire b8 · Fou noir sur case noire f8 · Pion noir sur case noire c7 · Pion noir sur case blanche f7 · Roi noir sur case blanche c6 · Fou noir sur case blanche e6 · Cavalier blanc sur case noire f6 · Cavalier noir sur case blanche g6 · Pion noir sur case noire h6 · Pion noir sur case noire a5 · Pion noir sur case noire c5 · Cavalier blanc sur case blanche d5 · Pion blanc sur case noire e5 · Pion noir sur case noire g5 · Pion blanc sur case blanche a4 · Pion blanc sur case blanche c4 · Roi blanc sur case blanche e4 · Pion blanc sur case blanche g4 · Fou blanc sur case noire c3 · Pion blanc sur case blanche h3 · Pion blanc sur case noire f2 · Tour blanche sur case blanche d1 · Tour blanche sur case noire e1 | Tour noire sur case blanche a8 · Tour noire sur case noire b8 · Fou noir sur case noire f8 · Pion noir sur case noire c7 · Pion noir sur case blanche f7 · Roi noir sur case blanche c6 · Fou noir sur case blanche e6 · Cavalier blanc sur case noire f6 · Cavalier noir sur case blanche g6 · Pion noir sur case noire h6 · Pion noir sur case noire a5 · Pion noir sur case noire c5 · Cavalier blanc sur case blanche d5 · Pion blanc sur case noire e5 · Pion noir sur case noire g5 · Pion blanc sur case blanche a4 · Pion blanc sur case blanche c4 · Roi blanc sur case blanche e4 · Pion blanc sur case blanche g4 · Fou blanc sur case noire c3 · Pion blanc sur case blanche h3 · Pion blanc sur case noire f2 · Tour blanche sur case blanche d1 · Tour blanche sur case noire e1 | Tour noire sur case blanche a8 · Tour noire sur case noire b8 · Fou noir sur case noire f8 · Pion noir sur case noire c7 · Pion noir sur case blanche f7 · Roi noir sur case blanche c6 · Fou noir sur case blanche e6 · Cavalier blanc sur case noire f6 · Cavalier noir sur case blanche g6 · Pion noir sur case noire h6 · Pion noir sur case noire a5 · Pion noir sur case noire c5 · Cavalier blanc sur case blanche d5 · Pion blanc sur case noire e5 · Pion noir sur case noire g5 · Pion blanc sur case blanche a4 · Pion blanc sur case blanche c4 · Roi blanc sur case blanche e4 · Pion blanc sur case blanche g4 · Fou blanc sur case noire c3 · Pion blanc sur case blanche h3 · Pion blanc sur case noire f2 · Tour blanche sur case blanche d1 · Tour blanche sur case noire e1 | Tour noire sur case blanche a8 · Tour noire sur case noire b8 · Fou noir sur case noire f8 · Pion noir sur case noire c7 · Pion noir sur case blanche f7 · Roi noir sur case blanche c6 · Fou noir sur case blanche e6 · Cavalier blanc sur case noire f6 · Cavalier noir sur case blanche g6 · Pion noir sur case noire h6 · Pion noir sur case noire a5 · Pion noir sur case noire c5 · Cavalier blanc sur case blanche d5 · Pion blanc sur case noire e5 · Pion noir sur case noire g5 · Pion blanc sur case blanche a4 · Pion blanc sur case blanche c4 · Roi blanc sur case blanche e4 · Pion blanc sur case blanche g4 · Fou blanc sur case noire c3 · Pion blanc sur case blanche h3 · Pion blanc sur case noire f2 · Tour blanche sur case blanche d1 · Tour blanche sur case noire e1 | Tour noire sur case blanche a8 · Tour noire sur case noire b8 · Fou noir sur case noire f8 · Pion noir sur case noire c7 · Pion noir sur case blanche f7 · Roi noir sur case blanche c6 · Fou noir sur case blanche e6 · Cavalier blanc sur case noire f6 · Cavalier noir sur case blanche g6 · Pion noir sur case noire h6 · Pion noir sur case noire a5 · Pion noir sur case noire c5 · Cavalier blanc sur case blanche d5 · Pion blanc sur case noire e5 · Pion noir sur case noire g5 · Pion blanc sur case blanche a4 · Pion blanc sur case blanche c4 · Roi blanc sur case blanche e4 · Pion blanc sur case blanche g4 · Fou blanc sur case noire c3 · Pion blanc sur case blanche h3 · Pion blanc sur case noire f2 · Tour blanche sur case blanche d1 · Tour blanche sur case noire e1 | 1 |
|   | a | b | c | d | e | f | g | h |   |

La onzième partie est une défense berlinoise qui reste équlibrée avec un 23... b5! prometteur pour les Noirs. Anand, avec les Noirs, sacrifie cependant la qualité contre la paire de fous, l'amélioration de sa structure de pions à l'aile dame et un pion passé en b4. Ces compensations s'avèrent cependant insuffisantes, la menace constituée par le pion passé b4 ayant été surestimée par les Noirs et le contre-jeu étant faible. Après quelques imprécisions des Noirs, l'avantage des Blancs est patent et 36. Txc7+ permet la transition vers une finale où les Blancs disposent d'un grand avantage. Anand abandonne au 45e coup.
1. e4 e5 2. Cf3 Cc6 3. Fb5 Cf6 4. O-O Cxe4 5. d4 Cd6 6. Fxc6 dxc6 7. dxe5 Cf5 8. Dxd8+ Rxd8 9. h3 Fd7 10. Cc3 h6 11. b3 Rc8 12. Fb2 c5 13. Tad1 b6 14. Tfe1 Fe6 15. Cd5 g5 16. c4 Rb7 17. Rh2 a5 18. a4 Ce7 19. g4 Cg6 20. Rg3 Fe7 21. Cd2 Thd8 22. Ce4 Ff8 23. Cef6 b5 24. Fc3 bxa4 25. bxa4 Rc6 26. Rf3 Tdb8 27. Re4 Tb4 (cf. diagramme) 28. Fxb4 cxb4 29. Ch5 Rb7 30. f4 gxf4 31. Chxf4 Cxf4 32. Cxf4 Fxc4 33. Td7 Ta6 34. Cd5 Tc6 35. Txf7 Fc5 36. Txc7+ Txc7 37. Cxc7 Rc6 38. Cb5 Fxb5 39. axb5+ Rxb5 40. e6 b3 41. Rd3 Fe7 42. h4 a4 43. g5 hxg5 44. hxg5 a3 45. Rc3  {Les noirs abandonnent} 1-0
Cette victoire porta le score de Magnus Carlsen à 6½ points, ce qui fit de lui le vainqueur du match et champion du monde pour la deuxième fois consécutive.

## Secondants

### De Magnus Carlsen
Depuis 2013, le Norvégien compte dans son équipe le grand maître danois Peter Heine Nielsen, qui avait servi de secondant et d'entraineur à Anand pendant 10 ans. Jon Ludvig Hammer fait aussi partie de l'équipe du champion du monde en titre. Lors de la conférence d'ouverture du match, Magnus Carlsen ajoute que ces deux-là sont ses seuls secondants (« There’s the Dane, there’s the Hammer, and that’s all »). Cependant, lors d'une interview d'après match, Carlsen avoue qu'il était en contact indirect avec Gary Kasparov via Peter Nielsen et aussi en contact direct avec Laurent Fressinet et Michael Adams, ce dernier apportant une perspective humaine (« human perspective »).

### De Viswanathan Anand
Viswanathan Anand a révélé lors d'une conférence de presse à Sotchi que ses secondants étaient Krishnan Sasikiran, Radoslaw Wojtaszek  et Grzegorz Gajewski